# Cestas
Cestas (prononcé [sɛstas] ) est une commune du Sud-Ouest de la France, située dans la banlieue sud-ouest de Bordeaux, dans le département de la Gironde, en région Nouvelle-Aquitaine.

## Géographie

### Localisation
Commune de l'aire d'attraction de Bordeaux située dans son unité urbaine dans les Landes de Bordeaux, au sud-ouest de Bordeaux sur l'Eau Bourde.
Sur la commune sont disséminés plusieurs plans d´eau, à Rousset au bord de l'autoroute, aux Sources (Petit Trianon), deux à Monsalut (anciennes carrières) et un étang au milieu de 600 ha hectares de forêts. La forêt est essentiellement composée de pins et de fougères.
Y sont situés trois parcs de randonnée où s'étendent des dizaines de kilomètres de chemins ainsi que 25 km de pistes cyclables.

### Communes limitrophes
Le territoire de la commune est limitrophe de ceux des communes de Pessac au nord, Canéjan au nord-est, Léognan à l'est, Saucats au sud-est, Le Barp au sud-sud-ouest, Mios au sud-ouest, Marcheprime à l'ouest-sud-ouest, Audenge à l'extrême ouest, en quadripoint (point de la surface de la Terre qui touche quatre régions distinctes), et Saint-Jean-d'Illac au nord-ouest.
| Saint-Jean-d'Illac                                  | Pessac  | Canéjan |
| Audenge {\displaystyle +} (quadripoint) Marcheprime | Cestas  | Léognan |
| Mios                                                | Le Barp | Saucats |

### Géologie et relief

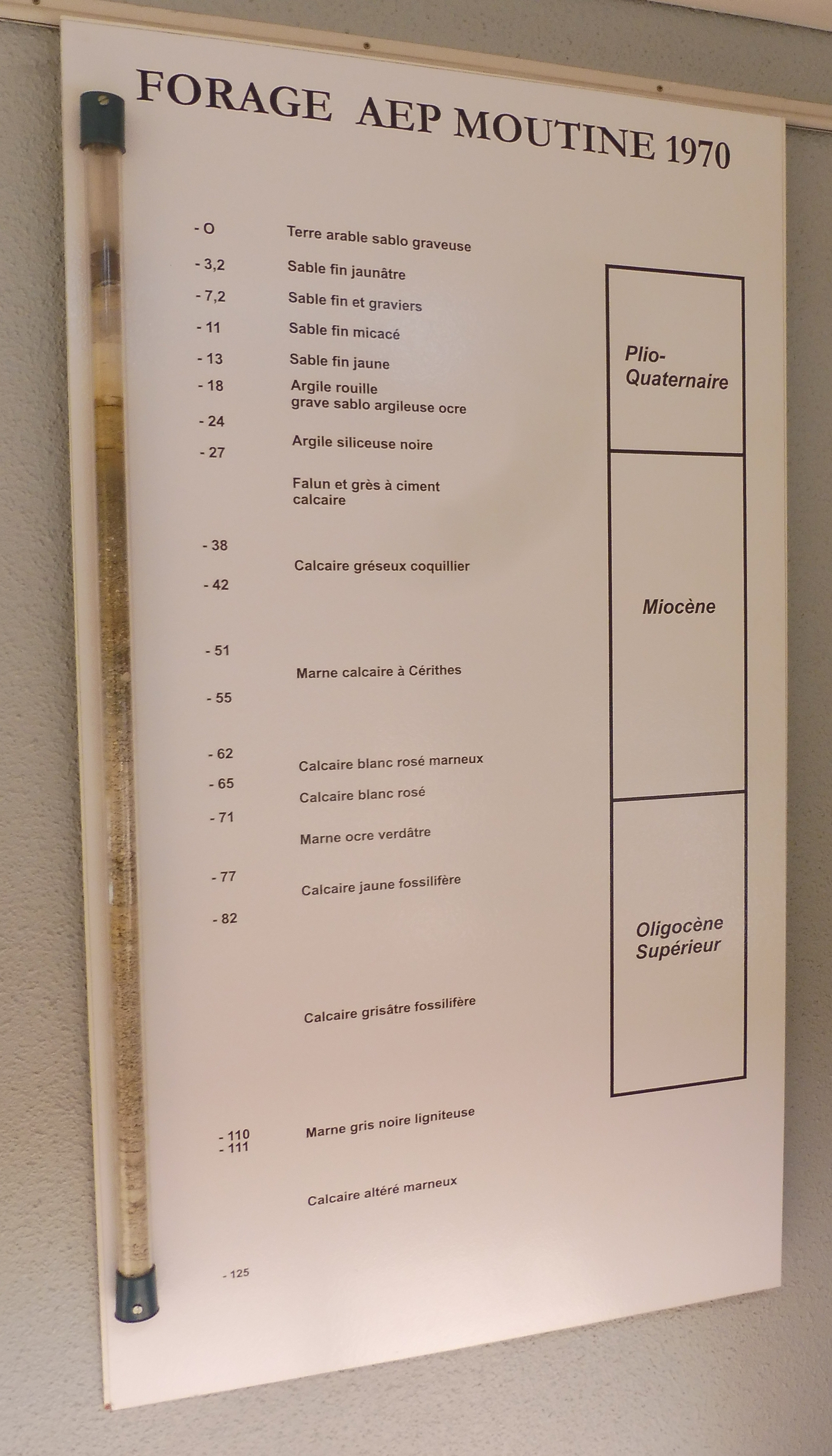
Le forage de Moutine en 1970.

La superficie de la commune est de 99,57 km2 ; son altitude varie de 33  à   80 m.
Les terrains sont partie en sable des Landes (formations fluvio-éoliennes d'âge pléistocène supérieur), partie en graves (graviers et galets déposés par la Garonne et mélangés à du sable ou de l'argile). Les formations aliotiques se rencontrent fréquemment entre 1 m et 3 m de profondeur. Les faluns affleurent à flanc de rive de l'Eau Bourde.

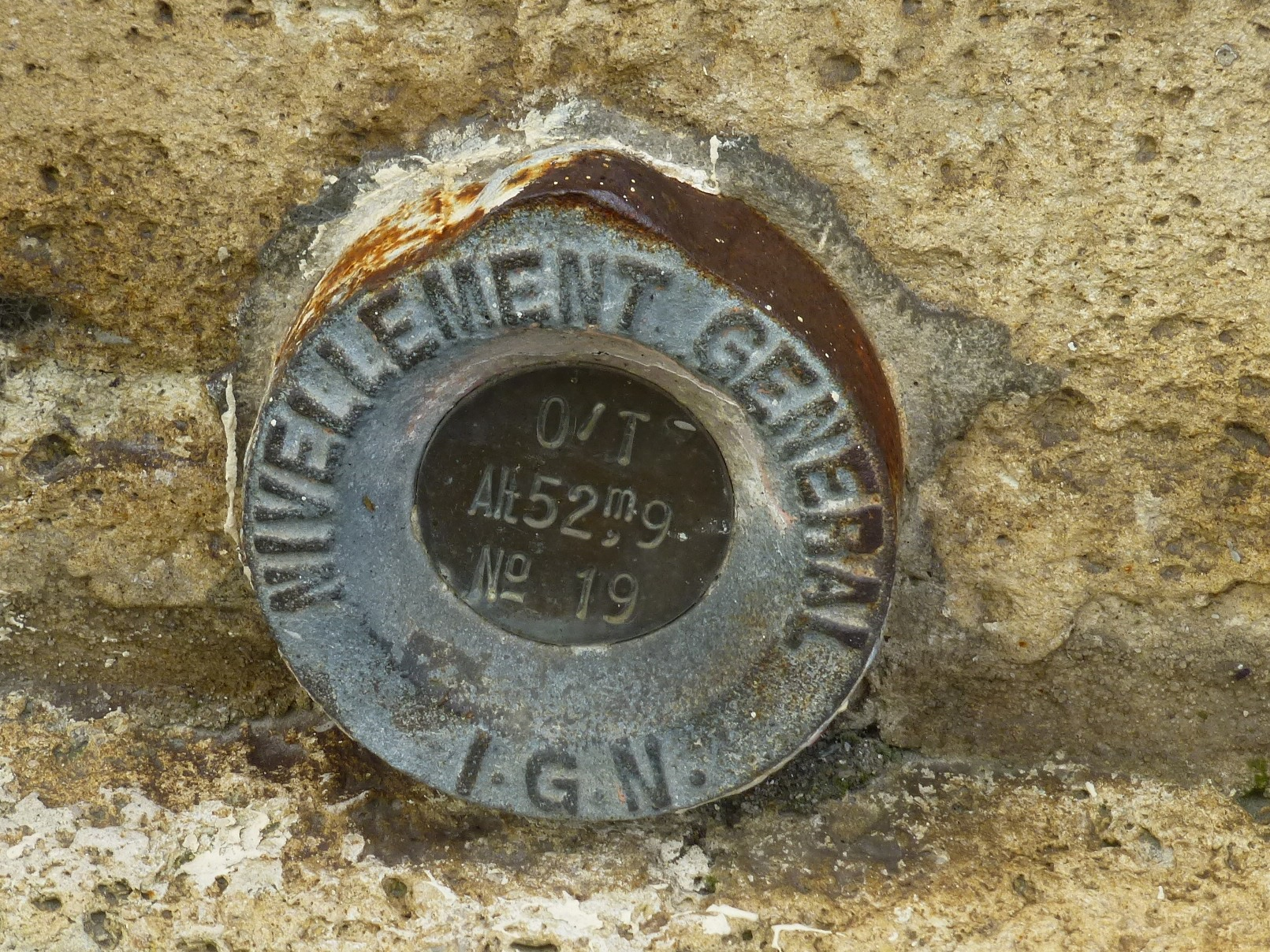
La borne de nivellement de la gare de Gazinet-Cestas.

Le point le plus haut, à 80 m d'altitude, se trouve sur la butte qui surplombe le ruisseau du Ribeyrot (petite rivière, en gascon). En 1737, la pyramide de Cassini a été édifiée sur une butte à 63 m de hauteur.
Plusieurs balises du nivellement général IGN ont été implantées vers 1900 sur des bâtiments cestadais : celle de l'ancienne mairie de Cestas est toujours en place, elle indique le niveau 47 m ; celle de la mairie annexe de Gazinet également, elle indique le niveau 52,10 m, comme celle de la gare de Gazinet (niveau 52,9 m). La borne au 99, rue Jean Moulin à Gazinet portait le niveau 52,1 m. Celle de l'église de Cestas n'a plus son indication d'altitude. Un autre point haut se trouve à l'emplacement de l'ancien moulin du Luc (toponyme occitan utilisé pour les bois sacrés).

### Hydrographie

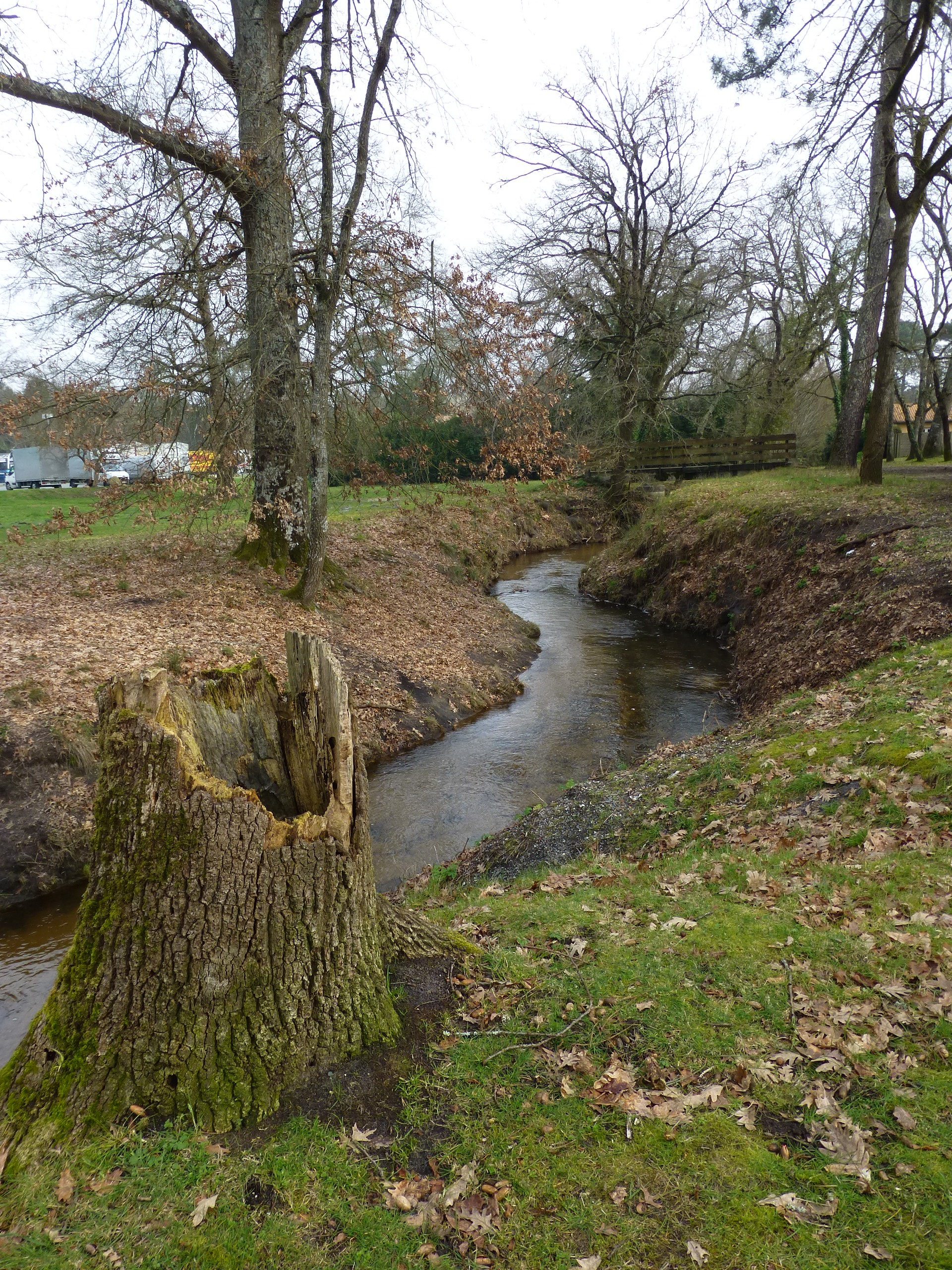
Le ruisseau sous la chêneraie de l'aire de service de l'A63.

Le territoire de la commune est situé dans le bassin Adour-Garonne qui suit la situation sanitaire du réseau hydrographique,.
C'est à Cestas que la rivière de l'Eau Bourde prend sa source ; longue d'une vingtaine de kilomètres elle va se jeter dans la Garonne à la hauteur de Bègles. Le seul affluent de la rive droite est Le Ribeyrot, alimenté par de nombreux petits ruisseaux dont celui de Marcouyau qui rejoint l'Eau Bourde au lieu-dit les Couhours. Les affluents de la rive gauche sont très nombreux :
- La Défuite, fossé creusé pour drainer la lande au XVIIe siècle[8],
- le Pas du Gros (anciennement craste de Serey) qui la rejoint au Moulin de la Moulette,
- le Ruisseau de Monsalut alimenté par l'Estey des Sources et ses deux affluents, les ruisseaux des Gleyses, qui la rejoignent au Pont des Amours, où l'Eau Bourde change de direction et part à l'Est,
- le Ruisseau du Sérignan, au nord, qui sert de limite avec Canéjan.

De nombreuses petites dépressions naturelles appelées « lagunes », en eau en hiver, se trouvent sur tout le territoire de la commune.

### Climat
Pour des articles plus généraux, voir Climat de la Nouvelle-Aquitaine et Climat de la Gironde.
Historiquement, la commune est exposée à un climat océanique aquitain.  
En 2020, Météo-France publie une typologie des climats de la France métropolitaine dans laquelle la commune est exposée à un climat océanique et est dans une zone de transition entre les régions climatiques « Littoral charentais et aquitain » et « Aquitaine, Gascogne ».
Pour la période 1971-2000, la température annuelle moyenne est de 12,8 °C, avec une amplitude thermique annuelle de 14,2 °C. Le cumul annuel moyen de précipitations est de 973 mm, avec 12,3 jours de précipitations en janvier et 7,1 jours en juillet. Pour la période 1991-2020, la température moyenne annuelle observée sur la station météorologique la plus proche, située sur la commune de Villenave-d'Ornon à 10 km à vol d'oiseau, est de 14,3 °C et le cumul annuel moyen de précipitations est de 904,1 mm,. Pour l'avenir, les paramètres climatiques de la commune estimés pour 2050 selon différents scénarios d'émission de gaz à effet de serre sont consultables sur un site dédié publié par Météo-France en novembre 2022.

### Milieux naturels et biodiversité
Le tableau des servitudes publiques est disponible en ligne sur le site de la DDE-33. Il recense les abords des monuments historiques, les eaux potables, les canalisations de gaz et électriques, les mines et carrières, les cimetières, les centres de réception radio-électriques contre les perturbations électro-magnétiques, les réseaux de télécommunications, les chemins de fer et les aérodromes.

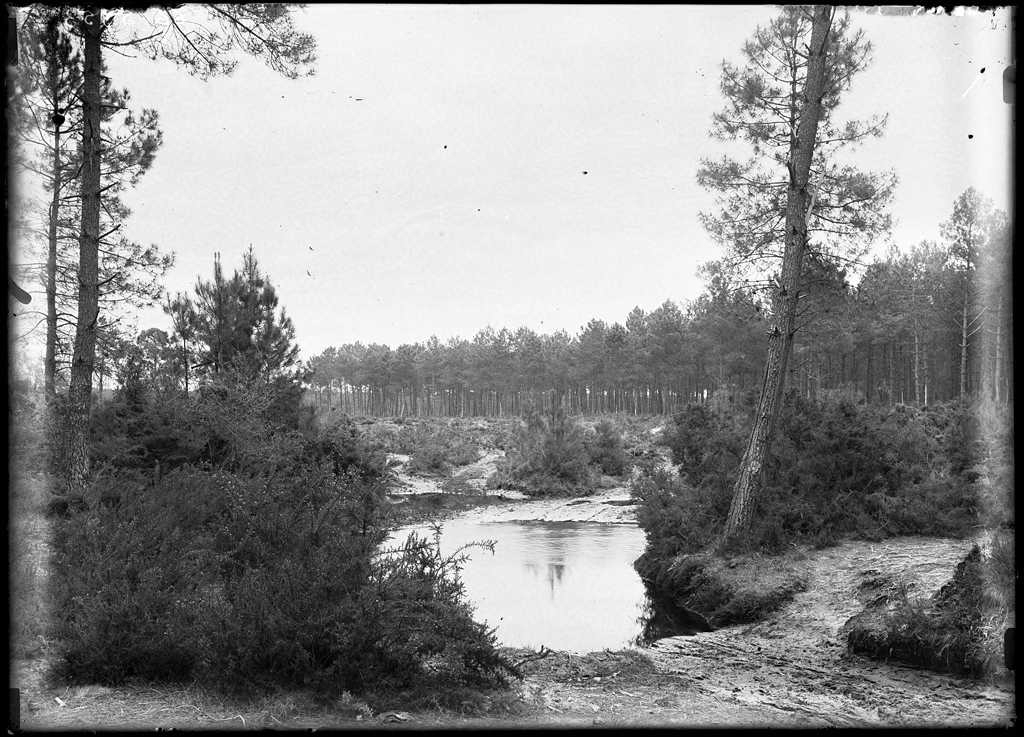
Le paysage traditionnel de lagune en pinhada (cliché Félix Arnaudin).
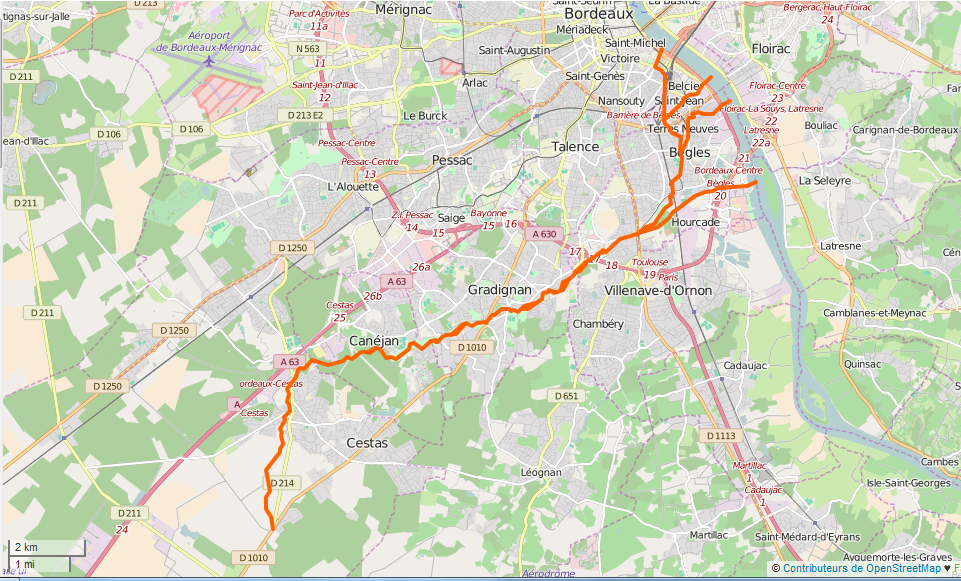
Le cours de l'Eau Bourde.

#### Zone naturelle d'intérêt écologique, faunistique et floristique
L’inventaire des zones naturelles d'intérêt écologique, faunistique et floristique (ZNIEFF) a pour objectif de réaliser une couverture des zones les plus intéressantes sur le plan écologique, essentiellement dans la perspective d’améliorer la connaissance du patrimoine naturel national et de fournir aux différents décideurs un outil d’aide à la prise en compte de l’environnement dans l’aménagement du territoire.
Le territoire communal comprend une ZNIEFF de type 1 : les landes humides des Arguileyres.

#### Espèces faunistiques et floristiques
L’Inventaire national du patrimoine naturel (INPN) recense plusieurs espèces faunistiques et floristiques sur le territoire de la commune dont certaines sont protégées et d’autres menacées et quasi-menacées.

## Urbanisme

### Typologie
Au 1er janvier 2024, Cestas est catégorisée ceinture urbaine, selon la nouvelle grille communale de densité à sept niveaux définie par l'Insee en 2022.
Elle appartient à l'unité urbaine de Bordeaux, une agglomération intra-départementale regroupant 73  communes, dont elle est une commune de la banlieue,,. Par ailleurs la commune fait partie de l'aire d'attraction de Bordeaux, dont elle est une commune de la couronne,. Cette aire, qui regroupe 275 communes, est catégorisée dans les aires de 700 000 habitants ou plus (hors Paris),.

### Lieux-dits, hameaux et écarts
Cestas comporte six quartiers et lieux-dits : Cestas-bourg, Gazinet, Jauge-Labirade, Pierroton, Réjouit et Toctoucau.

#### Cestas-bourg
Il est le quartier principal de Cestas. Il se situe le long de la route départementale D214 entre Réjouit et l'autoroute A63. On y trouve un centre culturel, une église et la mairie. Ce quartier comporte la « clairière aux chevaux » située le long du chemin de La Croix d'Hins.

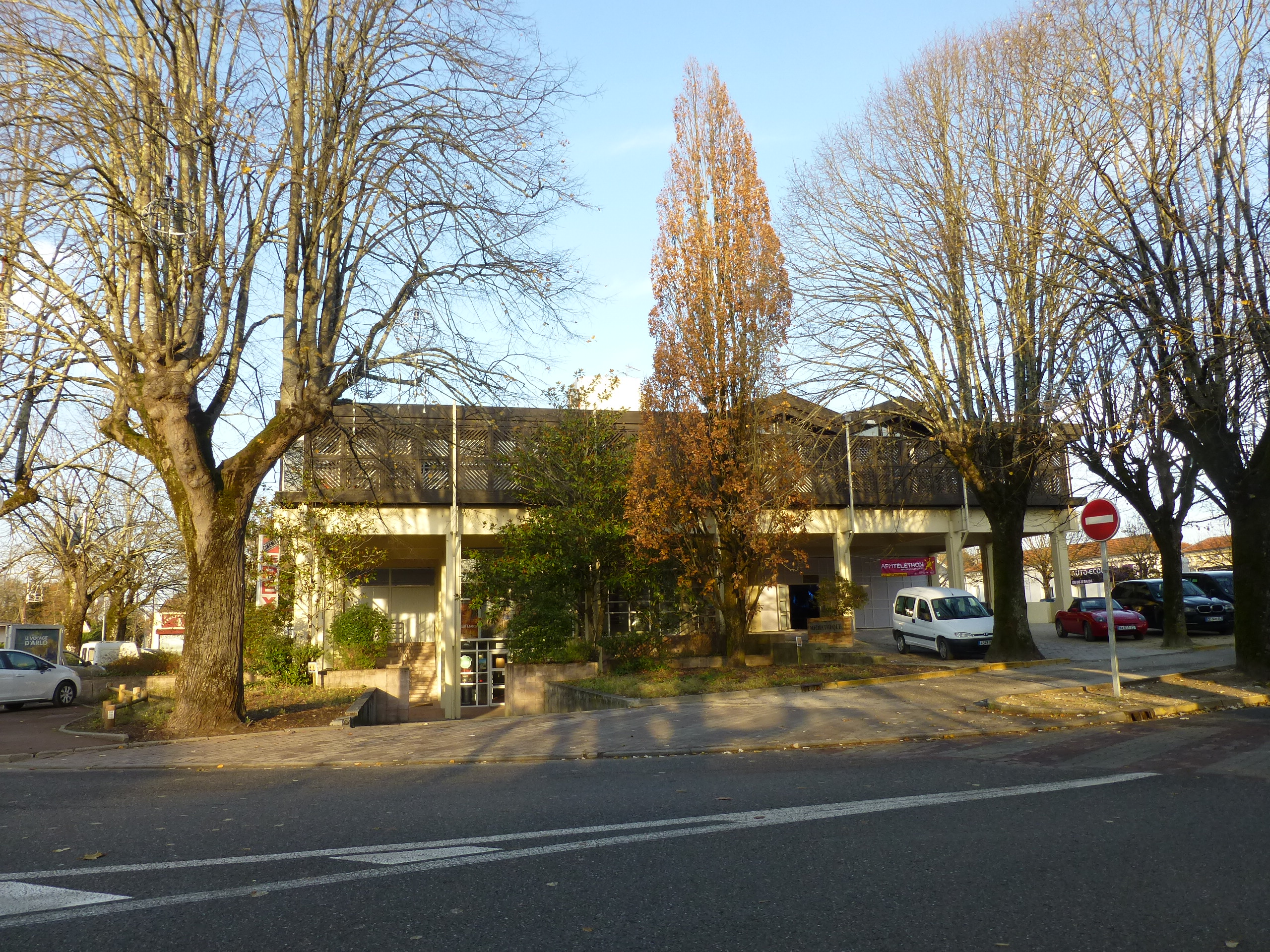
Le centre culturel de Cestas avec son cinéma et sa bibliothèque.
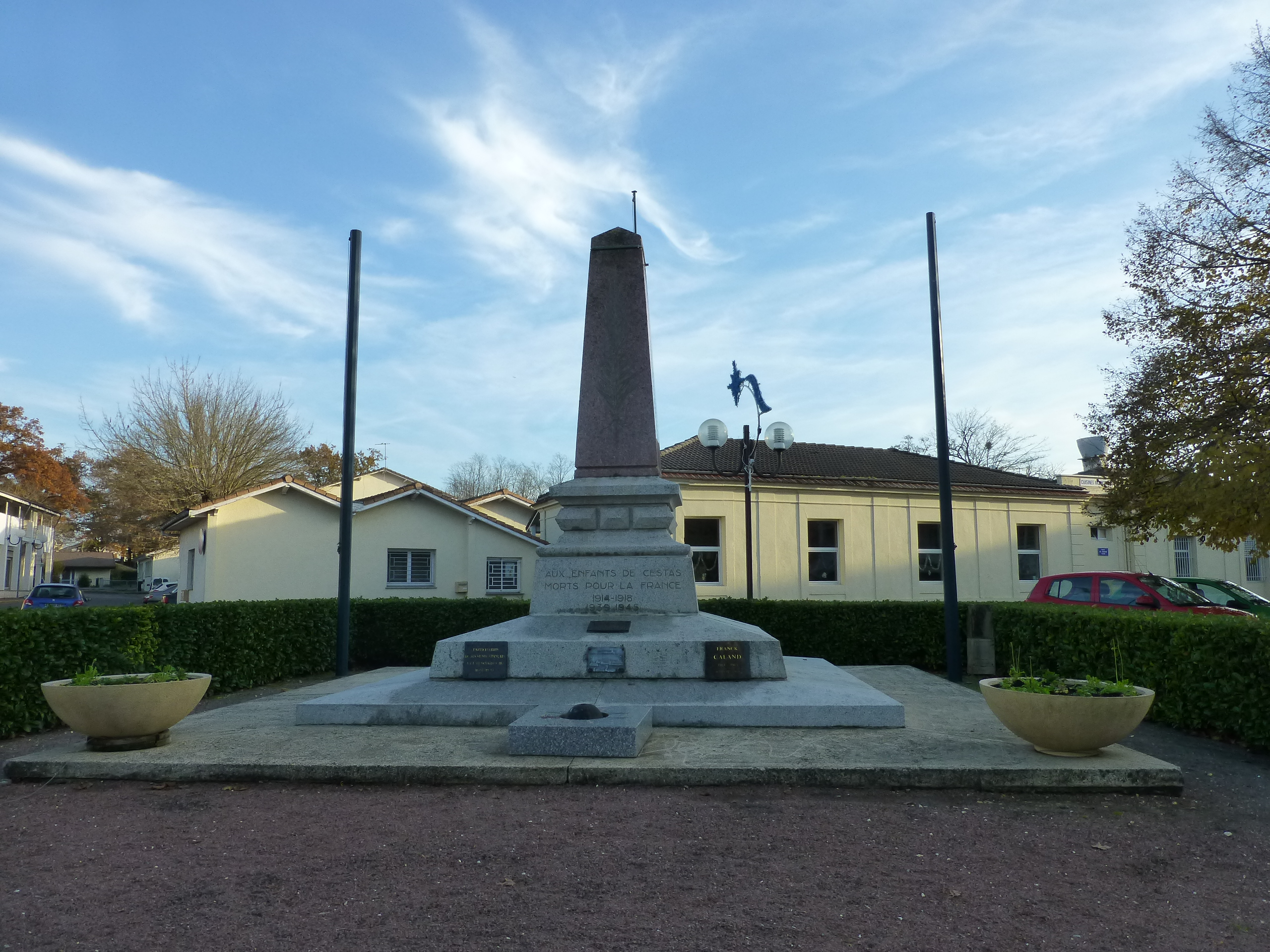
Le monuments aux morts.
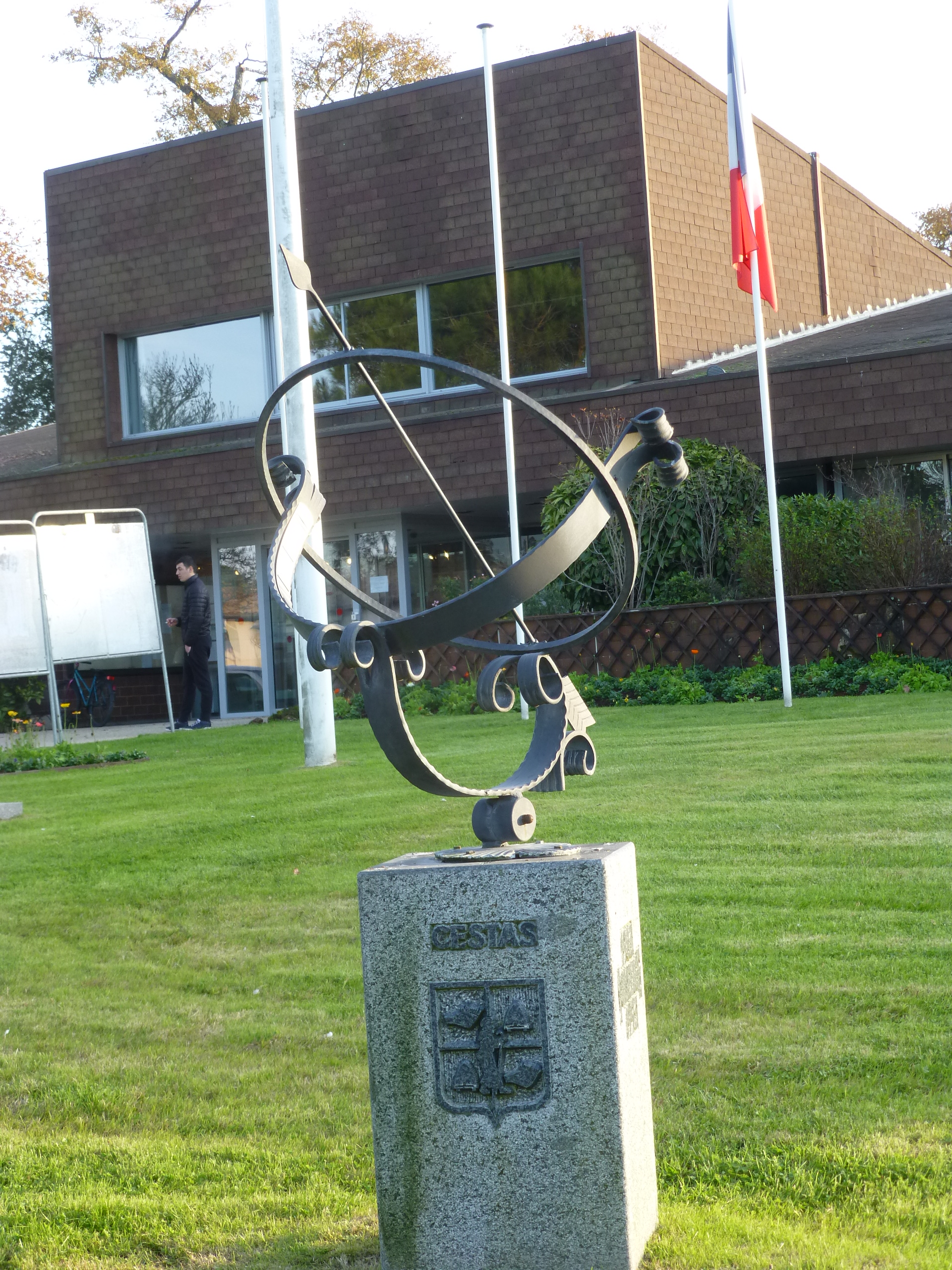
L'hôtel de ville.

#### Gazinet
Il est un des quartiers les plus développés de Cestas. Il jouxte Pessac et Toctoucau. Son essor a été favorisé par la gare de Gazinet-Cestas et sa situation entre Cestas-bourg et Pessac. La gare de Gazinet est ouverte au public depuis l'inauguration de la ligne Bordeaux-La Teste en 1841. Il y avait plusieurs passages à niveau sur la commune mais le plus important était celui de Gazinet ; il a été remplacé par un passage souterrain en 1991. D'abord à voie unique, la ligne fut doublée en 1854 et électrifiée en 1927.
Il y avait trois maisons et treize personnes en 1846 ; la population est passée à 372 habitants en 1906 et à 847 habitants en 1946. En 1928, la loi Loucheur permettant l'accession à la propriété à des couches sociales moins aisées accélère le processus d'urbanisation. Depuis la décennie 1970, grâce à la voiture, Gazinet et les autres quartiers se sont peuplés à un rythme accéléré.
AU XIXe siècle trois industries y sont actives : une usine d'injection de traverses de chemin de fer, une scierie et une briqueterie. De nombreux ouvriers travaillant sur Bordeaux utilisent le tramway électrique pour se rendre au travail. Il y a donc, entre le chemin Bellemer et la voie ferrée, une usine de traitement de traverses de chemin de fer (en bois à l'époque) par injection de créosote, les établissements Léglise. L'usine a cessé de fonctionner en 1965. Sur les six maisons qu'il y avait en 1922, où vivait une partie du personnel, il reste actuellement trois maisons qui ont gardé leur cachet original.
À côté de l'école Jean Moulin il y avait une scierie, plus loin une usine de traitement de la résine et en face une autre scierie qui, à l'époque de la dernière guerre, fabriquait des caisses à bouteilles. Cette dernière a cessé de fonctionner entre 1965 et 1970.
Les deux étangs de Monsalut sont à l'origine deux carrières qui ont servi pour la fabrique de tuiles et de briques. L'argile était acheminée jusqu'à la briqueterie Peymartin grâce à une voie Decauville. La briqueterie était située entre l'école maternelle et les étangs. Une voie ferrée, encore existante, permettait de convoyer tuiles et briques jusqu'à Bordeaux et ensuite par bateaux jusqu'aux Antilles. Les briques ont servi à l'agrandissement du pont de pierre de Bordeaux. Le personnel était logé sur place et bénéficiait de l'électricité et de l'eau gratuitement. Le propriétaire de l'usine avait mis à disposition du personnel une institutrice ainsi qu'une maison pour servir d'école, privée jusqu'en 1903 et publique par la suite. Elle a servi d'école jusqu'à la construction de l'école Jean Moulin en 1907. Une usine de traitement de bitume a fait suite à la briqueterie.
Le premier lotissement est celui du Maroc, il débuta en 1925. Le second fut celui de Chantebois dans les années 1970 et ensuite Beauséjour dans les années 1970.
On trouve actuellement à Gazinet un centre commercial, une chapelle, le parc de Monsalut et le site des sources. Le réseau TBM a été mis en place jusqu'à Gazinet pour joindre Bordeaux Métropole à la gare.

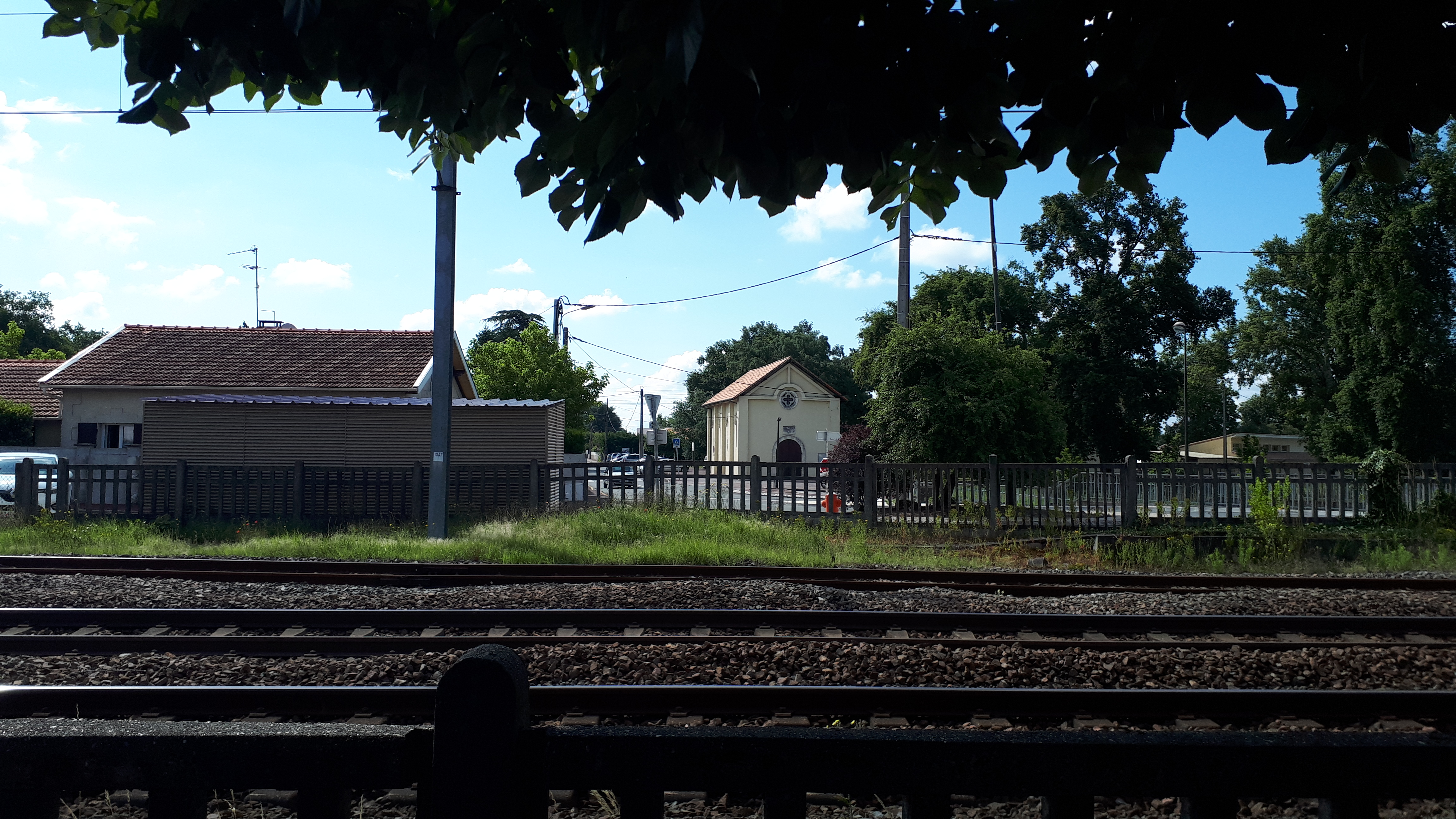
La chapelle Saint-Louis de Gazinet.
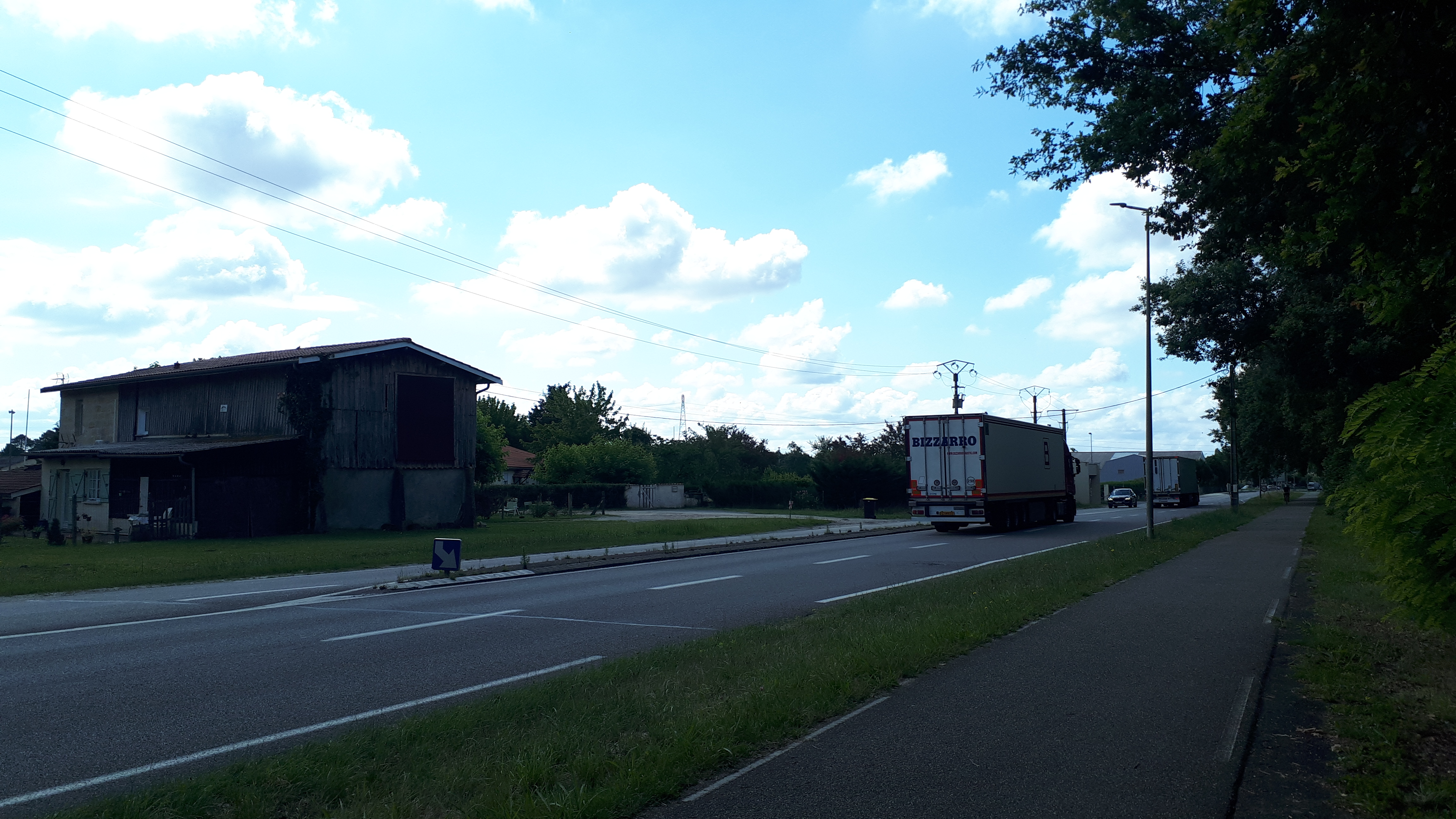
Le lieu-dit Bouzet.
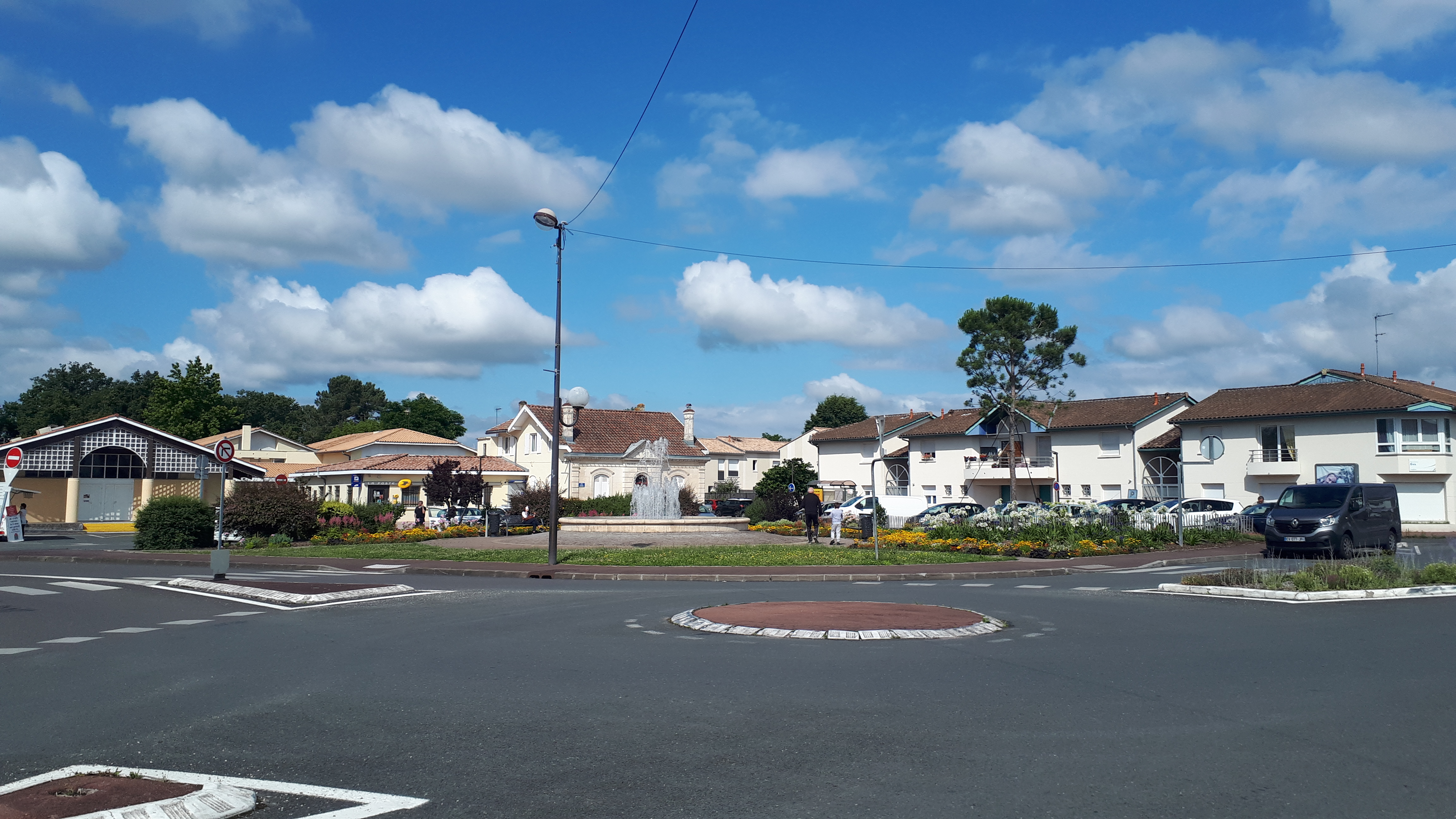
La place de la République.
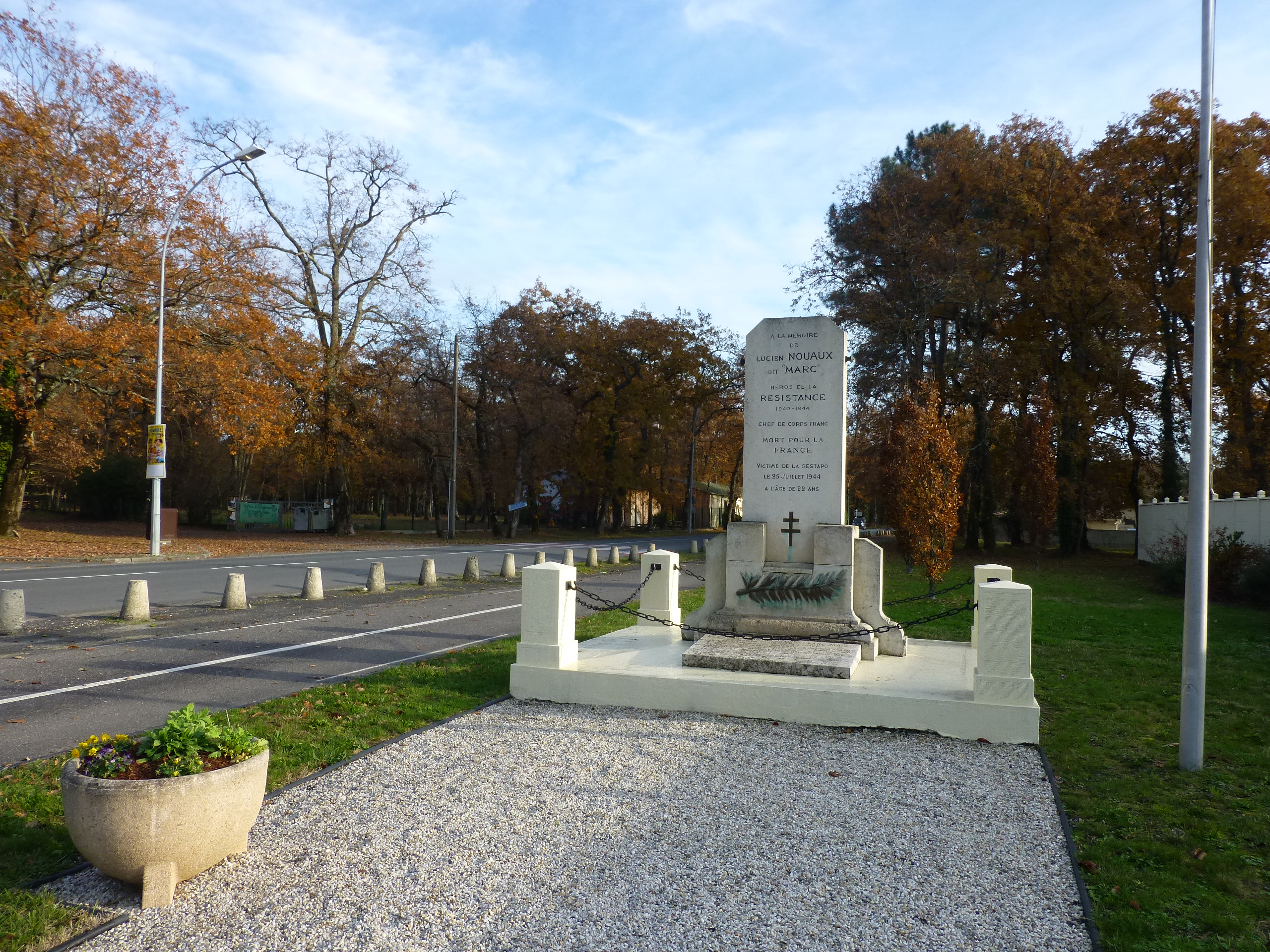
Le mémorial de la Résistance Marc Nouaux.
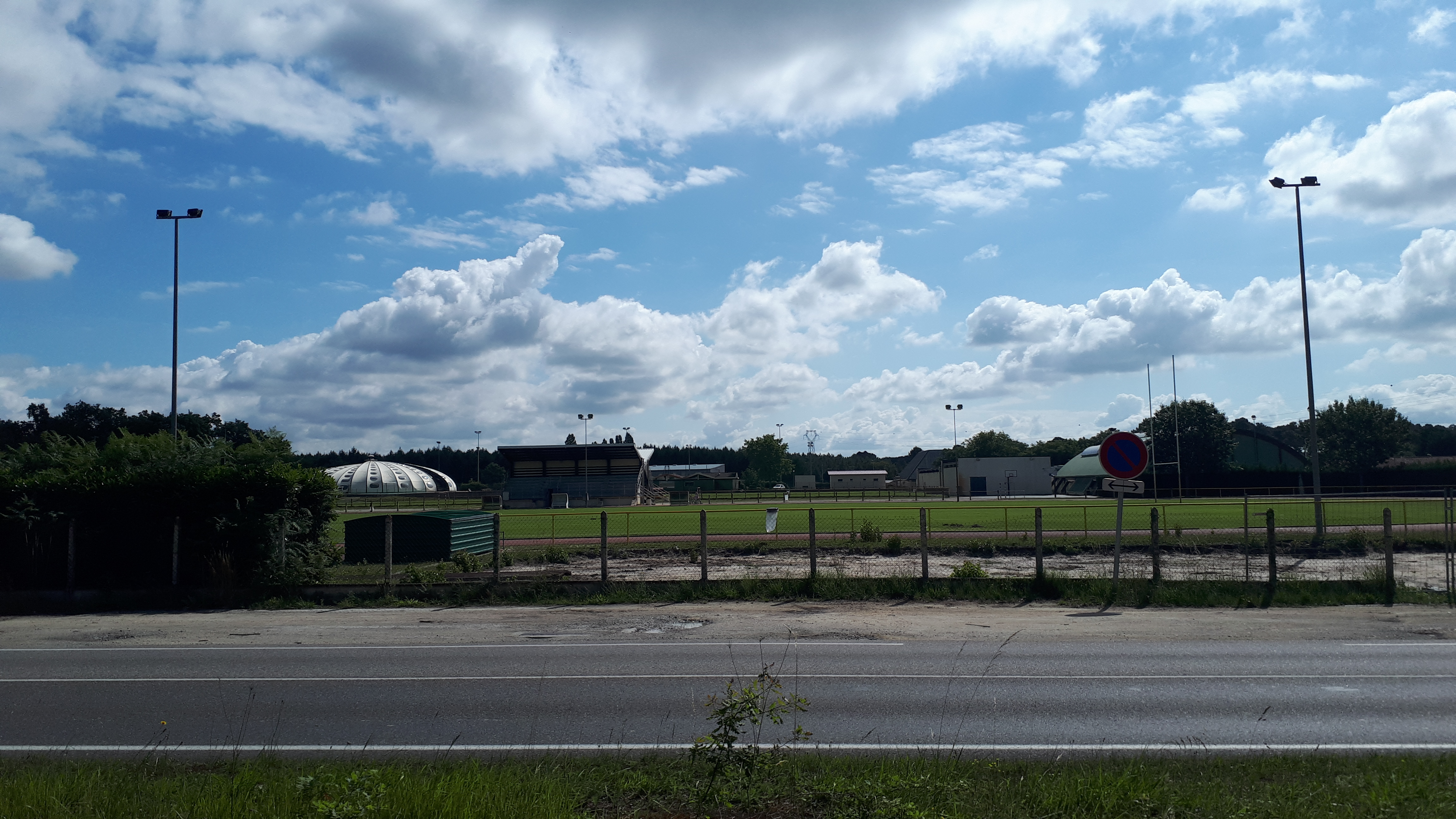
Le complexe sportif du Bouzet avec sa piscine tournesol.
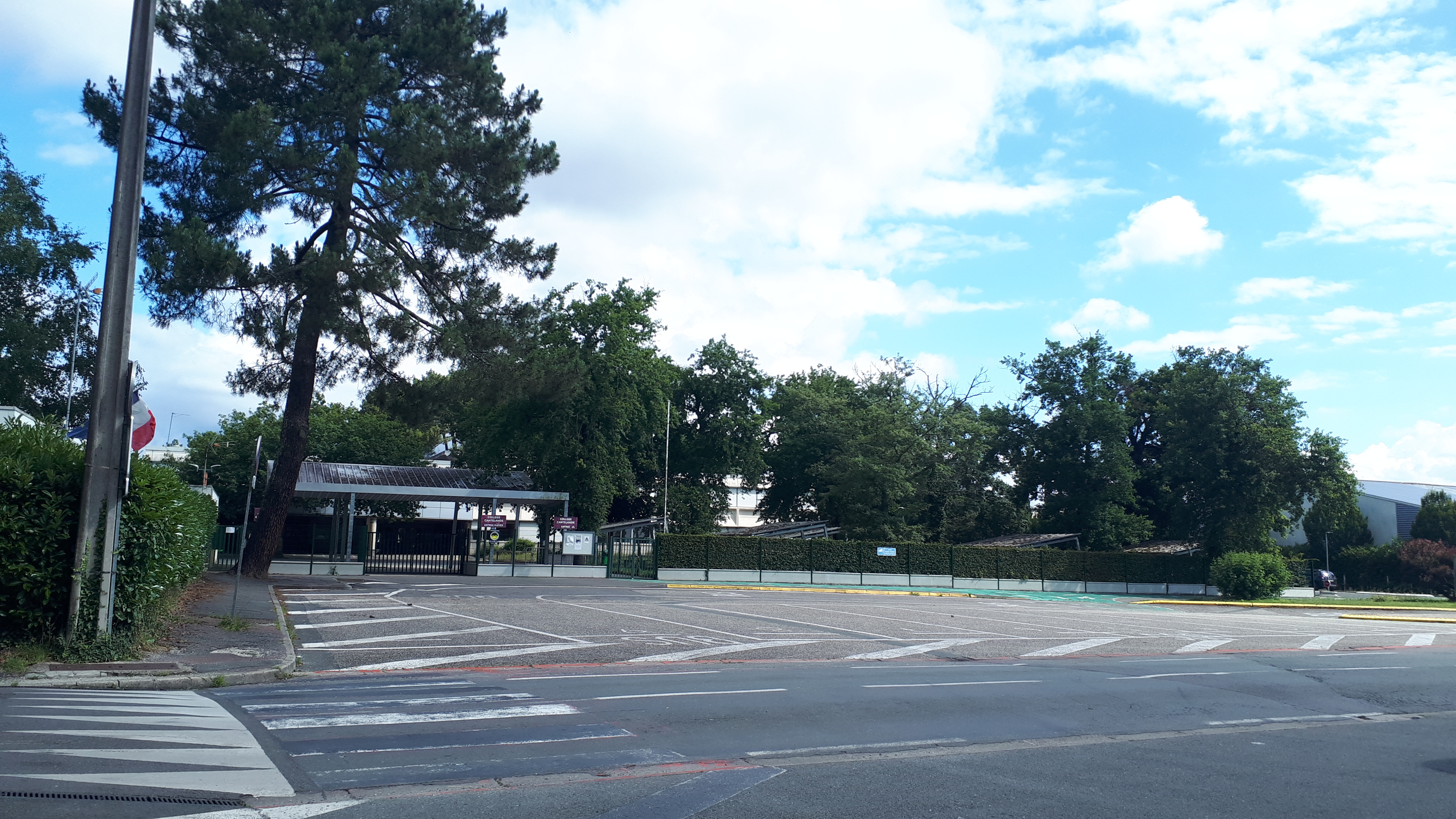
Le collège Cantelande, au niveau de la sortie d'autoroute.
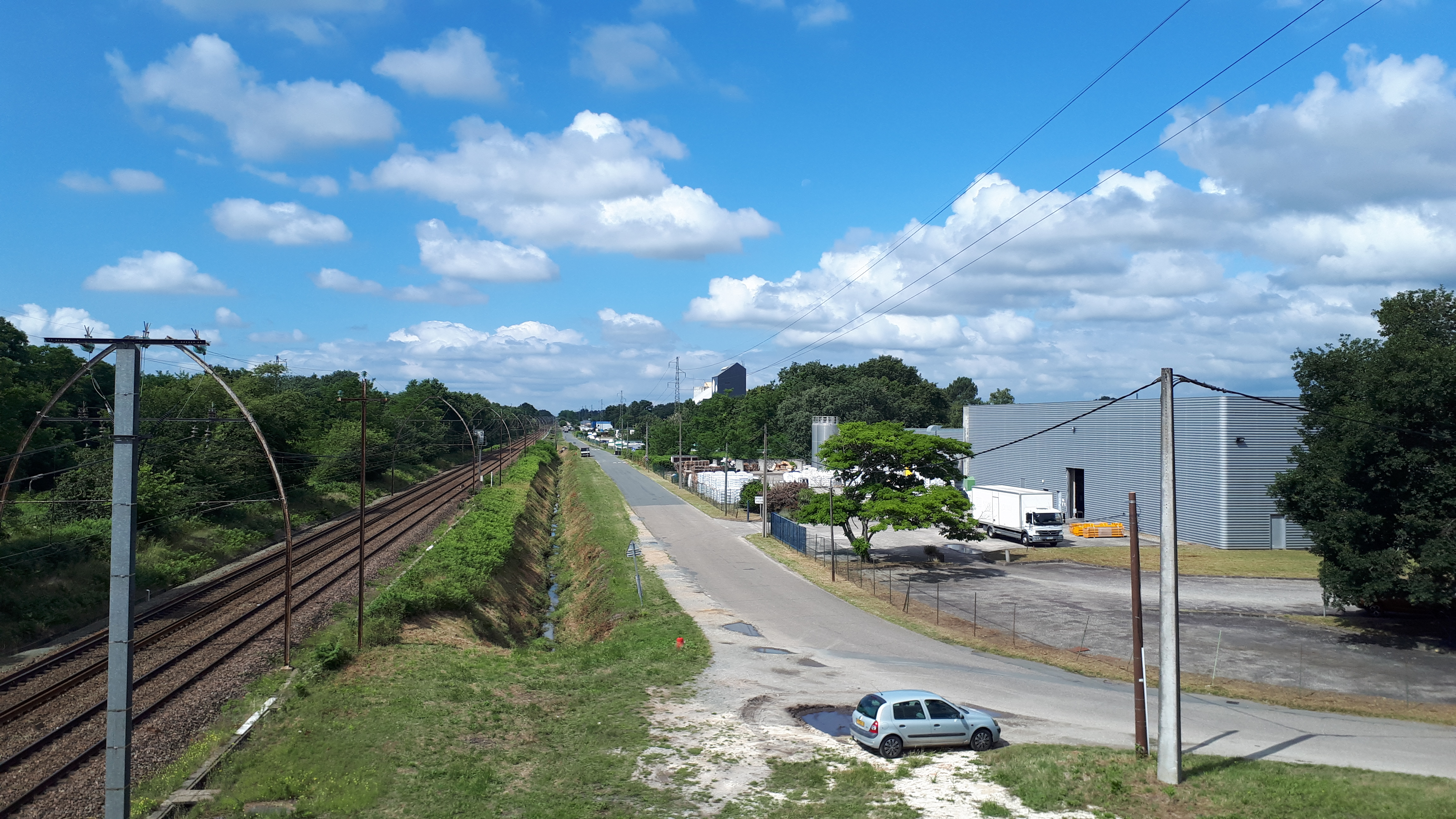
La zone d'activité d'Auguste le long de la voie ferrée jusqu'à Toctoucau.

#### Jauge-Labirade
Jauge et La Birade sont deux Lieux-dits se situant au sud-ouest de la commune le long de la  départementale D1010 Route nationale 10. 
Jauge est au croisement de la D1010 et D211 allant d'un côté à Pierroton et Saint-Jean-d'Illac et de l'autre à Saucats. Ce lieu porte le nom de négociants bordelais depuis les années 1770. Vers 1880, le banquier Émile Pereire y fait bâtir le château Alexandre, transformé plus tard par la famille Beaumartin (scieries) en relais de chasse. Un restaurant a été construit à ce carrefour, en face du château.
La Birade est au carrefour de la route de Bayonne (RD1010), du chemin de Seguin en direction de Cestas-Bourg et du chemin des Chaüs. Une ferme a été construite vers 1750, à proximité de la source de l'Eau Bourde par la famille Commère à la suite de la concession par les Pères Chartreux (les Chaüs). Un monument à la mémoire de la famille Gardères, fusillée le 24 août 1944, a été édifié en 1946 à la suite d'une souscription du Comité de Libération de Cestas. Plusieurs lotissements ont été aménagés, depuis les années 1970, le long de la route de Bayonne.

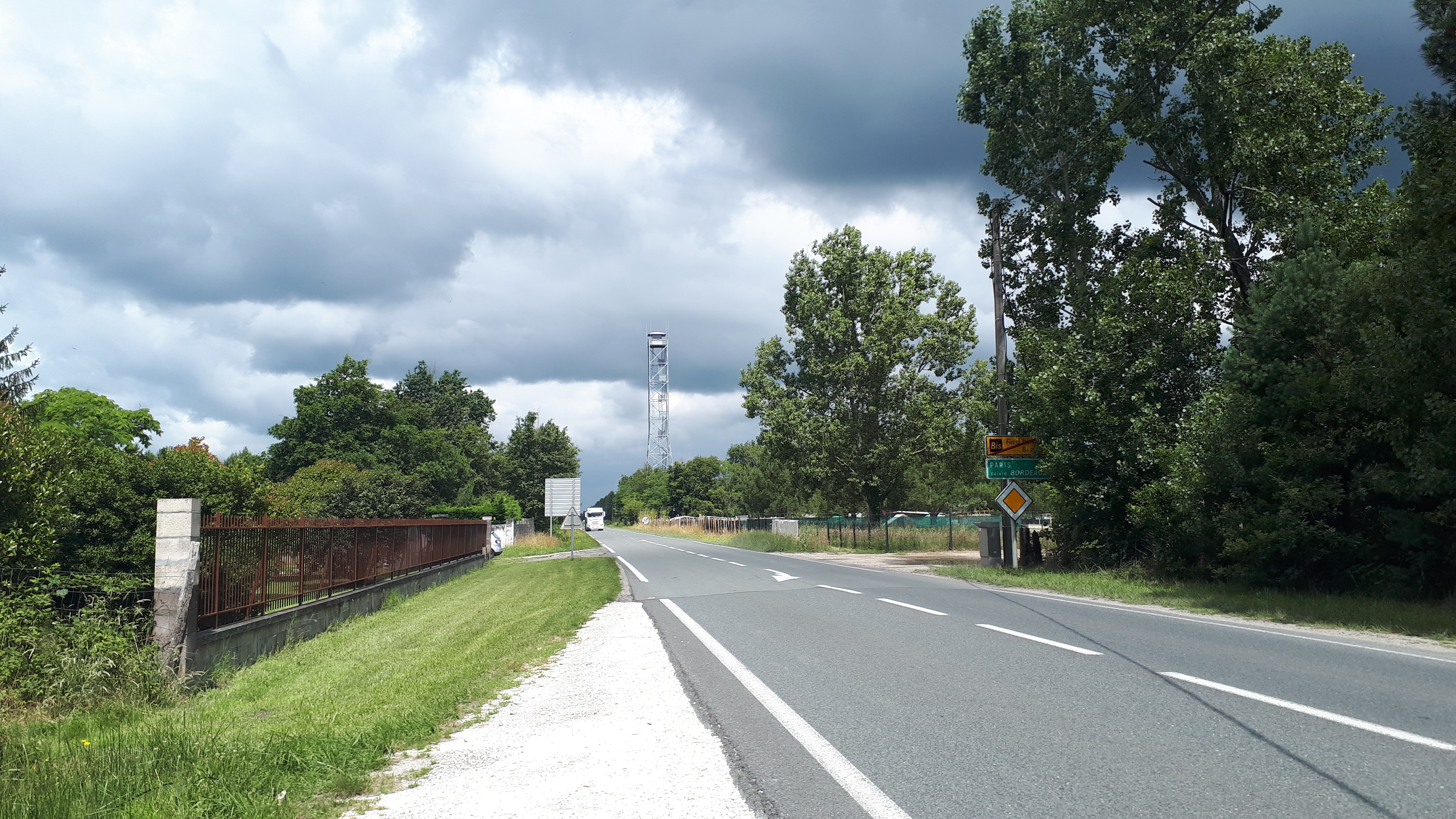
La tour de guet à Jauge pour surveiller les feux de forêts.
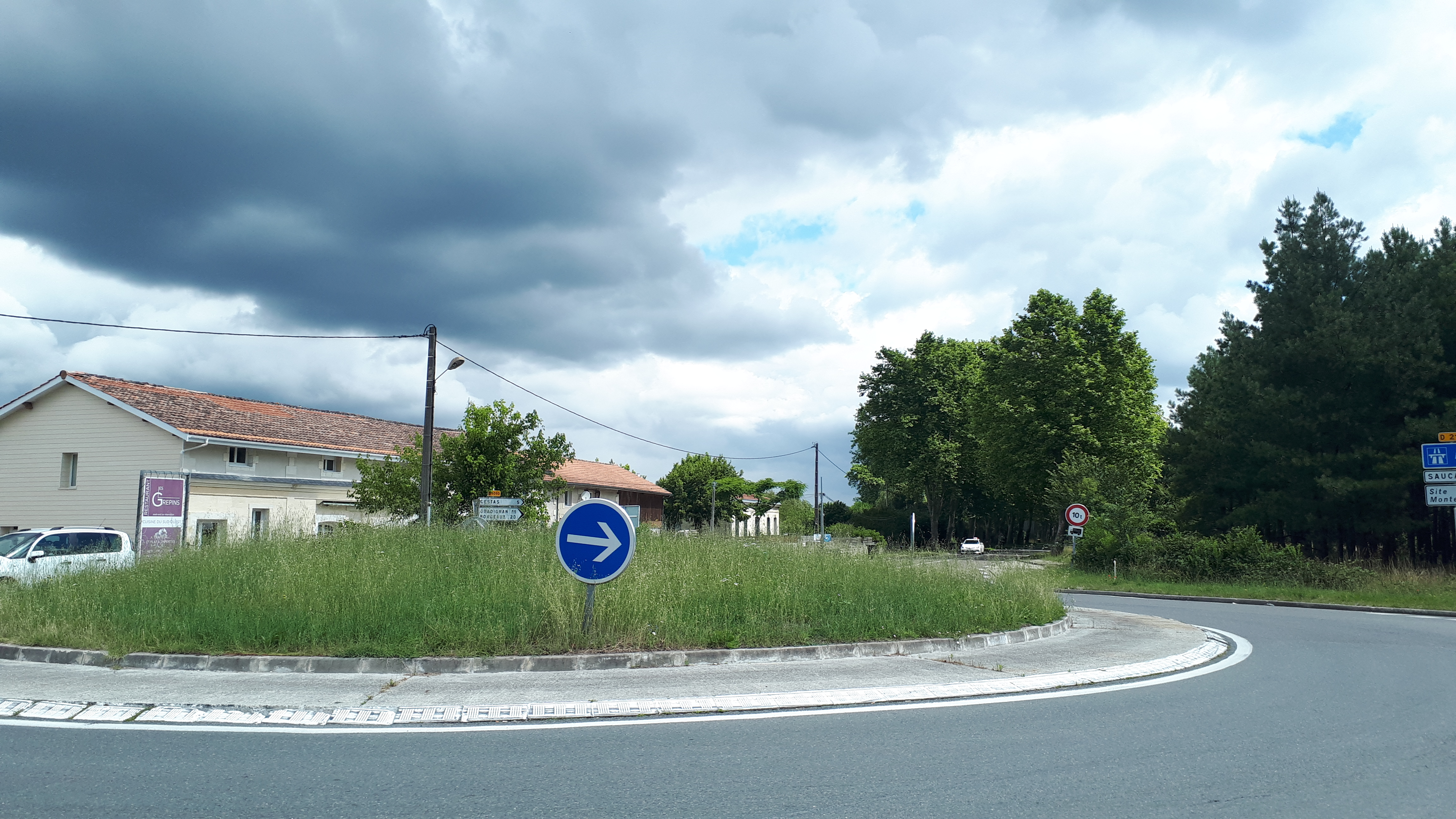
Le carrefour de Jauge.
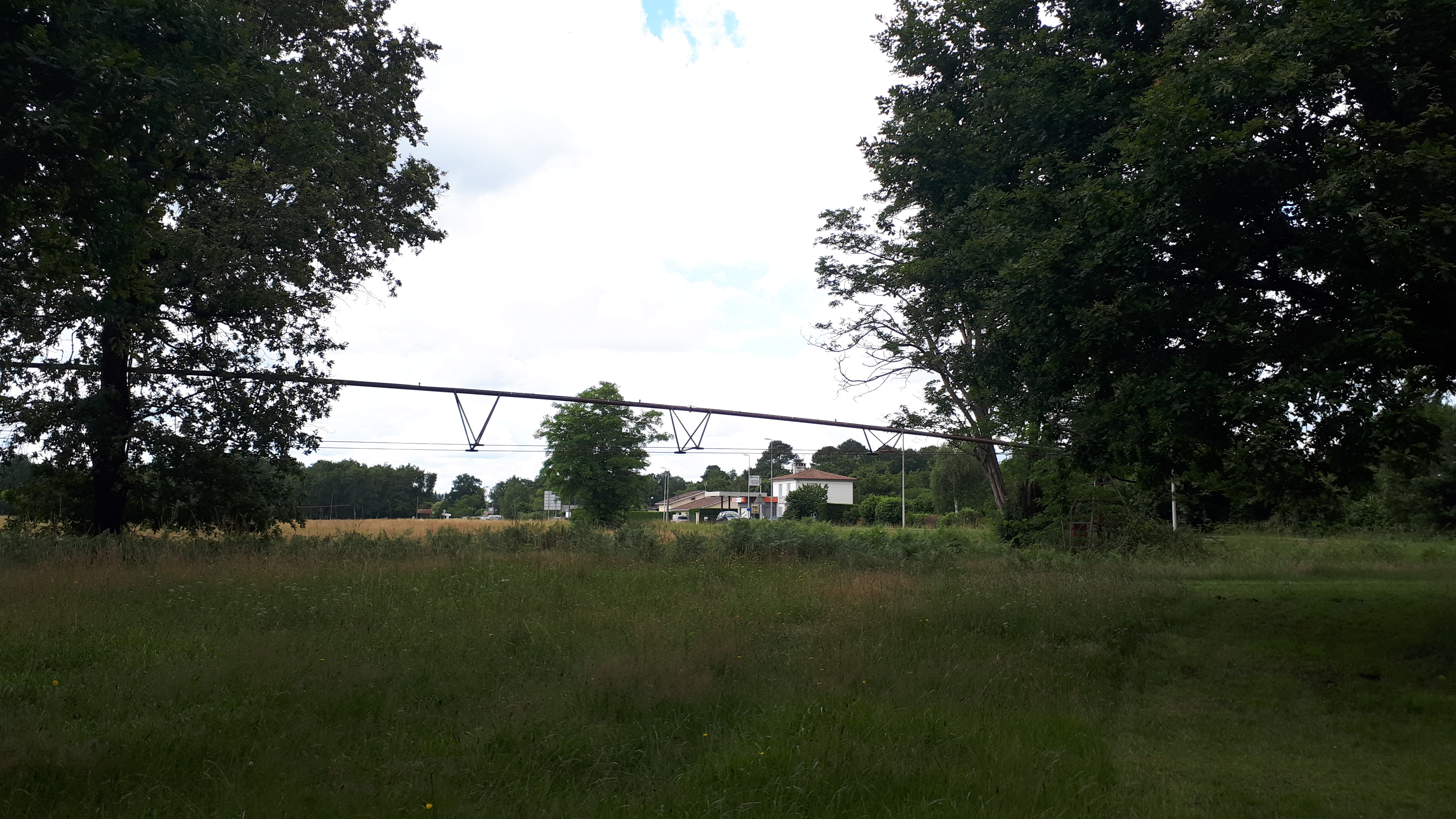
Le lieu-dit de La Birade vu depuis le lotissement voisin.
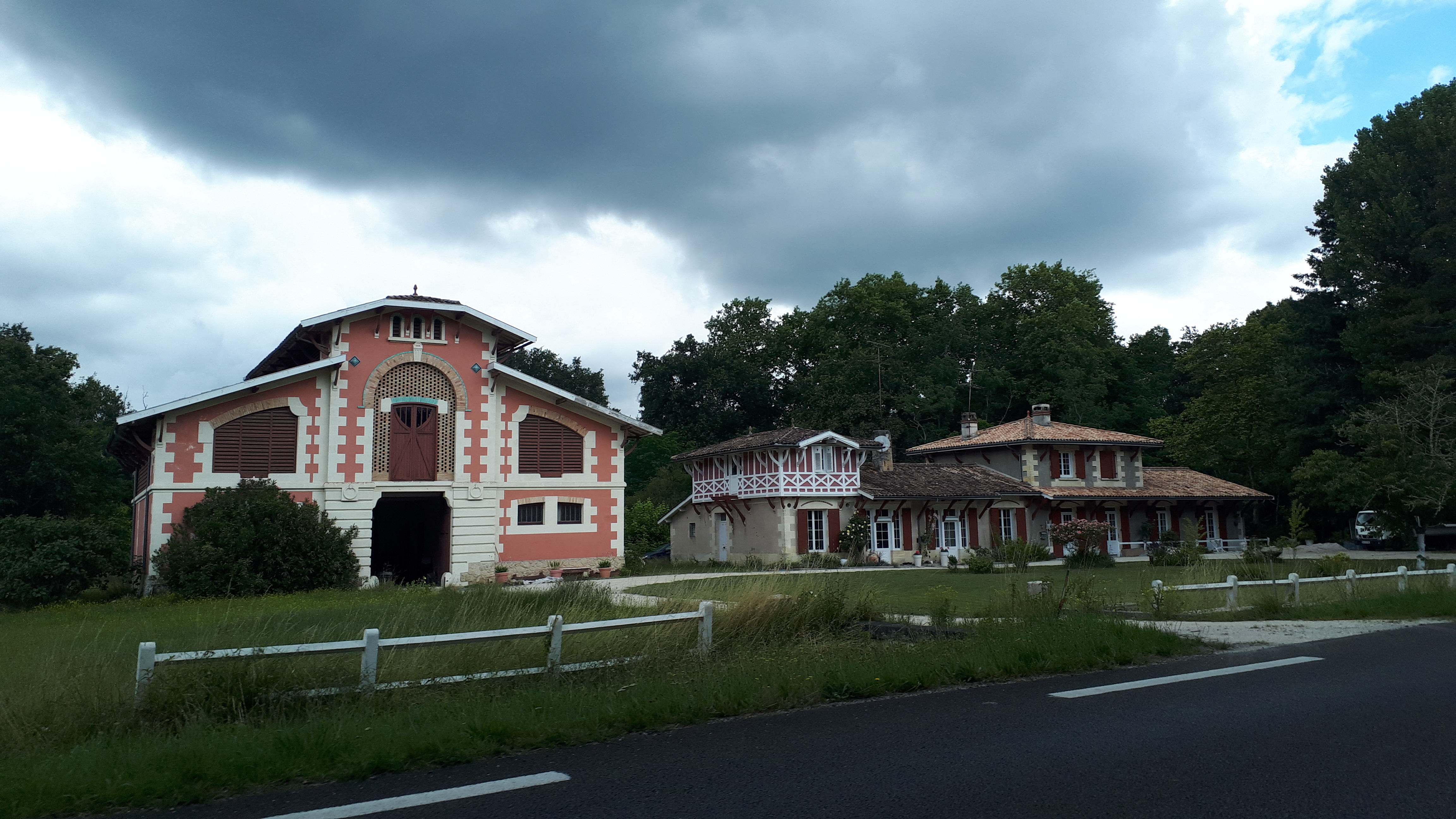
Le lieu-dit Lestaules et sa ferme traditionnelle.

#### Pierroton
Le quartier se localise le long de la route d'Arcachon entre Croix d'Hins et Toctoucau.
Un monument à proximité du carrefour de Pierroton, célèbre les travaux de Jules Chambrelent, ingénieur des Ponts et Chaussées, qui expérimenta sur sa propriété de 500 hectares de Saint-Alban, située à quelques centaines de mètres de là, les techniques d’assainissement et de mise en valeur de la lande humide notamment par ensemencement de pin.
Se trouvent à Pierroton, le « campus forêt-bois » de l'INRAE, le « pôle biotechnologie sylviculture avancée » du FCBA, le siège de la coopérative forestière Alliance Forêts Bois et un club de football. Castillonville se situe juste après Pierroton dans la direction d'Arcachon.
Au sud de Pierroton, le long de l'A63, s'est développé une grande zone d'activités : Jarry d'un côté de l'autoroute (agroalimentaire et logistique) et Pot-au-Pin de l'autre (logistique).

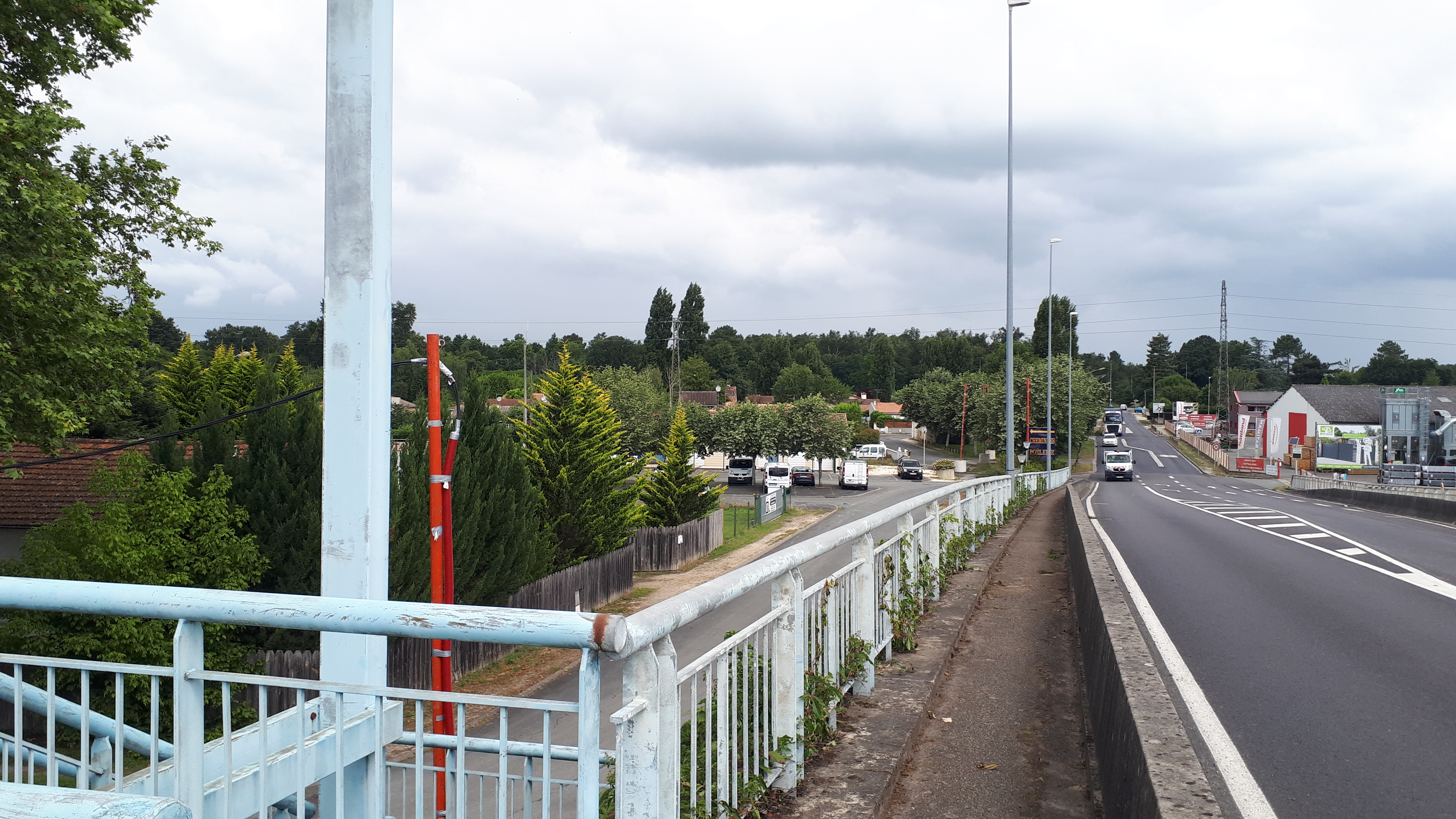
Vue sur Pierroton avec le lotissement Chambrelant.
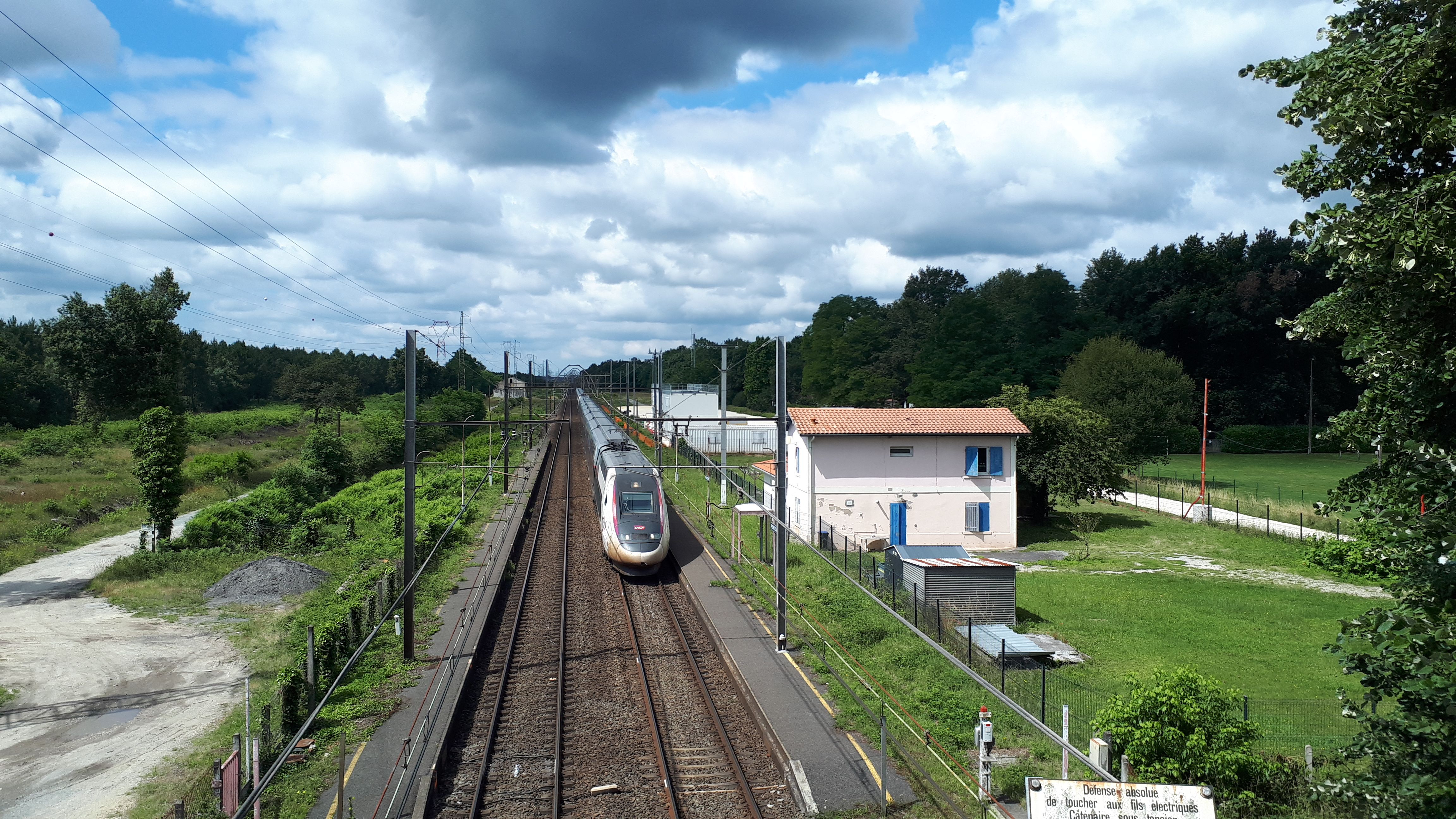
L'ancienne gare de Pierroton et le TGV Duplex passant devant.
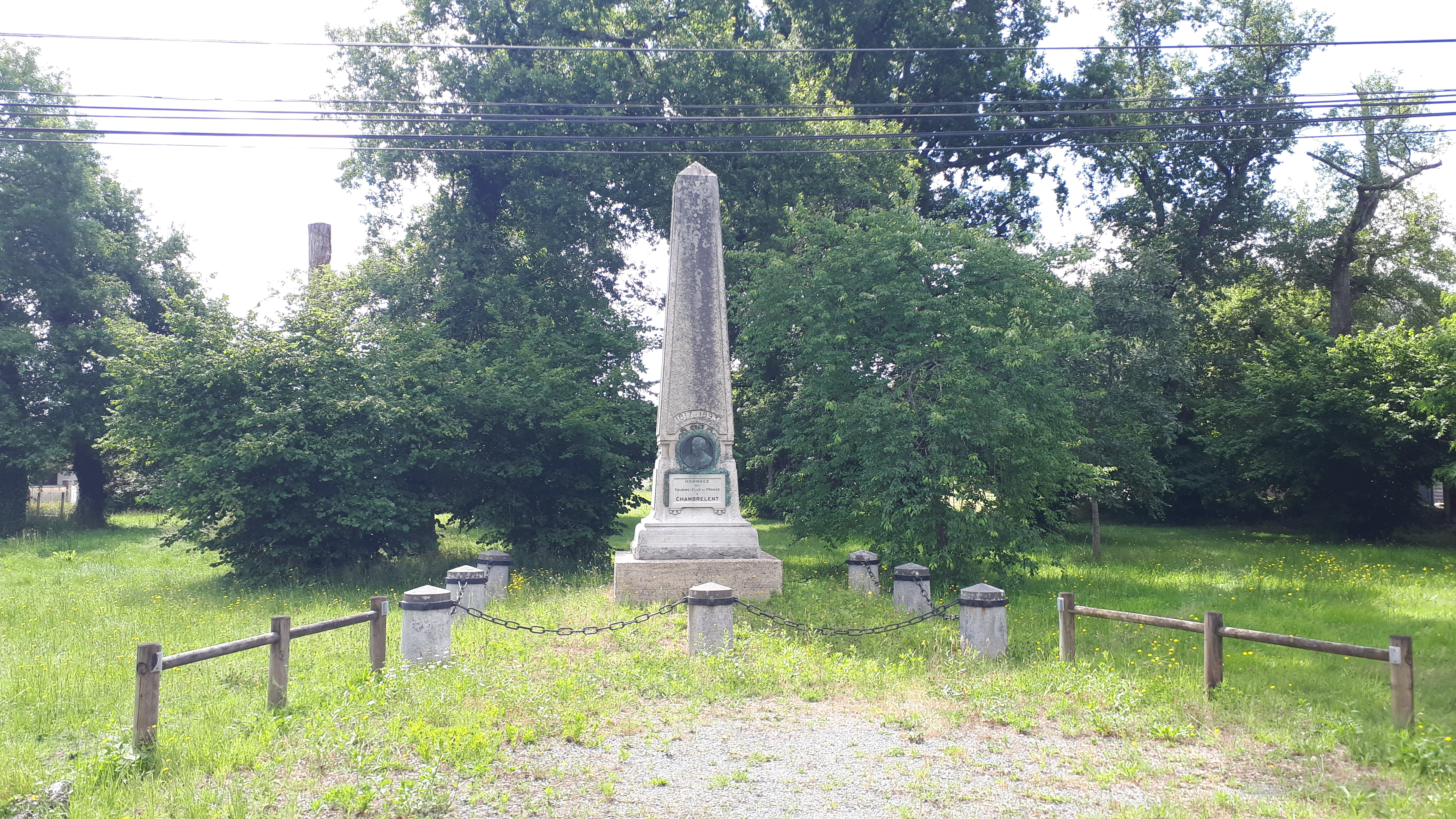
Le mémorial de Chamberlant.
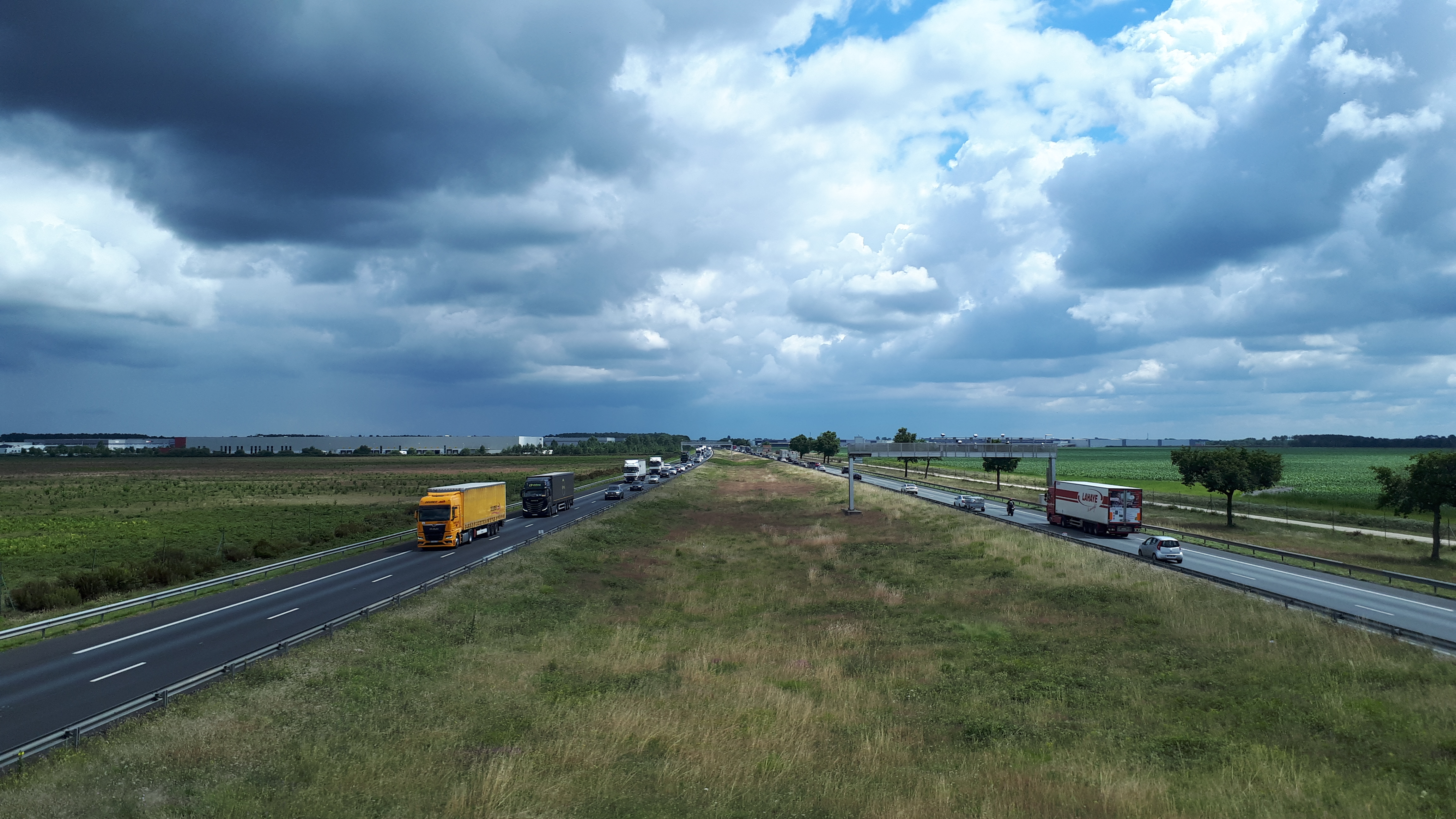
Les zones d'activités de Cestas : à gauche de l'A63 Pot-au-Pin avec la Plateforme Industrielle du Courrier de La Poste ; à droite la zone d'activités de Jarry.
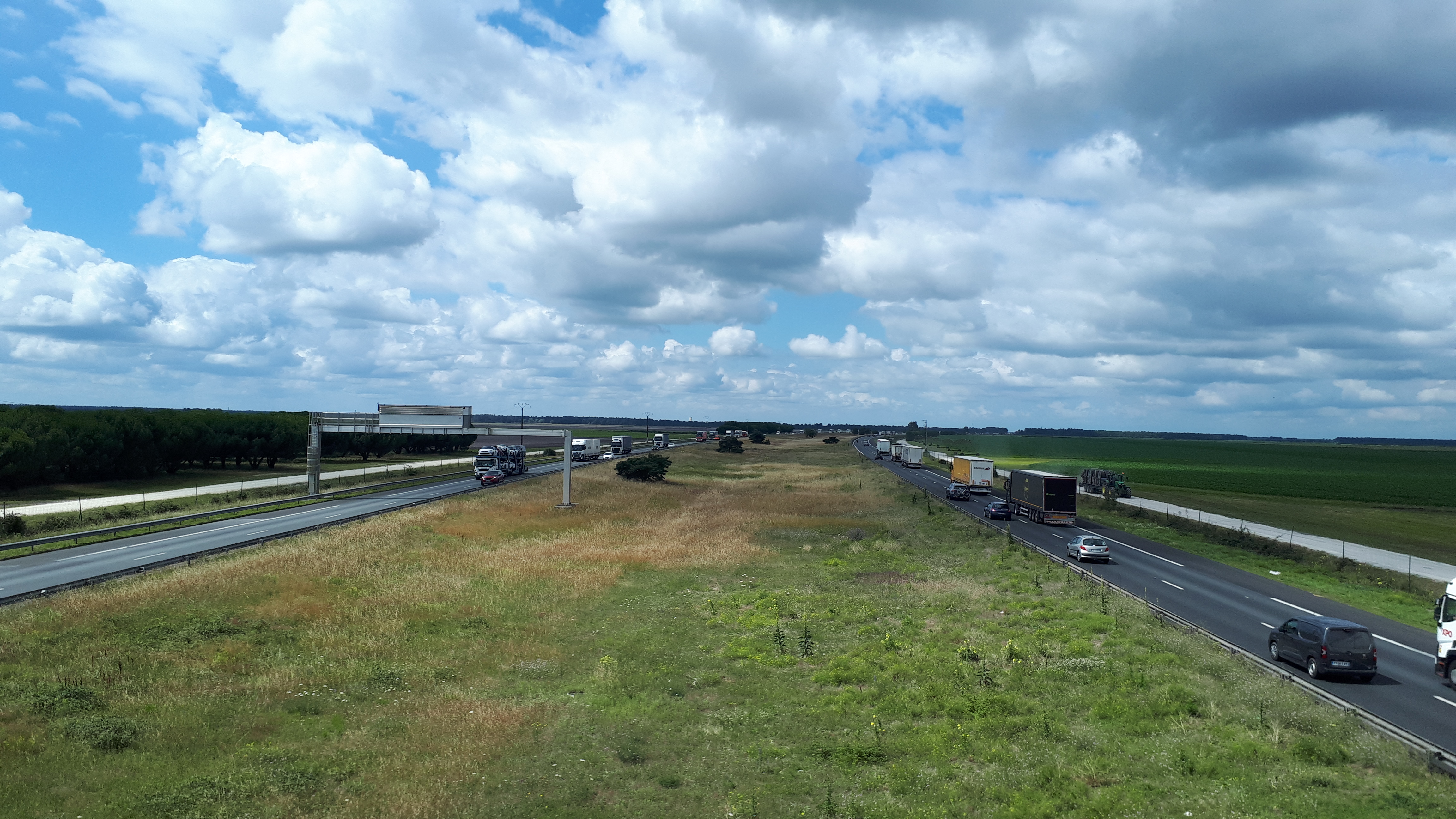
L'autoroute à la sortie de Jauge-Pierroton. Vue sur les champs.

#### Réjouit
Se situant le long de la D1010 entre Labirade et La House (Canéjan), son toponyme date de 1846. Le nom antérieur de Bellevue avait été donné  par l'abbé Jaubert à la chartreuse construite en 1740. Passaient par là les pèlerins du chemin de St Jacques de Compostelle : une statue métallique de pèlerin a été installée sur le rond-point à hauteur du centre commercial de Choisy. Le château du Baron Haussmann (vers Chapet), ses fermes et son château d'eau ainsi que la croix de Chapet se trouvent au nord-est du quartier et l'emplacement d'une des anciennes pyramides de Cassini au sud-est. Un petit centre commercial comportant commerces et bureau de poste s'est développé autour du château de Choisy et de l'école publique. Le quartier se construit peu à peu de part et d'autre de l'ancienne RN10 depuis le début des années 1970 ; il est apprécié pour son calme et les espaces boisés qu'il offre.

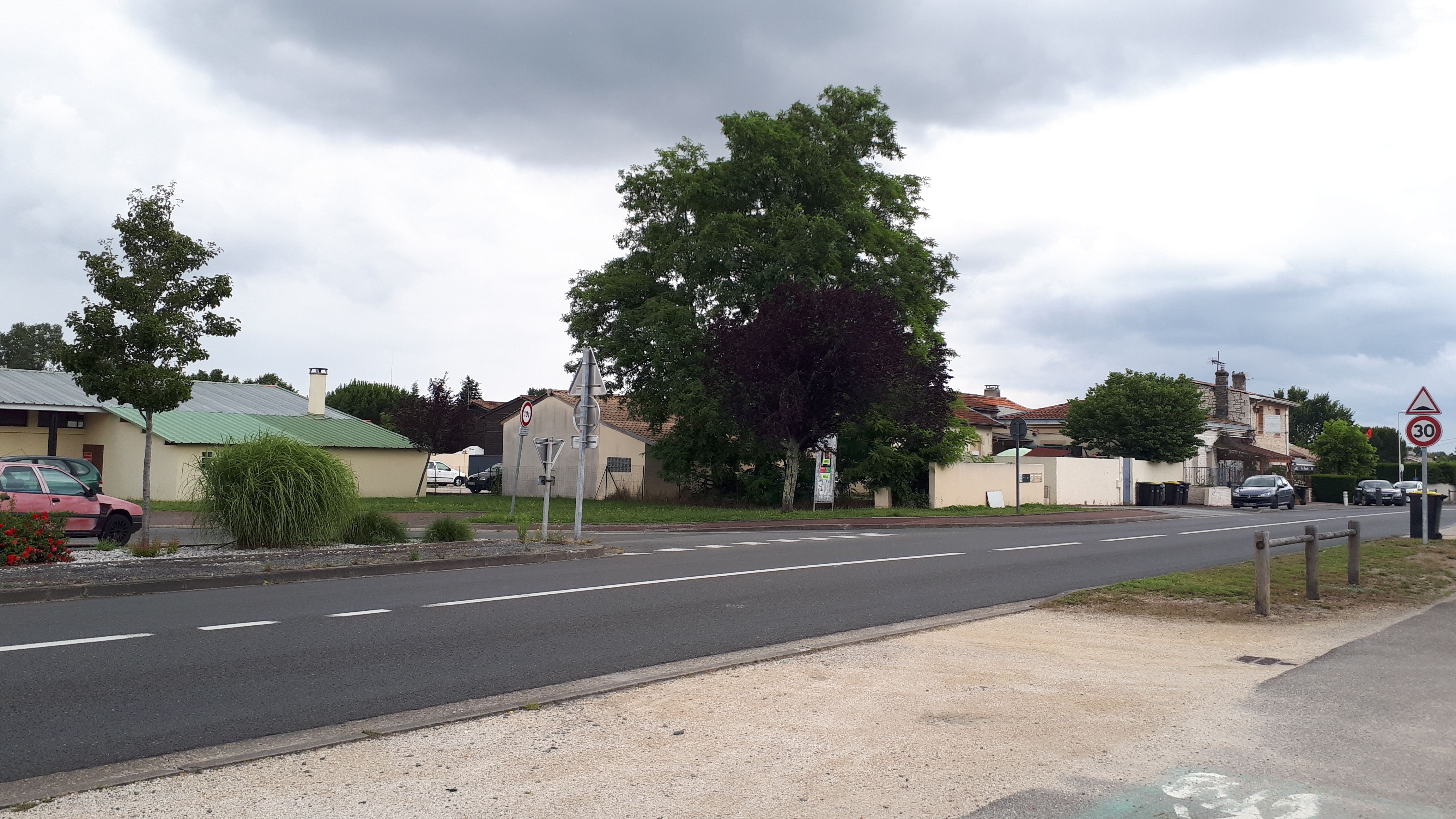
Le centre de Réjouit avec, à gauche, la salle des fêtes.
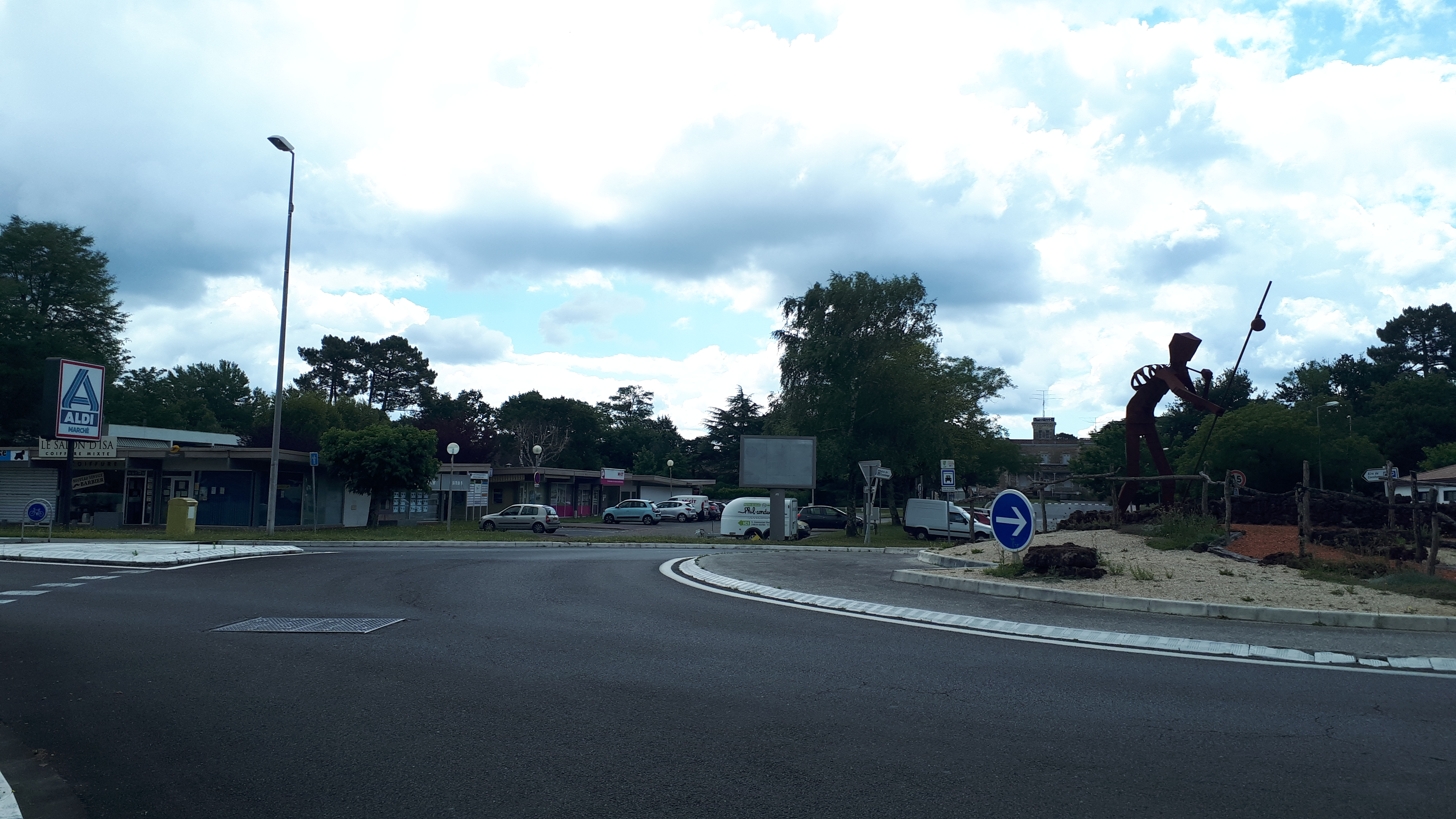
Le centre commercial avec son bureau de poste communal. Au fond le château de Choisy et devant la sculpture du Pèlerin de Saint-Jacques de Compostelle.
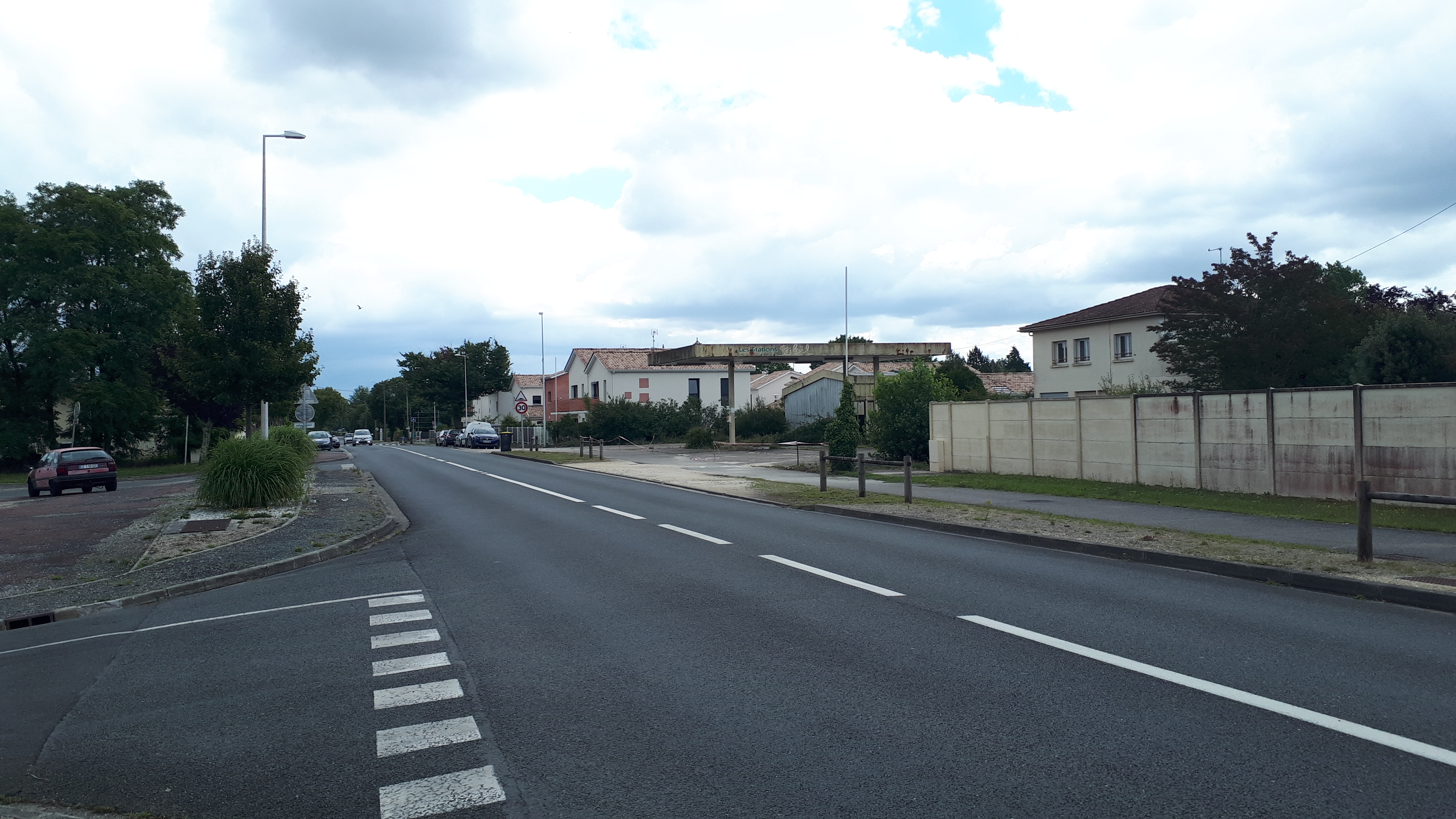
L'ancienne station-service témoignant du trafic routier sur la route nationale 10.

#### Toctoucau
Le long de la route d'Arcachon jouxtant Pierroton et Gazinet, ce quartier est en partie pessacais et en partie cestadais. Son nom viendrait du gascon Toque tout caou (petite tape en gascon), expression utilisée par les bouviers qui tapotaient sur le flanc du bétail avec une baguette. Les métiers du bois y étaient fortement implantés, bûcherons, charpentiers, scieries et résiniers, ainsi que les métiers tournant autour de la vie pastorale.
À partir de 1840, avec la construction de la ligne de chemin de fer de Bordeaux à La Teste, le quartier prend de l'extension ; les lieux-dits sont remplacés par le toponyme Toctoucau. Épiciers, boulangers, aubergistes, forgerons et blanchisseuses viennent s'y installer. Avec la construction de nombreuses maisons d'habitation, une école et une chapelle sont souhaitées par la population et construites sur la commune de Pessac. Dès 1860, c'est un cimetière qui est demandé par les habitants : en 1889, la commune de Cestas fait l'acquisition du terrain. Le financement en sera assuré pour moitié par la commune de Cestas et par une souscription.
Actuellement, des lotissements voient le jour tant sur Pessac que sur Cestas.

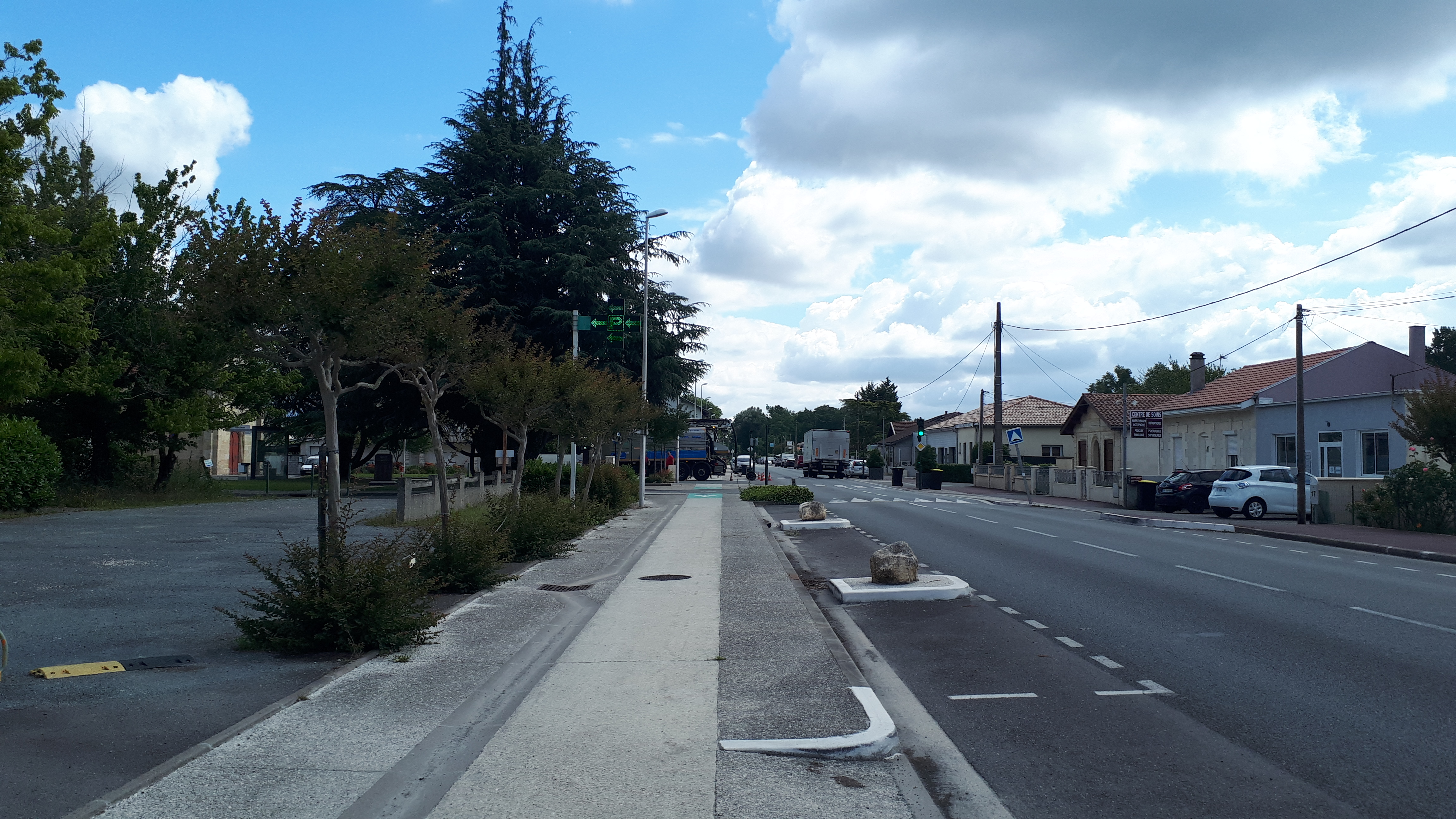
Le centre de Toctoucau s'articulant autour de la route d'Arcachon. À gauche, la partie pessacaise du quartier et à droite la partie cestadaise.
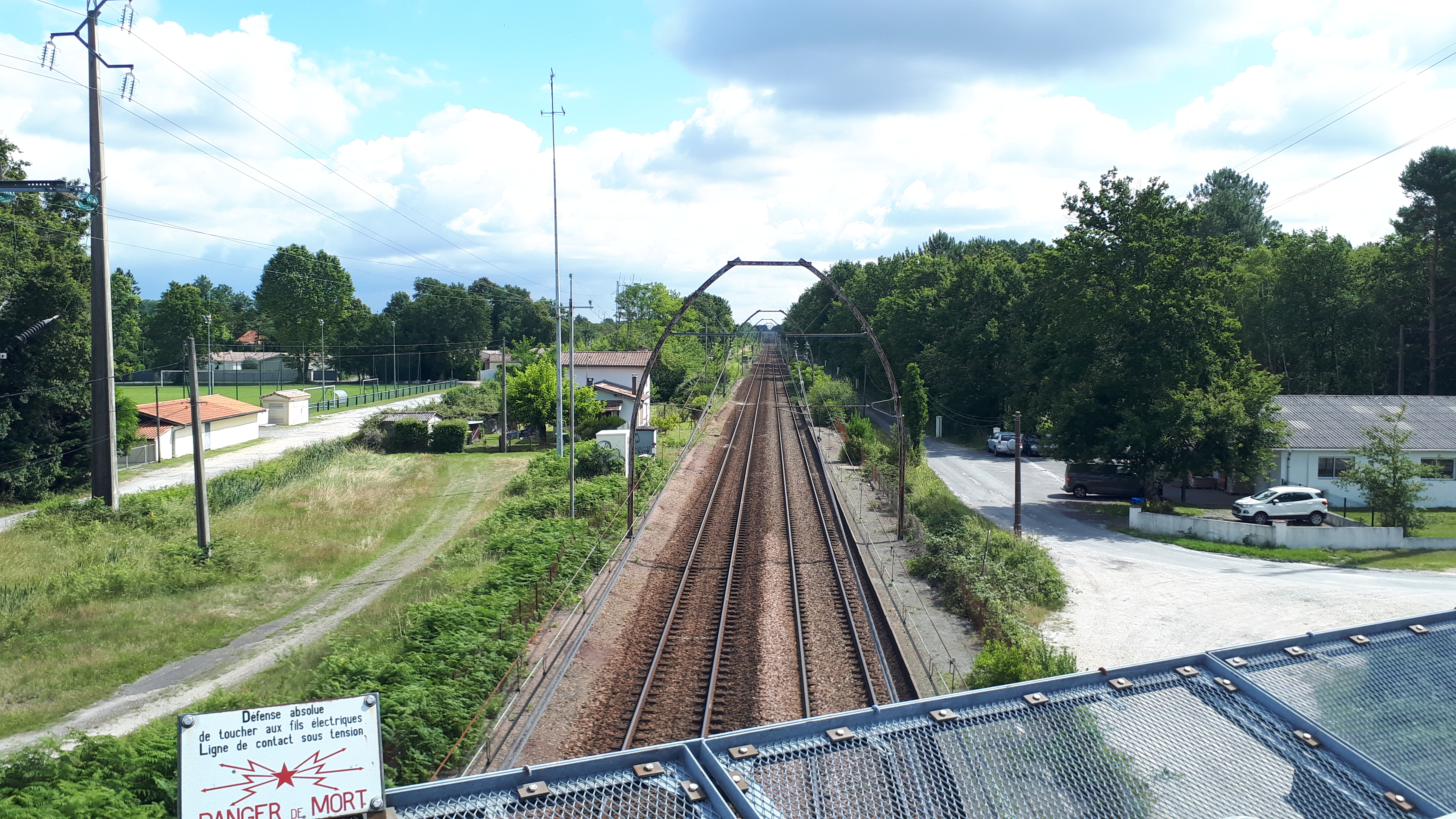
L'ancienne gare de Toctoucau.

### Voies de communication et transports

#### Voies de communication
Le territoire de la commune est desservi, par les accès no 25, dit de Cestas centre, et no 24, dit de Toctoucau / Le Barp, de l'autoroute A63 reliant Bordeaux à Hendaye.
Il ne reste qu'un feu tricolore à Cestas, et très peu de carrefours sur les axes principaux ; les aménageurs ont privilégié un grand nombre de carrefours giratoires.
Aire de service de Bordeaux - Cestas sur l'autoroute A63 : autour de la station d'essence se sont installés quelques commerces dont la Maison d'Aquitaine (actuellement fermée et à l'abandon) et un hôtel Campanile.

Aire de service de Bordeaux - Cestas sur l'autoroute A63
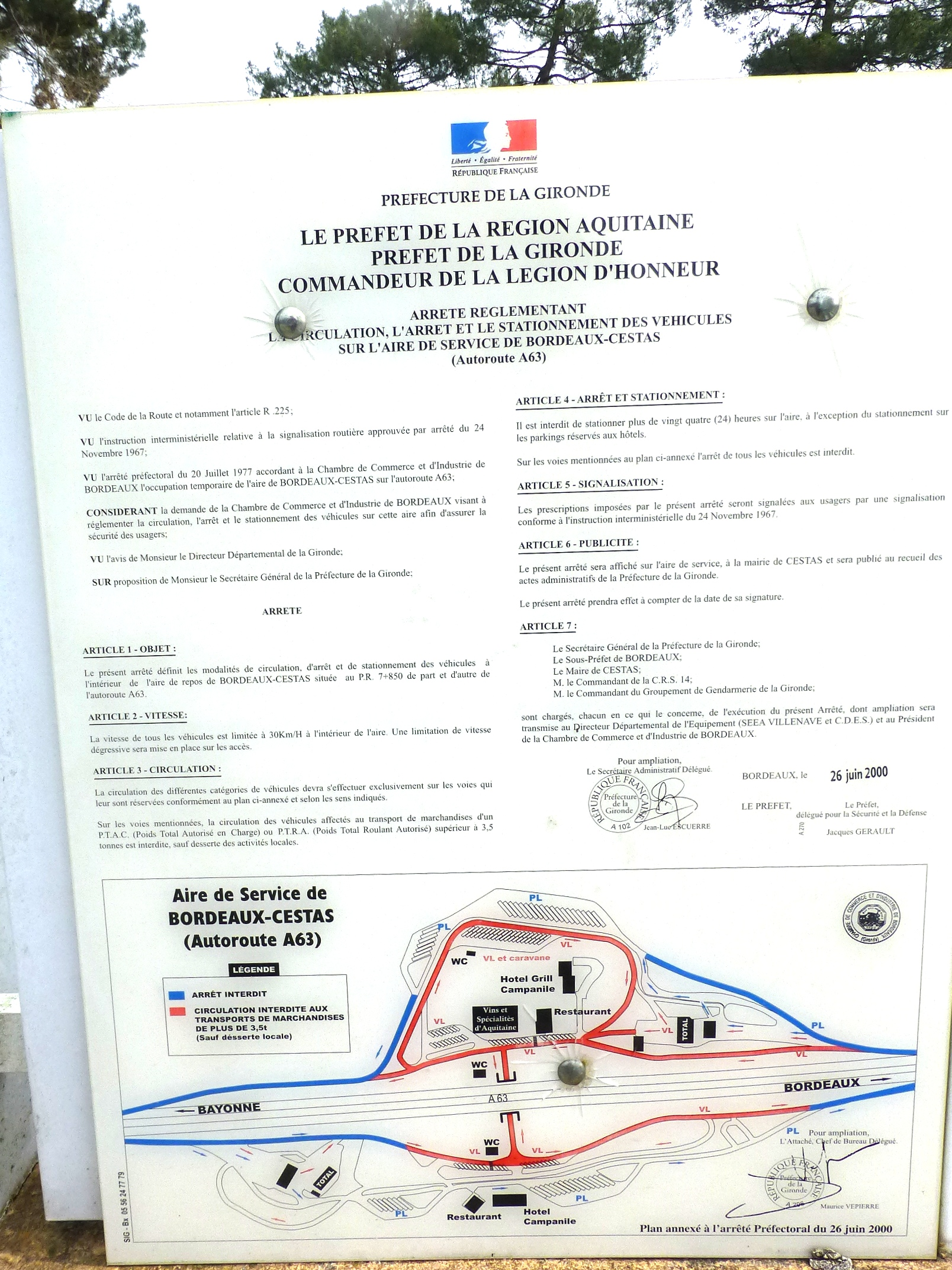
L'arrêté préfectoral réglementant la circulation.
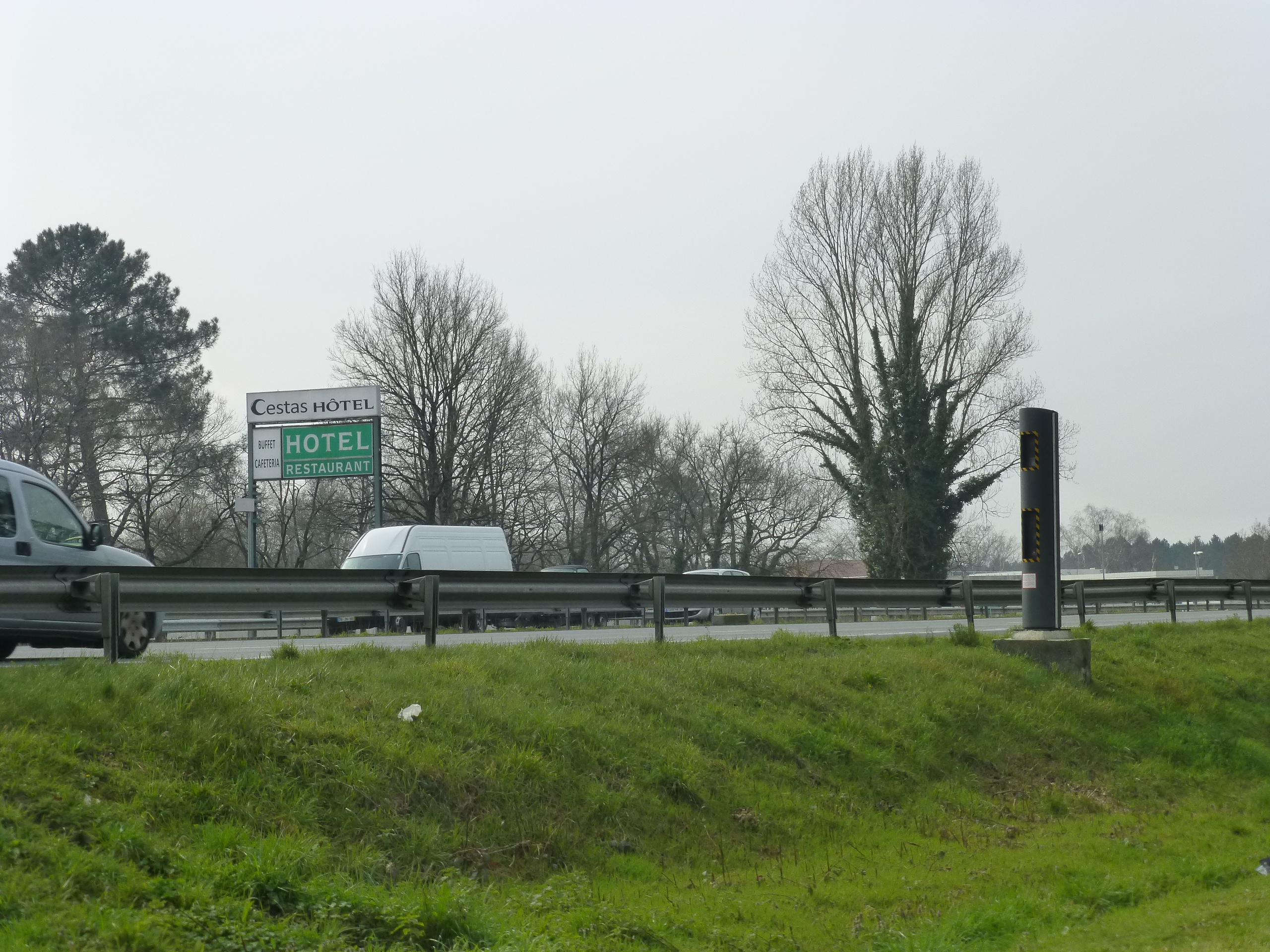
Le contrôle de vitesse sur l'autoroute A63.
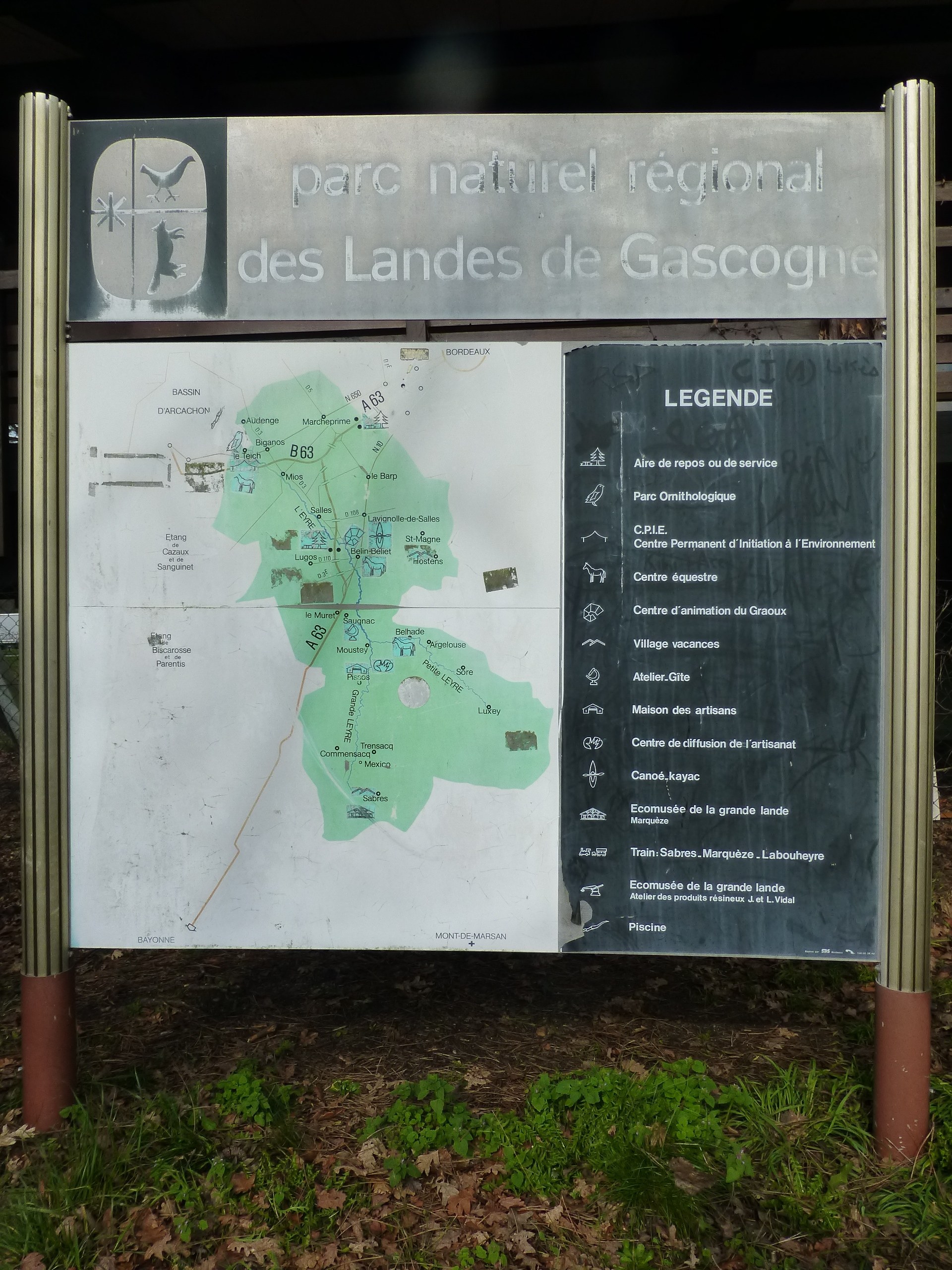
L'information sur le PNRLG.
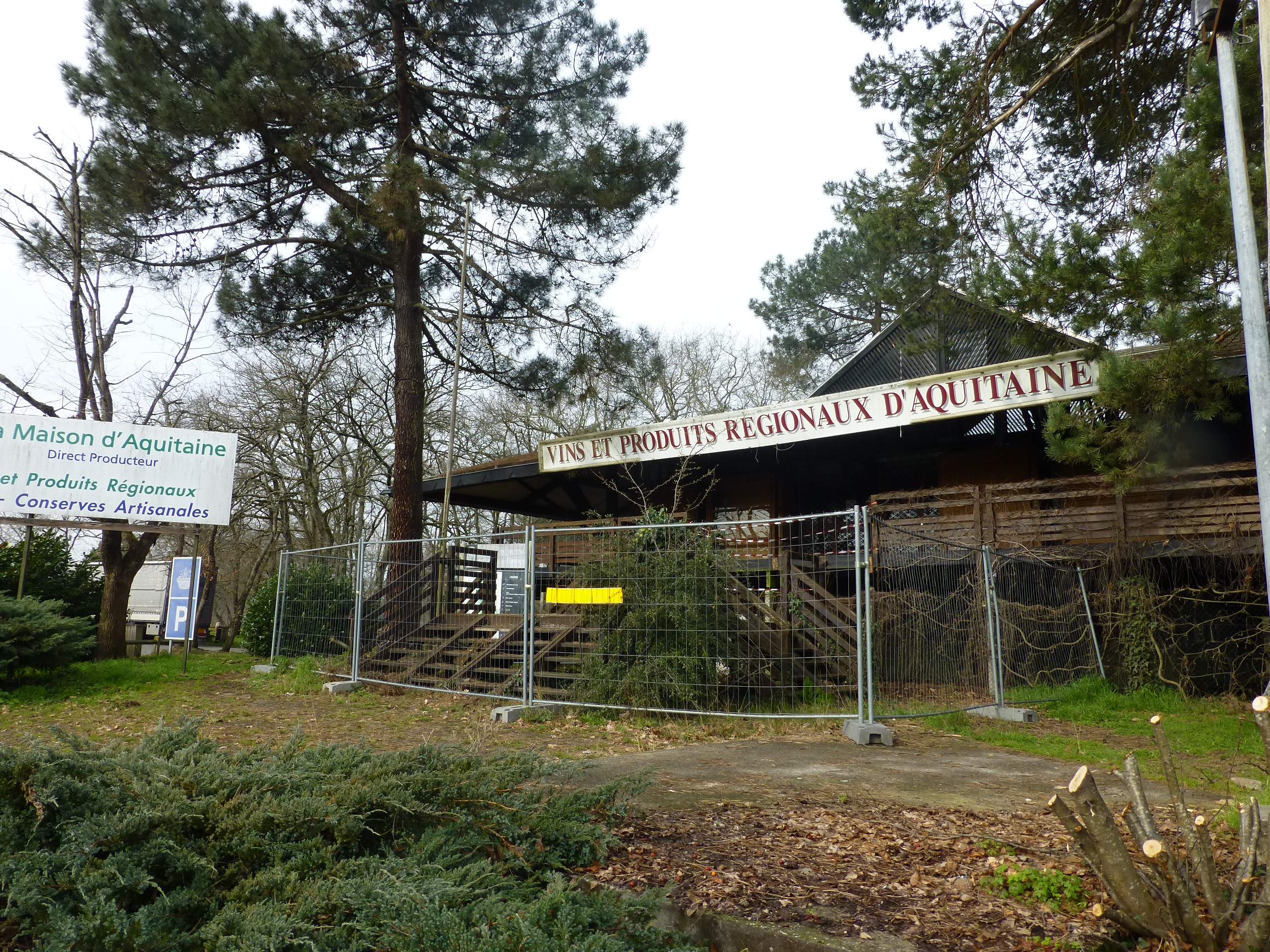
La maison d'Aquitaine.
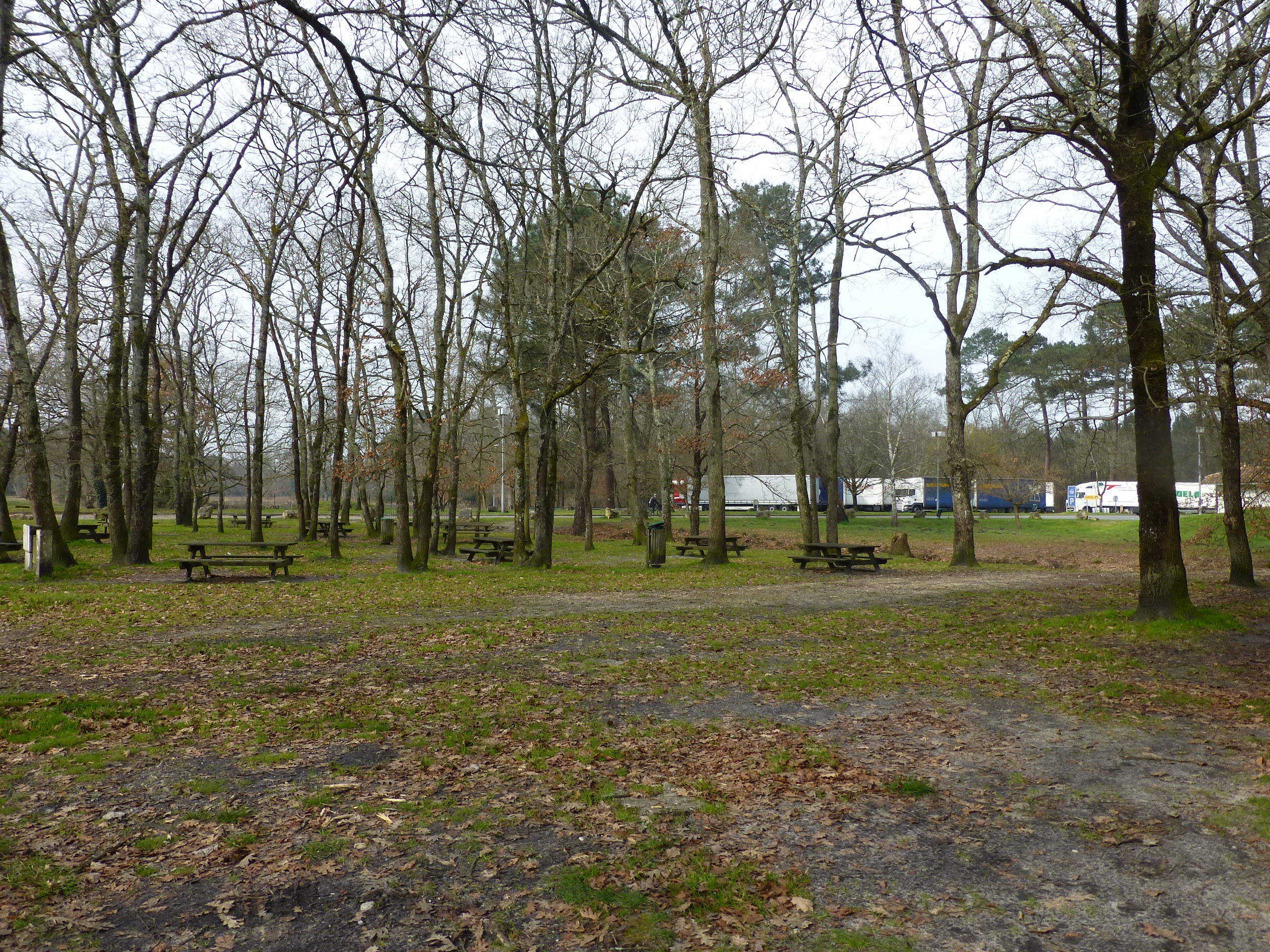
L'aire de pique-nique.

#### Transports

##### Transport ferroviaire
Sur la commune se trouve la gare de Gazinet-Cestas, située sur la ligne de ligne de Bordeaux-Saint-Jean à Irun et desservie par des trains TER Nouvelle-Aquitaine.

##### Réseau Prox'Bus
La communauté de communes a mis en place un réseau de bus continu ou à la demande traversant Canéjan, Cestas et Saint-Jean-d'Illac.
Les lignes sont :
- Pessac Hôpital Haut-Lévêque ou Pessac - ESAT Magellan ⇔ Cestas Place de la République ou Pessac - ESAT Avenue Pont Aérien ou St Jean d'Illac L'ombrière ;
- Passe par Réjouit puis Cestas Bourg puis Gazinet puis Toctoucau puis Pierroton.

La ligne 23 du réseau TBM dessert la gare de Gazinet-Cestas, cette ligne relie Mérignac via Pessac.

##### Réseau TransGironde
Les lignes 505 et 602 partent du campus de Bordeaux en direction de Le Barp, Belin-Béliet et Canéjan.

### Énergie
En novembre 2014, a débuté la construction de la centrale solaire de Cestas d'une capacité de 300 MW, inaugurée le 1er décembre 2015. La plus grande centrale photovoltaïque d'Europe s'étend sur 260 hectares. Établie sur une ancienne zone forestière dévastée lors de la tempête de 1999, elle se compose de près d'un million de panneaux solaires et produit 350 gigawatts-heures par an, ce qui permet de subvenir aux besoins en électricité d'une population équivalente à la ville de Bordeaux. Sa particularité consiste en une orientation est-ouest des panneaux solaires, pour optimiser le captage des rayons du soleil.
De grands blocs de maïsiculture ont été ouverts dans le massif forestier landais à la suite des incendies de 1949. Une unité de méthanisation alimentée en cultures intermédiaires à vocation énergétique y produit 125 Nm3/h de biométhane depuis 2018.

### Risques naturels et technologiques
Le territoire de la commune de Cestas est vulnérable à différents aléas naturels : météorologiques (tempête, orage, neige, grand froid, canicule ou sécheresse), inondations, feux de forêts, mouvements de terrains et séisme (sismicité très faible). Un site publié par le BRGM permet d'évaluer simplement et rapidement les risques d'un bien localisé soit par son adresse soit par le numéro de sa parcelle.
La commune a été reconnue en état de catastrophe naturelle au titre des dommages causés par les inondations et coulées de boue survenues en 1982, 1983, 1990, 1993, 1999, 2009 et 2013,.
Cestas est exposée au risque de feu de forêt. Depuis le 20 avril 2016, les départements de la Gironde, des Landes et de Lot-et-Garonne disposent d’un règlement interdépartemental de protection de la forêt contre les incendies. Ce règlement vise à mieux prévenir les incendies de forêt, à faciliter les interventions des services et à limiter les conséquences, que ce soit par le débroussaillement, la limitation de l’apport du feu ou la réglementation des activités en forêt. Il définit en particulier cinq niveaux de vigilance croissants auxquels sont associés différentes mesures,.
Les mouvements de terrains susceptibles de se produire sur la commune sont des tassements différentiels.

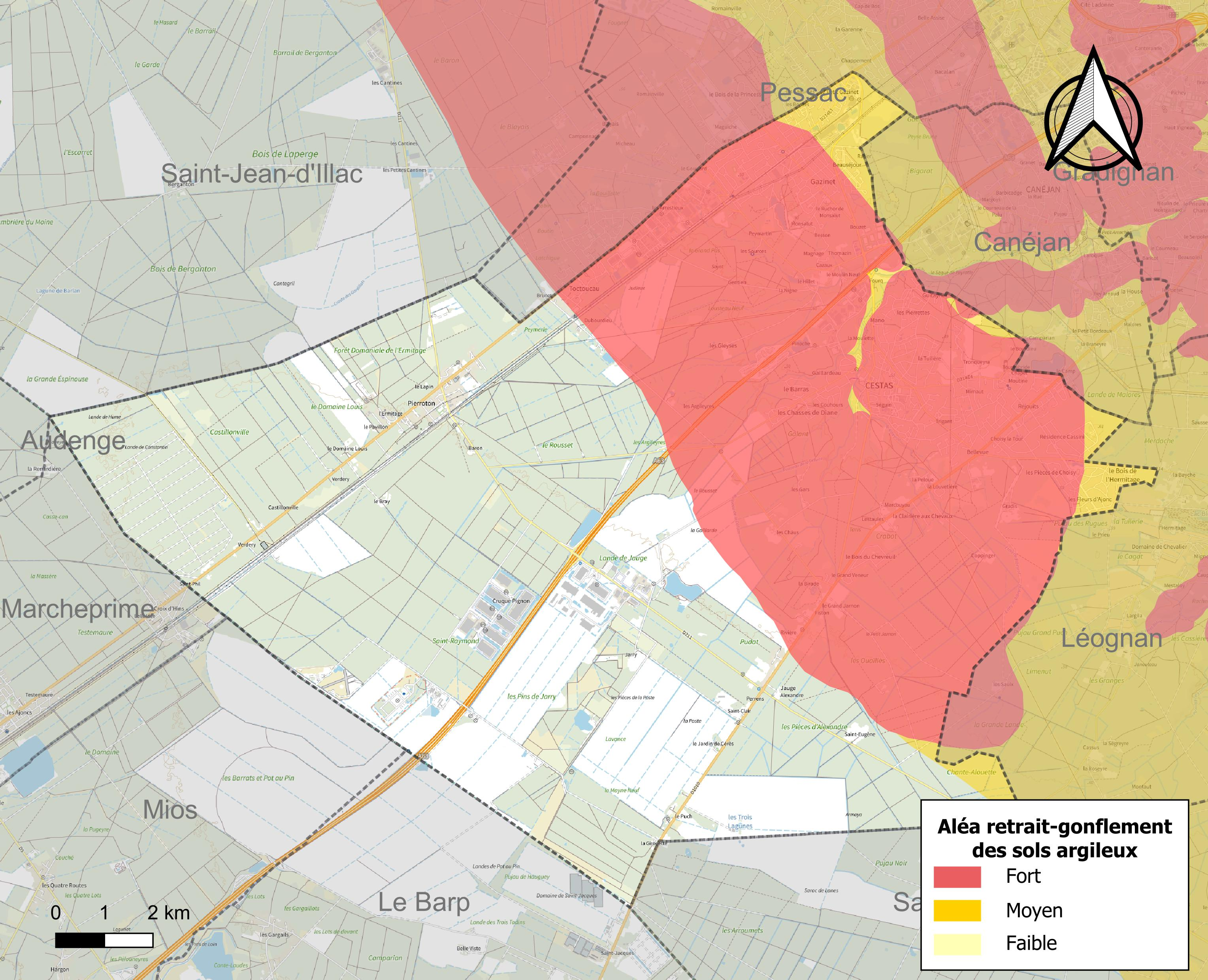
La carte des zones d'aléa retrait-gonflement des sols argileux de Cestas.

Le retrait-gonflement des sols argileux est susceptible d'engendrer des dommages importants aux bâtiments en cas d’alternance de périodes de sécheresse et de pluie. 41,2 % de la superficie communale est en aléa moyen ou fort (67,4 % au niveau départemental et 48,5 % au niveau national). Sur les 6 863 bâtiments dénombrés sur la commune en 2019,  6 560 sont en aléa moyen ou fort, soit 96 %, à comparer aux 84 % au niveau départemental et 54 % au niveau national. Une cartographie de l'exposition du territoire national au retrait gonflement des sols argileux est disponible sur le site du BRGM,.
Par ailleurs, afin de mieux appréhender le risque d’affaissement de terrain, l'inventaire national des cavités souterraines permet de localiser celles situées sur la commune.
Concernant les mouvements de terrains, la commune a été reconnue en état de catastrophe naturelle au titre des dommages causés par la sécheresse en 1989, 1991, 2003, 2005, 2009, 2011 et 2017 et par des mouvements de terrain en 1999.

## Toponymie
Le nom de Cestas vient de l'expression latine ad sextum qui désigne la sixième borne milliaire en venant de Burdigala (Bordeaux) sur la voie Bordeaux-Salles.
En gascon, le nom de la commune est Cestàs.
Cestas étant dans le domaine nord-gascon, la plupart des lieux-dits anciens y sont explicables par le gascon, par exemple l'Arriga, le Tronqueyra, Pujau, les Couhourgs... L'originalité de Cestas est que la plupart des noms de voies récentes le sont aussi, faisait référence au monde landais ancien : impasse lou Hen (le Foin), impasse lou Daillayre (le Faucheur), chemin lou Mespley (le Néflier), chemin dou Grit, allée Bire Huc (Coupe Feu)...

## Histoire

### Antiquité
La découverte la plus ancienne date de la Protohistoire, il s'agit de haches en bronze conservées au Musée d'Aquitaine, trouvées en 1897 sous un chêne par des bûcherons au lieu-dit les Gleyzes.
Au bout du chemin du Pas du Luc, un tumulus (non daté) a été signalé par l'abbé Jaubert, au Bouchon du Luc, (du latin lucus, bois sacré), au confluent de l'Eau Bourde et du ruisseau du Pas du Gros : d'environ cent pas géométriques de contour, cette élévation domine de près de cinq pieds sur tout le reste de la campagne ; un moulin à vent fut édifié sur la butte au XVIIIe siècle.
Cestas fut, après Salomagus, la dernière étape sur la voie romaine reliant l'Espagne à Burdigala ; de nombreux vestiges datant de l'Antiquité ont été trouvés sur le territoire de la commune :
- Une borne milliaire au lieu-dit Saroc de la Peyre[45], porté sur la carte de Cassini en bordure de la route dite de Bayonne à Bordeaux, près de la source du ruisseau de Lacanau et du lieu-dit Camparian.
- Une très belle meule en lave et de fabrique romaine a été signalée par Pierre Cuzacq en 1893[46].
- Au lieu-dit Fourc, des fouilles anciennes ont livré des fragments de tegulae, de mosaïques et une meule[47].
- Le chroniqueur Fortunat a écrit un poème sur la villa Bissonum, transformée par l'évêque Léonce II en un véritable palais pour ses colons[48].

- Un vase en terre cuite contenant un trésor d'une centaine de monnaies en bronze datées du Ier siècle au IIIe siècle[49] a été découvert à Gazinet près d'une lagune, dans la propriété Pereyra et déposé par l'inventeur à la Bibliothèque municipale de Bordeaux[50]. François Jouannet en a publié la liste et le descriptif en 1840[51].
- Un bâtiment octogonal (paléochrétien ?) était édifié contre l'ancienne église. Son plan a été relevé en 1743 par l'abbé Jaubert, qui l'a identifié comme un temple à la déesse Cybèle : un arc était retenu par deux colonnes comportant des pommes de pin à la base. Les chapiteaux étaient différemment décorés, l'un de feuilles de chêne, l'autre par une scène de deux félidés s'affrontant[52]. Léo Drouyn en a publié les dessins.

### Période médiévale
Le futur bourg s'est implanté autour de son église, sur un promontoire, rive droite de l'Eau Bourde, près du confluent avec l'Eau de Galand. Aucune trace de motte féodale mais, en 1743, Pierre Jaubert a dessiné cinq bas-reliefs (de style roman ?), qui se trouvaient au-dessus d'une niche abritant une tombe d'enfant creusée dans la pierre au pied du clocher de l'église. Ces bas-reliefs ont été enchâssés dans le mur extérieur de la façade ouest de l'église actuelle.

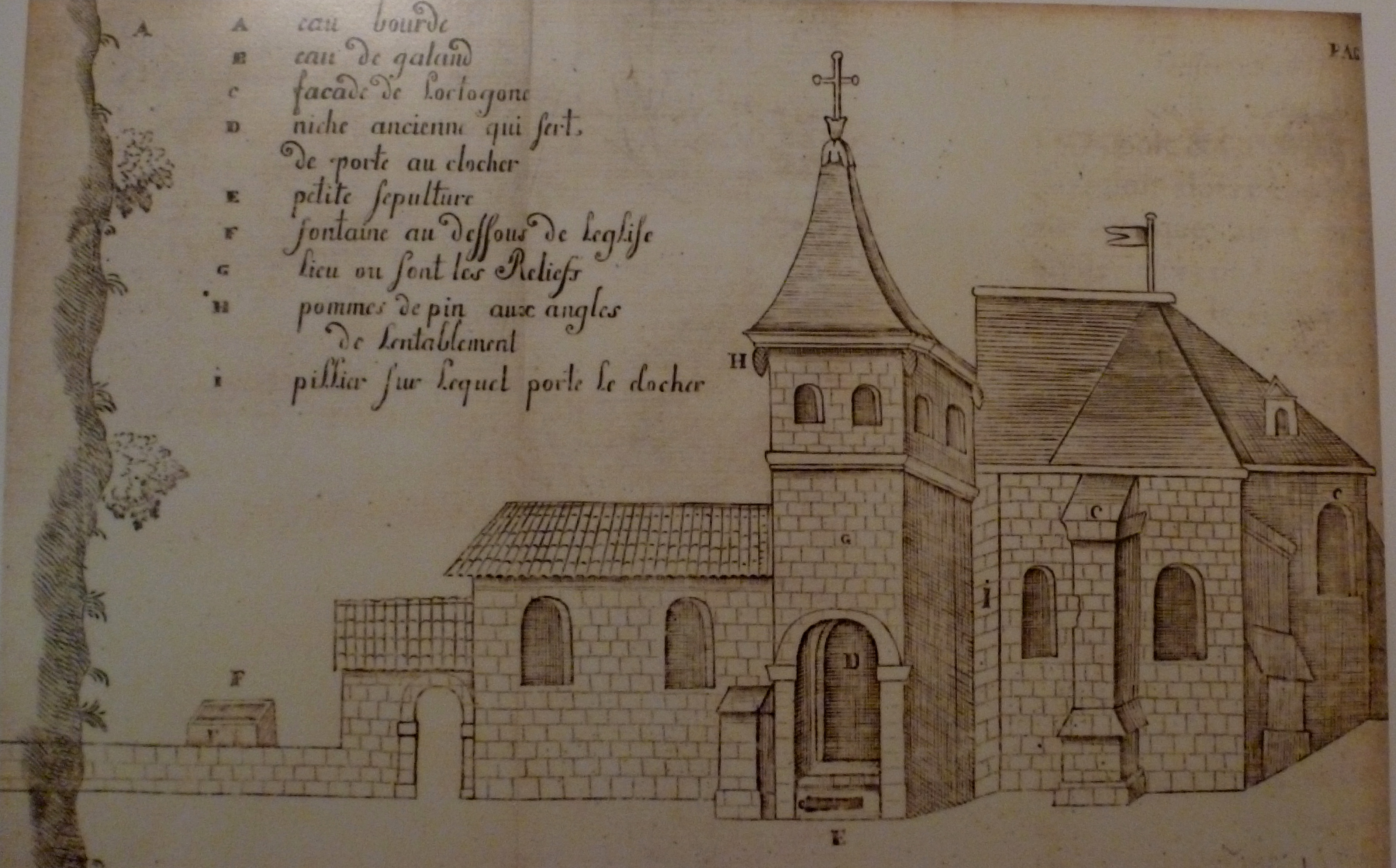
Le relevé légendé à la main de l'abbé Jaubert en 1743.
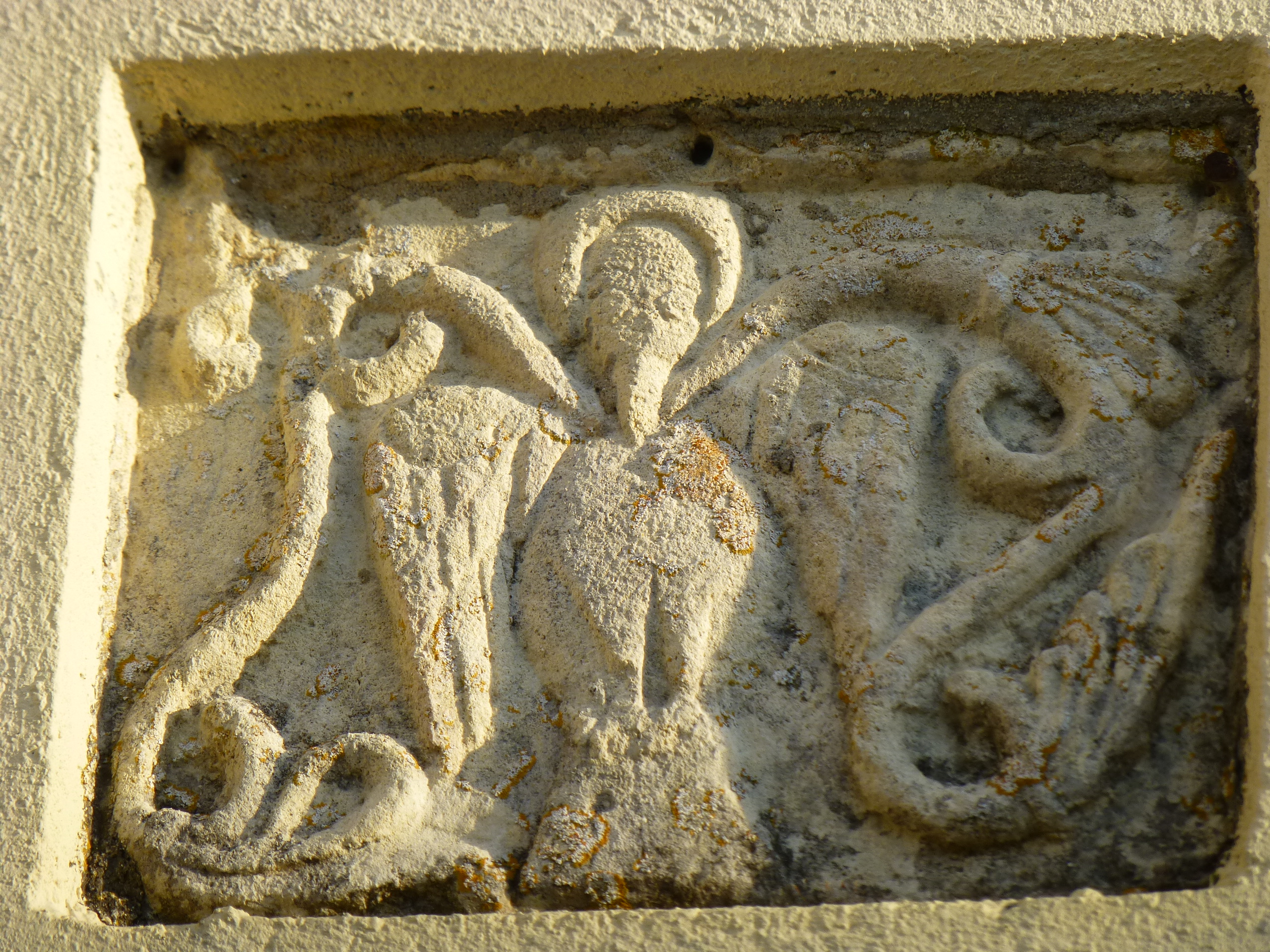
Un bas-relief de l'ancienne église.
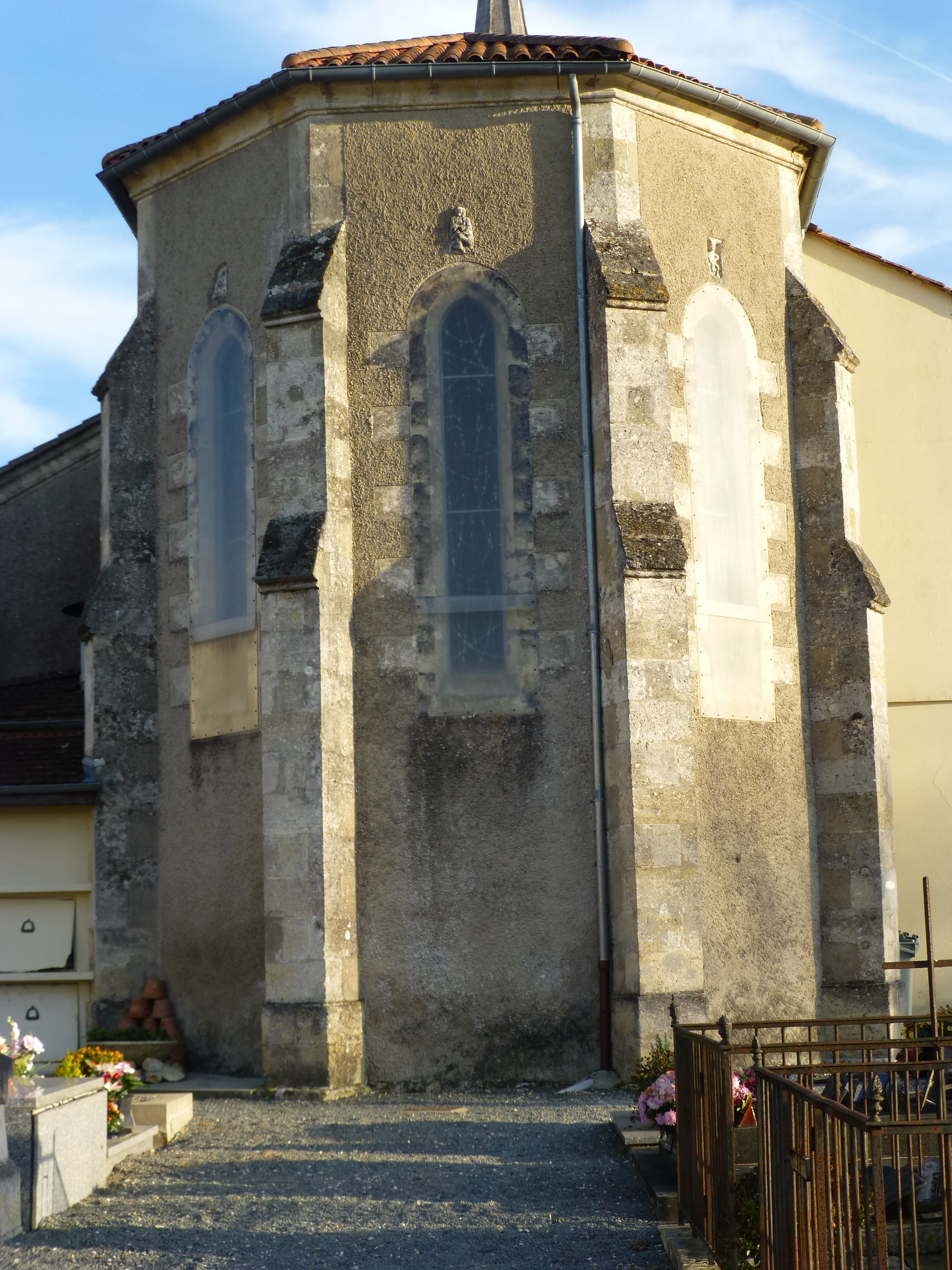
Les trois bas-reliefs encastrés dans le chevet.
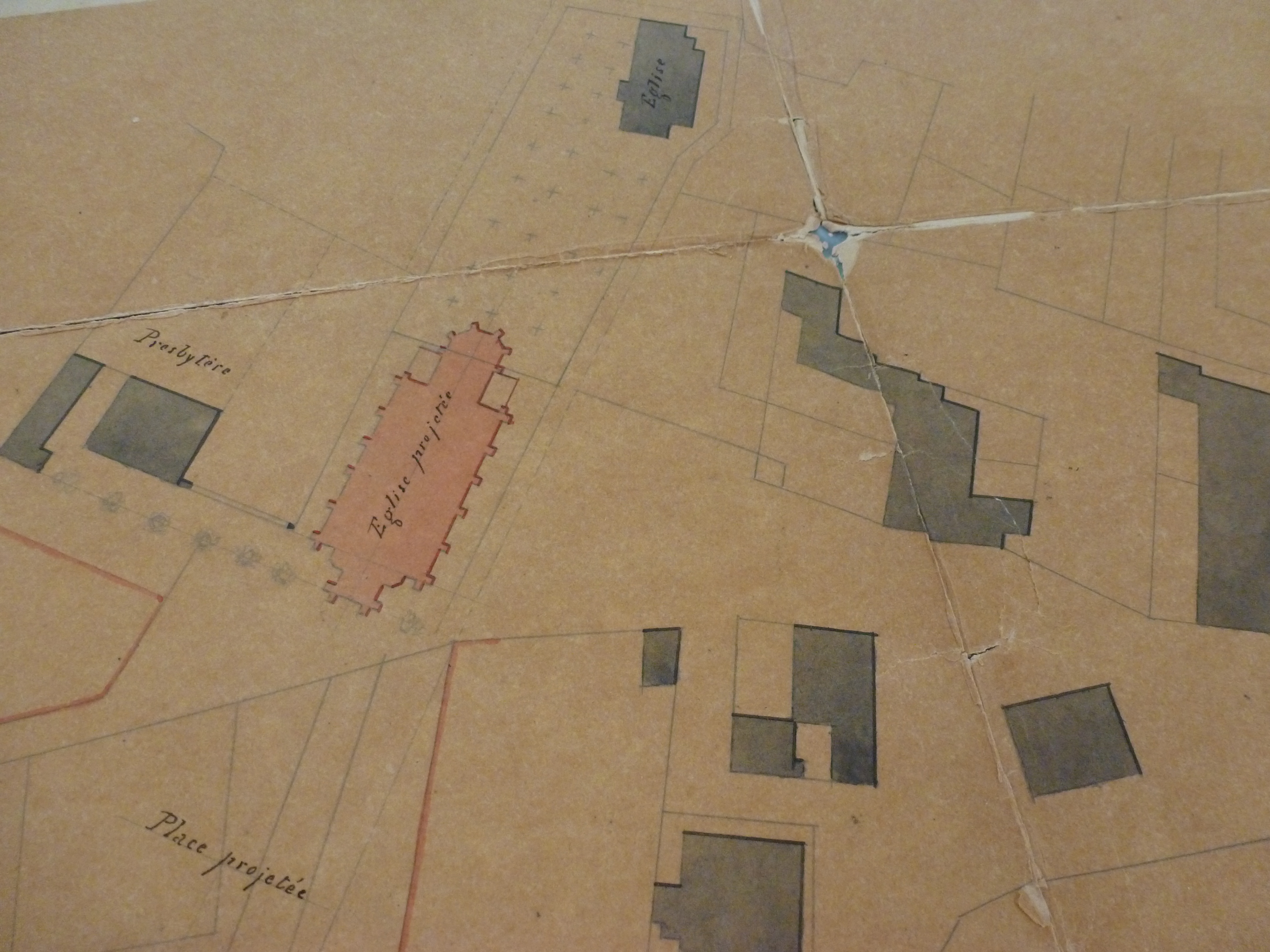
L'emplacement de l'ancienne église en bordure du promontoire.
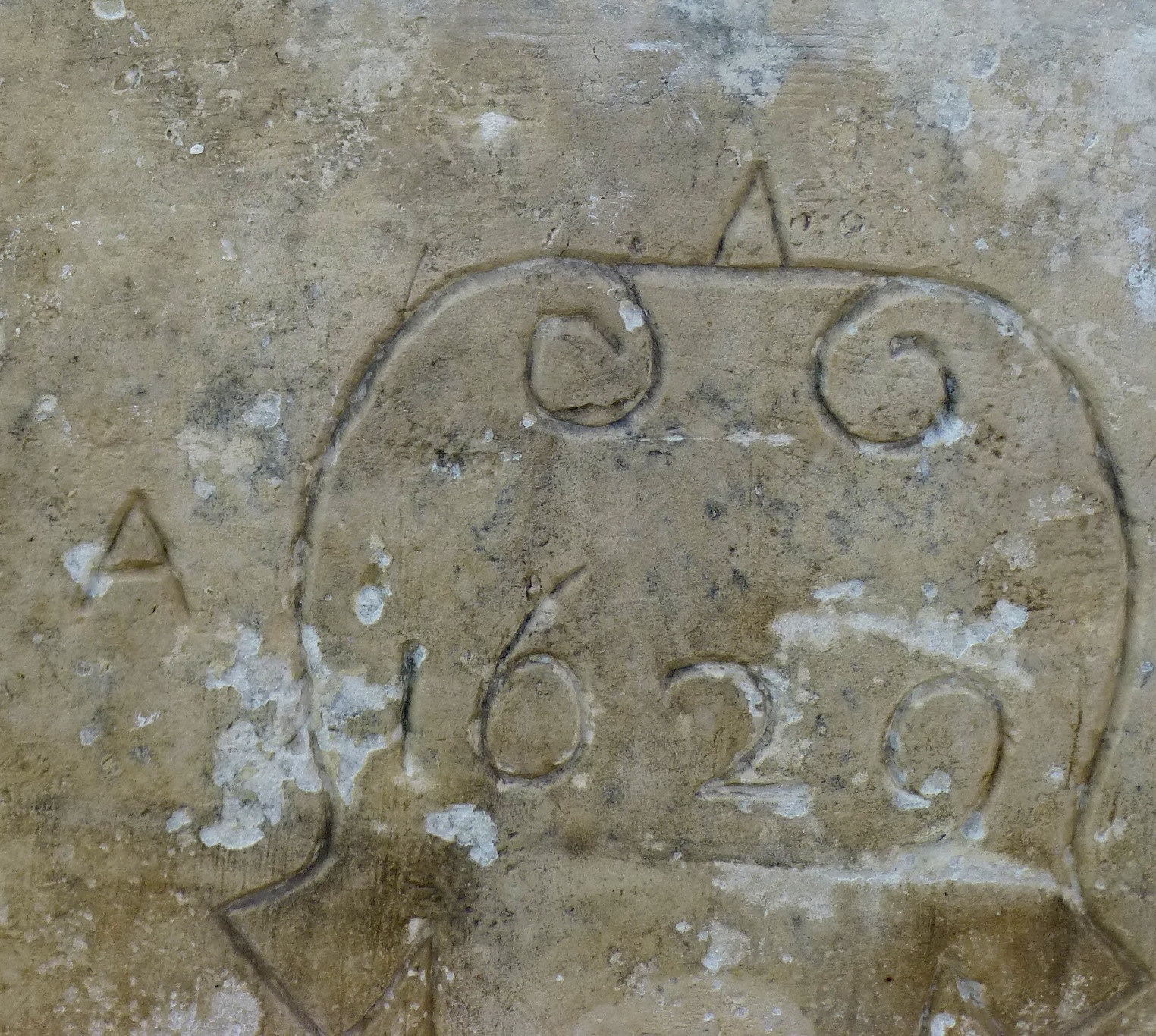
La date inscrite sur la croix du cimetière.
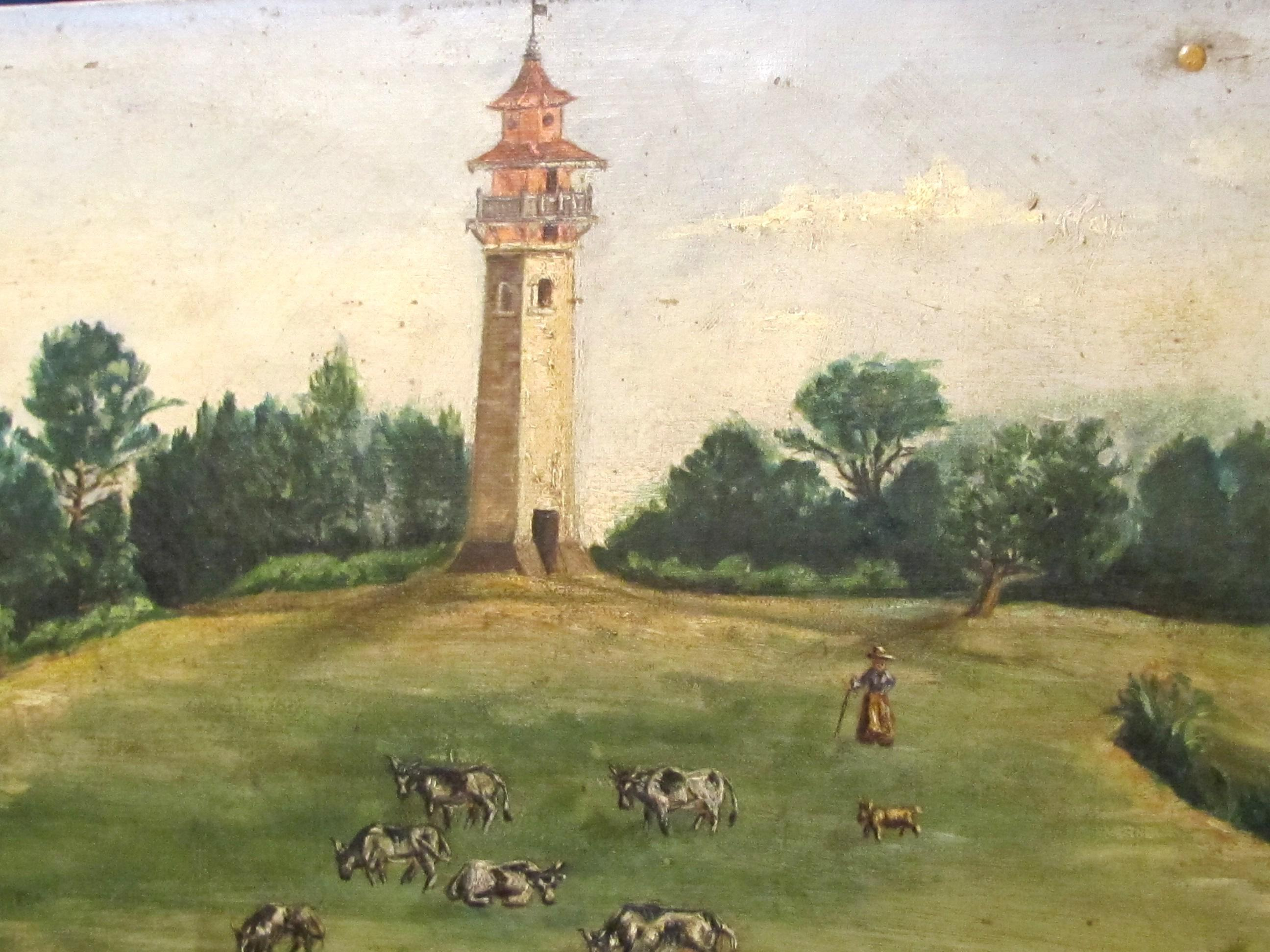
La tour de Fourc, au confluent des deux ruisseaux, par J. Barthélémy.

La route de Fourc, parallèlement à l'Eau Bourde, menait de l'église St-André à la Tour de Fourc, probablement d'origine médiévale, qui était implantée à la limite de Cestas et Canéjan, près du confluent des deux bras de l'Eau Bourde ; elle a été détruite au début du XXe siècle. Il en reste une aquarelle de J. Barthélémy datée de 1905, qui a été exposée en 2012 au Centre Culturel de Cestas. La famille de Sérignan, mentionnée dans les Rôles Gascons, y possédait peut-être sa maison forte.

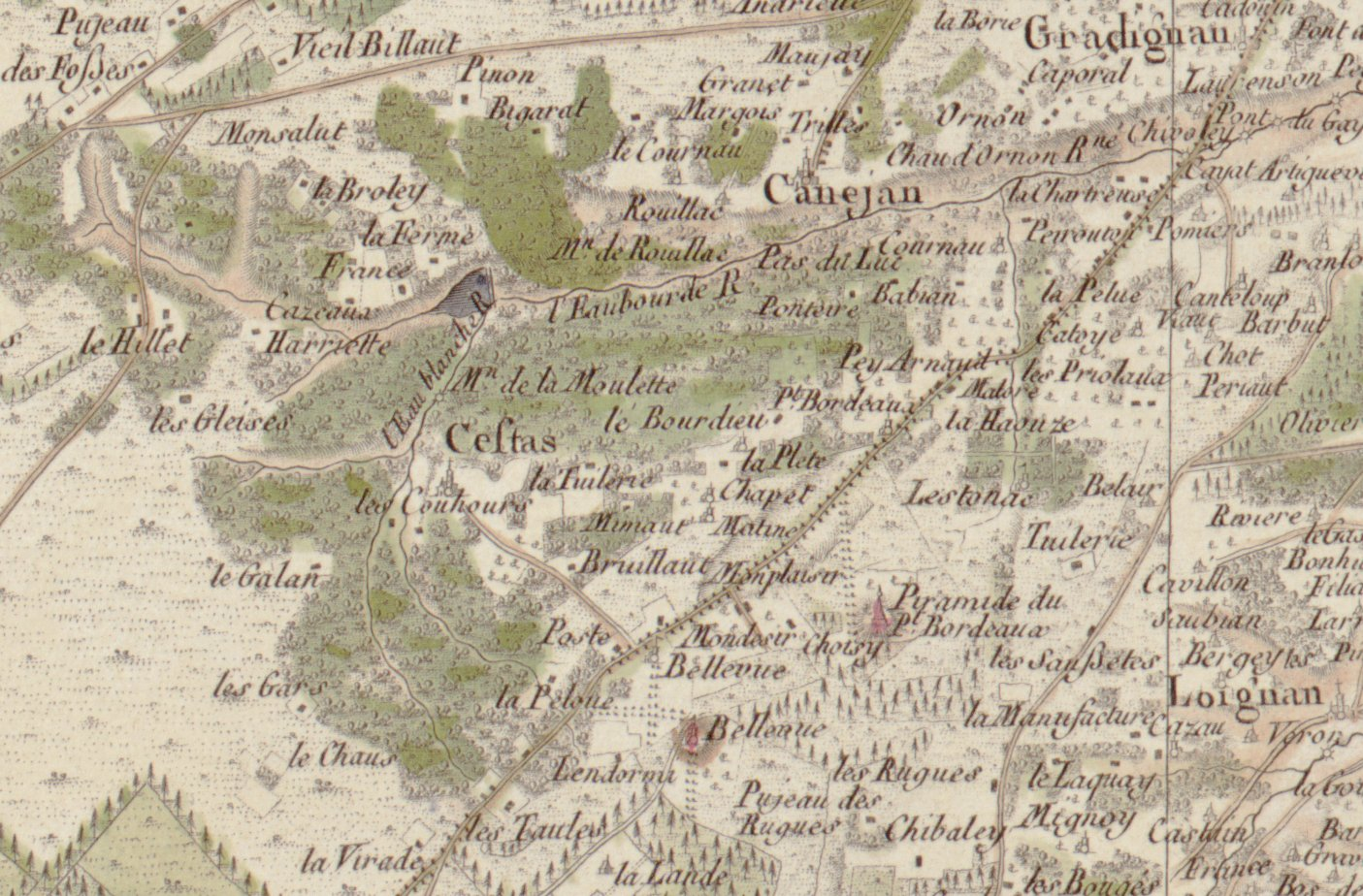
Les toponymes et topographie de la région de Cestas, sur la carte de Cassini, 1756.

Le seigneur comte d'Ornon avait plusieurs vassaux à Cestas, en particulier les chevaliers de Cestas, dont la maison forte se situait vraisemblablement dans le secteur de la Bastide (près de l'actuelle caserne des pompiers ?) et les chevaliers de Besson, qui possédaient une maison forte entourée de fossés, sur la rive gauche du ruisseau venant des Arrestieux et passant par les Sources, à proximité d'un habitat important nommé le Courneau de Besson. Elles jouaient un rôle militaire de défense le long de la voie de pénétration naturelle que représentait l'Eau Bourde jusqu'à la Garonne à cette époque. Ces constructions ont été détruites au cours de la guerre de Cent Ans (Rôles gascons).
En 1395, le comté est devenu prévôté de Camparian et en 1409, le comté d'Ornon est acheté par la jurade de Bordeaux. Les paysans cestadais lui devaient redevances et corvées, dont on trouve plusieurs exemples, en gascon, dans l'état des rentes du château d'Ornon en 1415. L'histoire de Camparian s’inscrit dorénavant dans celle du Pays des Graves et Landes de Cernès, au sens de l'ancienne structure administrative.
Durant le Moyen Âge, Cestas se trouvait sur la Via Turonensis, la route de pèlerinage menant à Saint-Jacques de Compostelle, après les haltes de Cayac et de Camparian qui accueillaient les pèlerins. Les vestiges d'un prieuré et de l'hôpital Saint Jean de Camparian ont récemment fait l'objet de fouilles officielles sur un terrain acquis par la commune de Canéjan. Le lieu-dit Foartigue, près de l'église de Cestas, a été concédé en bail à fief par le chapitre de Sainte Croix au Prieur de Camparian en 1217. Les secteurs de Chapet, de Breuillaud et de la Tuilière comprenant la Sègue des Monges (Bois des Moines) et le Moulin du Prieur dépendaient également du Prieuré de Camparian. Des serfs et des paysans questaux cestadais devaient une redevance en nature au Prieur, sur les produits de leurs vignes, de leurs ruches (apiers), pacages et prairies.
La croix de Chapet est implantée au carrefour de cette route et du chemin menant au bourg. Quant à la croix du cimetière, elle a été érigée et gravée en 1629, peut-être dans le contexte des épidémies de peste qui ont sévi à Bordeaux dans la première moitié du XVIIe siècle.

### Période contemporaine
Après la guerre de cent ans, Cestas connait une période de prospérité qui voit l'implantation de vignes, de bois et de tuileries (actes en gascon de 1481). Mais les guerres de religion obligent de nombreux paysans à vendre leurs terres ; vers 1590, deux familles d'avocats au Parlement de Bordeaux s'installent l'une à Monsalut (Sieurs De Lange) et l'autre au Fourcq (Sieurs Dupuy). Vers 1620, deux Relais de Poste sont installés sur la route d'Espagne, l'un à Lestaules et l'autre au Putz (Puch). L'inventaire au décès du Maître de Poste de Lestaules Noël Taffart, en 1669, nous montre la diversité des activités liées au fonctionnement d'un de ces relais-auberges, et les retombées économiques pour l'agriculture locale : vignes, labours, troupeaux de moutons, ruches.
La vie économique et sociale des notables cestadais au XVIIe siècle est connue au travers du testament et des donations d'Arnaud Hosten, ancêtre de très nombreuses familles cestadaises, décédé le 16 août 1658.
En 1737, une pyramide est construite sur une motte pour pallier l'absence de clocher ou de lieu fixe dans cette zone, afin de servir de point de repère dans la triangulation de Cassini.

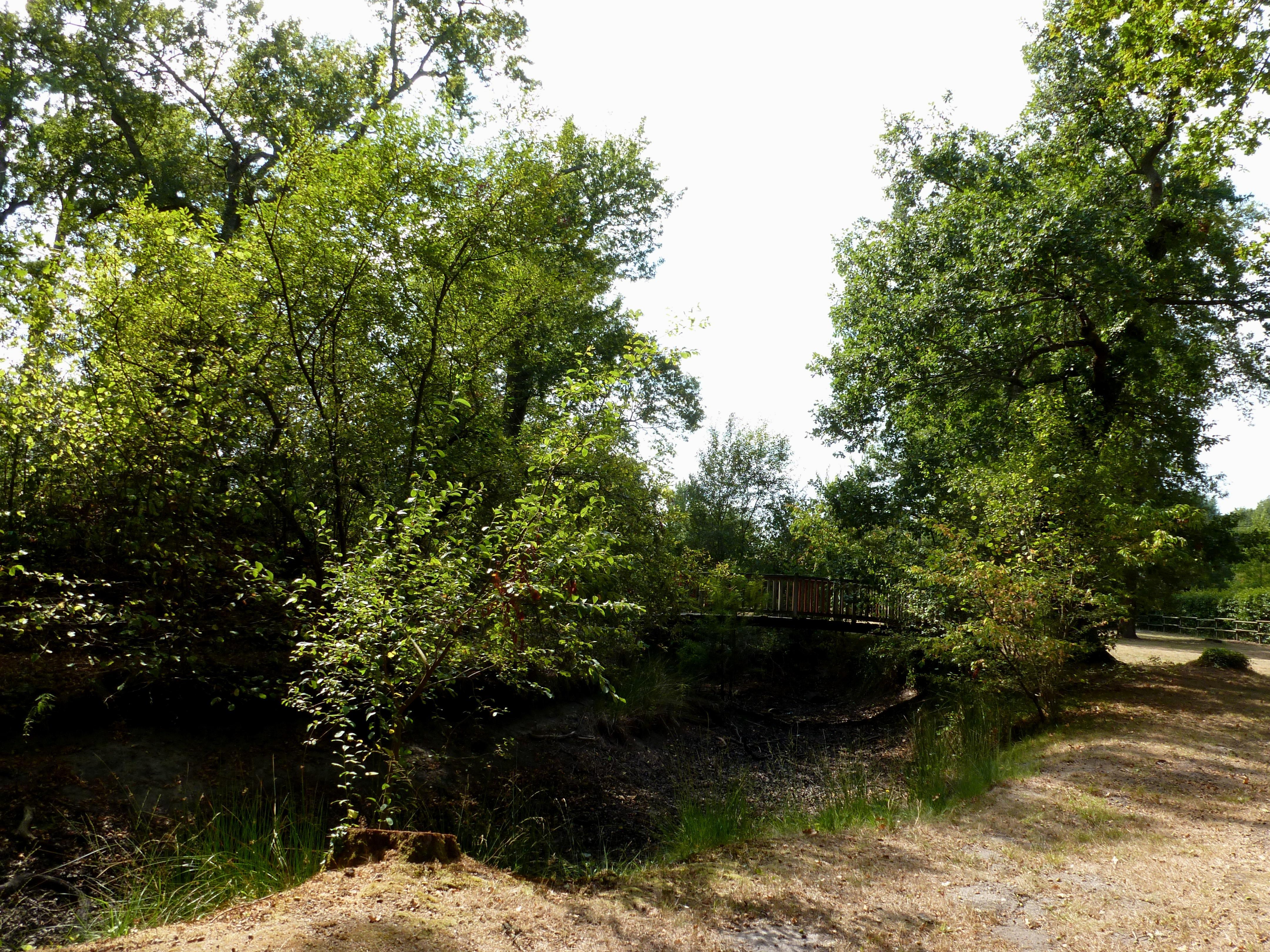
La motte du petit Bordeaux où était implantée la pyramide de Cassini.
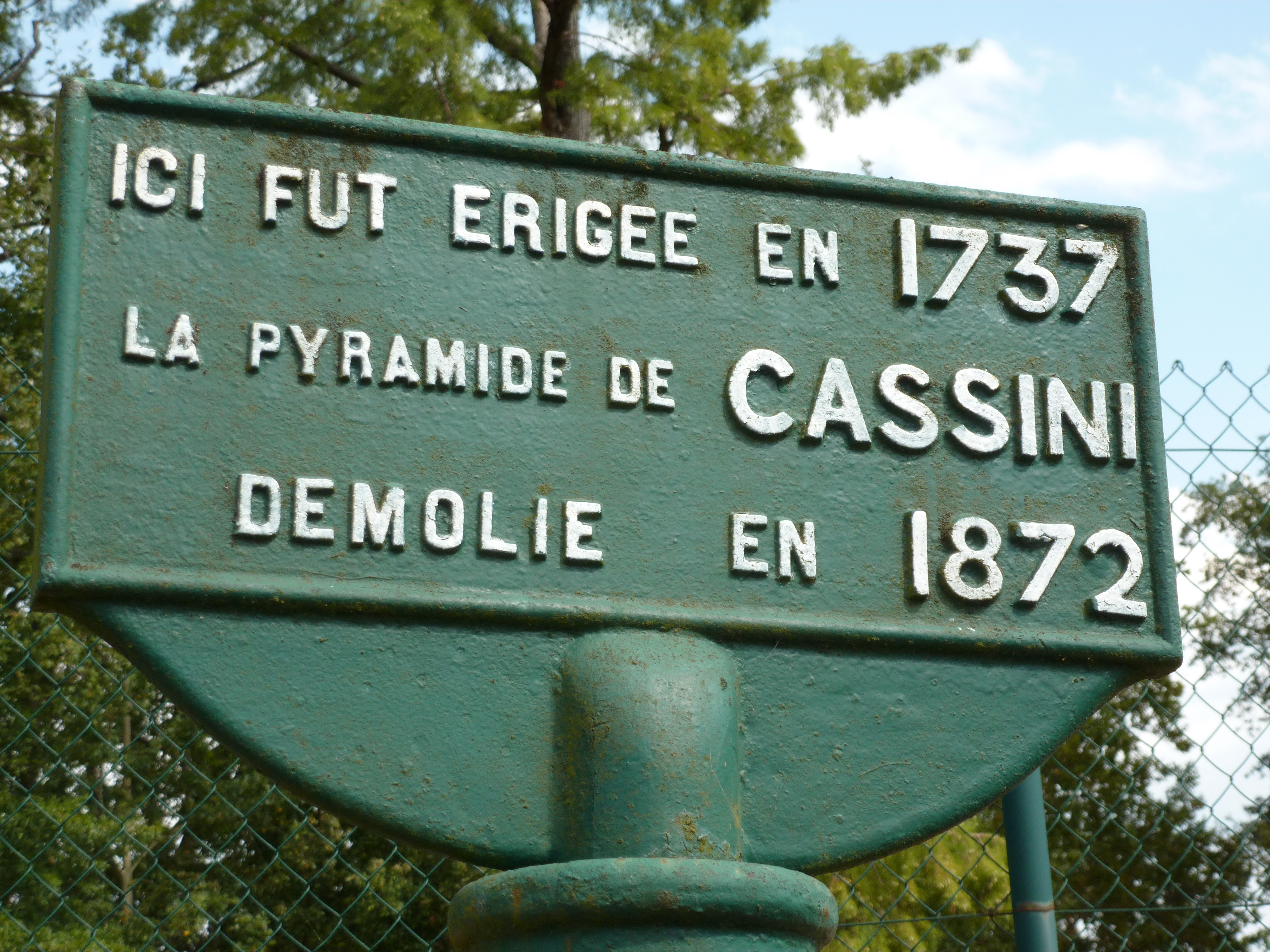
Le panneau signalant le site et la destruction de la pyramide.
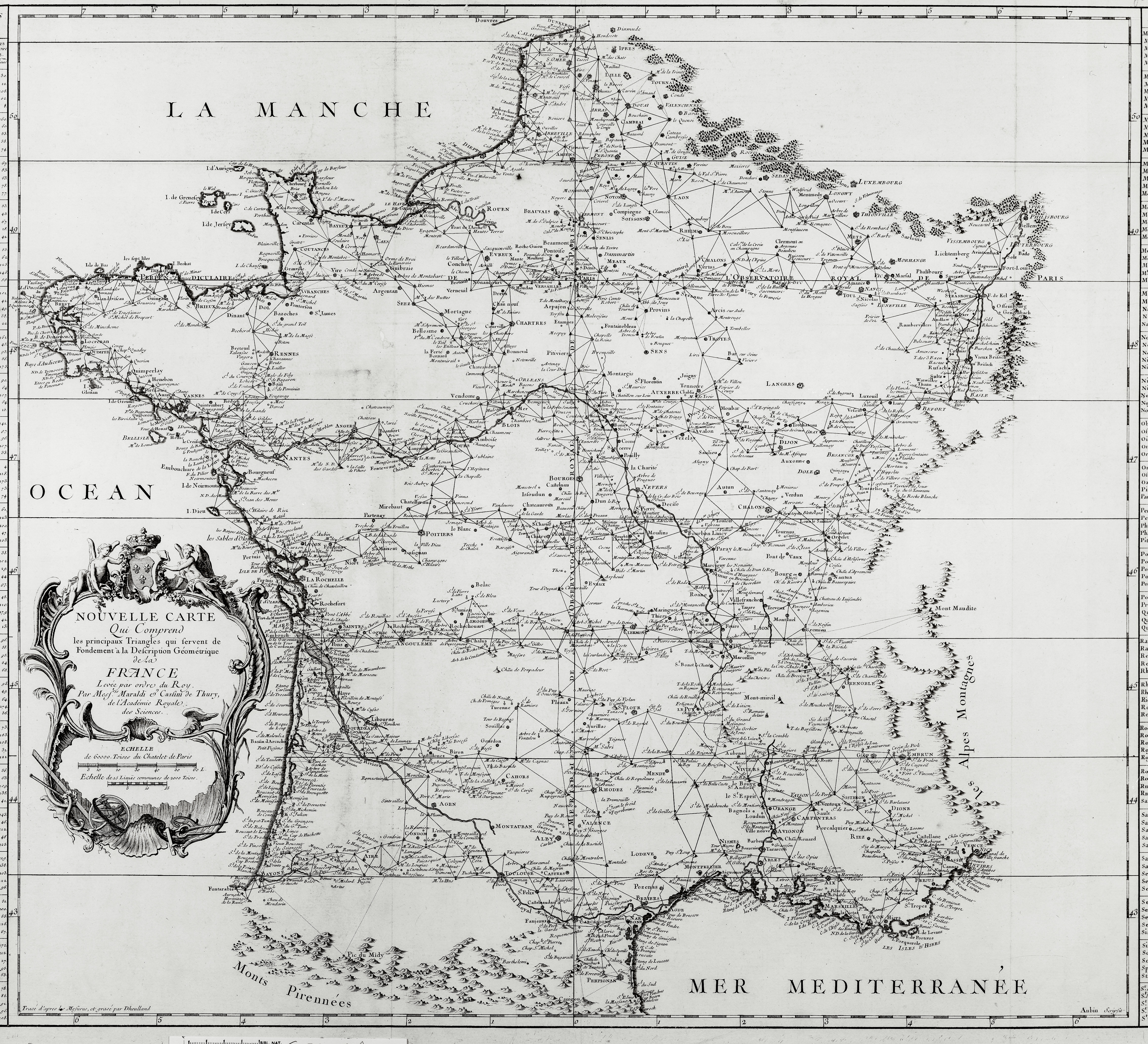
La carte de 1744 : P. de Bouliac du petit-Bourdeaux.
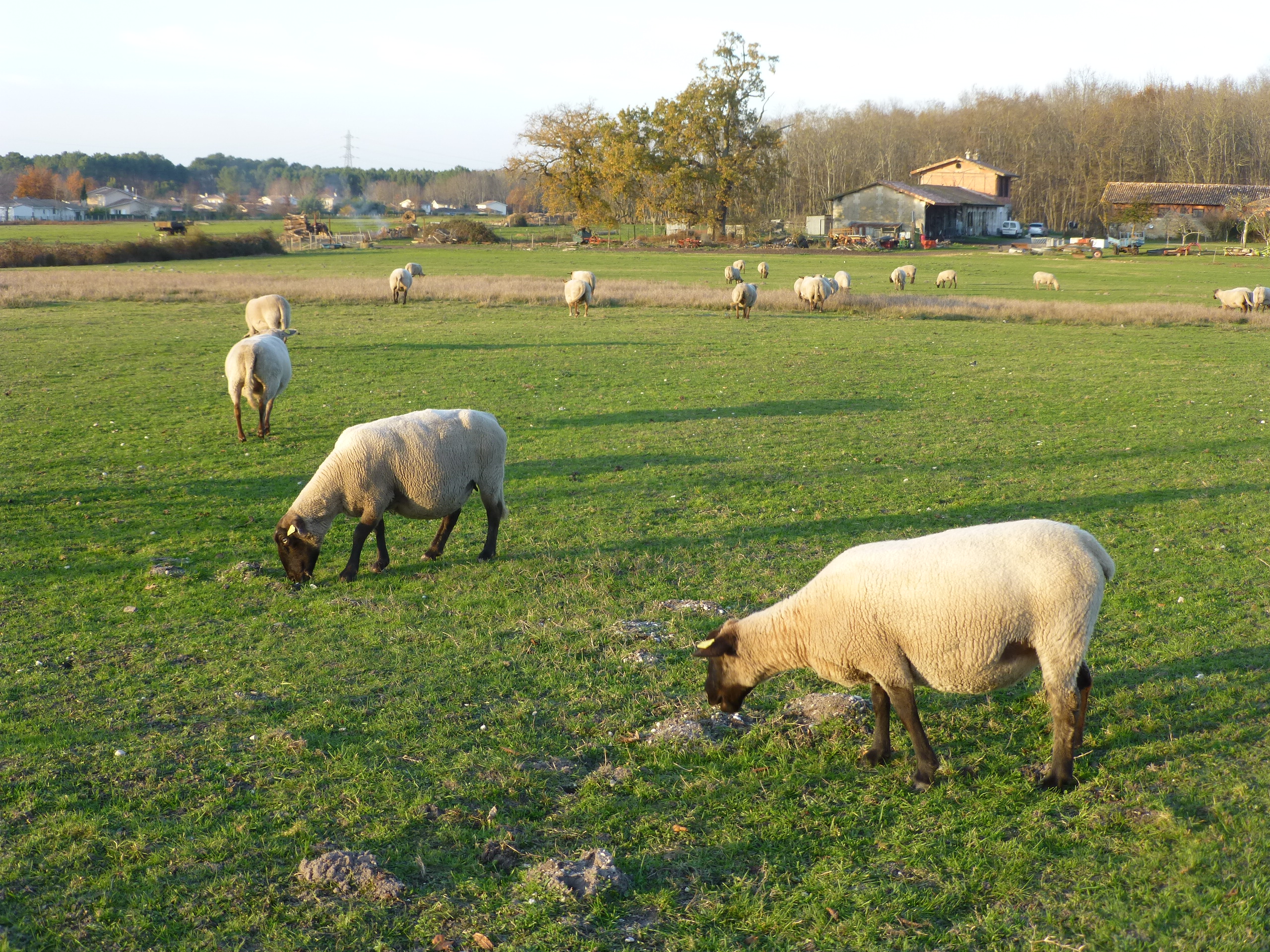
Des moutons et des brebis.

### AuXIXesiècle
À la Révolution, la paroisse Saint-André de Cestas forme la commune de Cestas.
Durant sa campagne vers l'Espagne, Napoléon Ier a dormi avec ses troupes dans la forêt de Cestas, au lieu-dit les Sources.
La gare de Gazinet-Cestas est ouverte le 7 mai 1841 par la Compagnie du chemin de fer de Bordeaux à La Teste. Les voies sont électrifiées en juin 1927.
Le recensement de 1911 signale, sur 871 professions, près de la moitié dans l'agriculture, 10 % dans les métiers de la forêt (bois et résine) et autant dans les entreprises et briqueteries ainsi qu'une vingtaine d'employés des chemins de fer du Midi. Il faut signaler également que 38 blanchisseuses reçoivent un salaire.

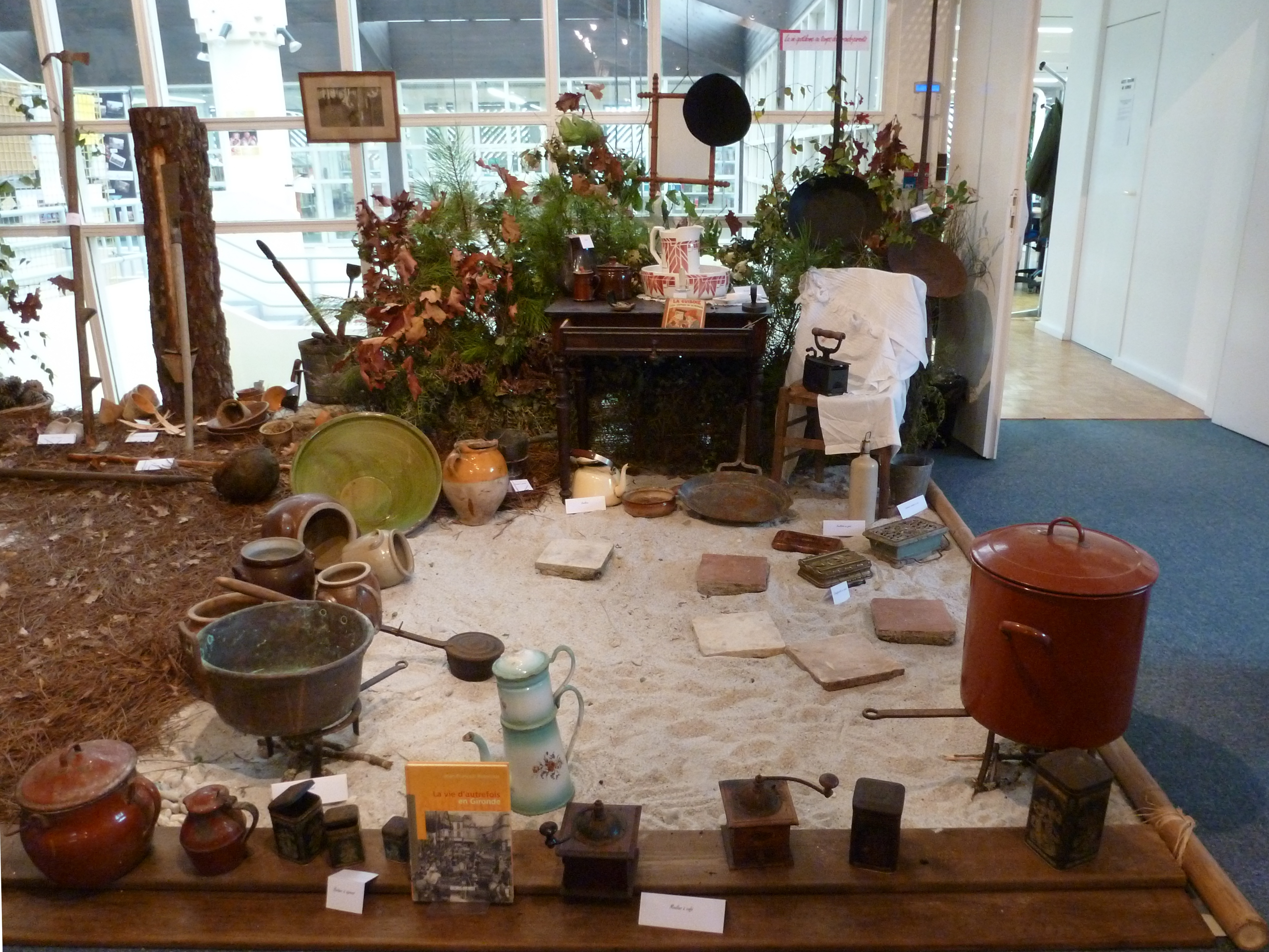
Le mobilier de la vie quotidienne d'antan à Cestas.
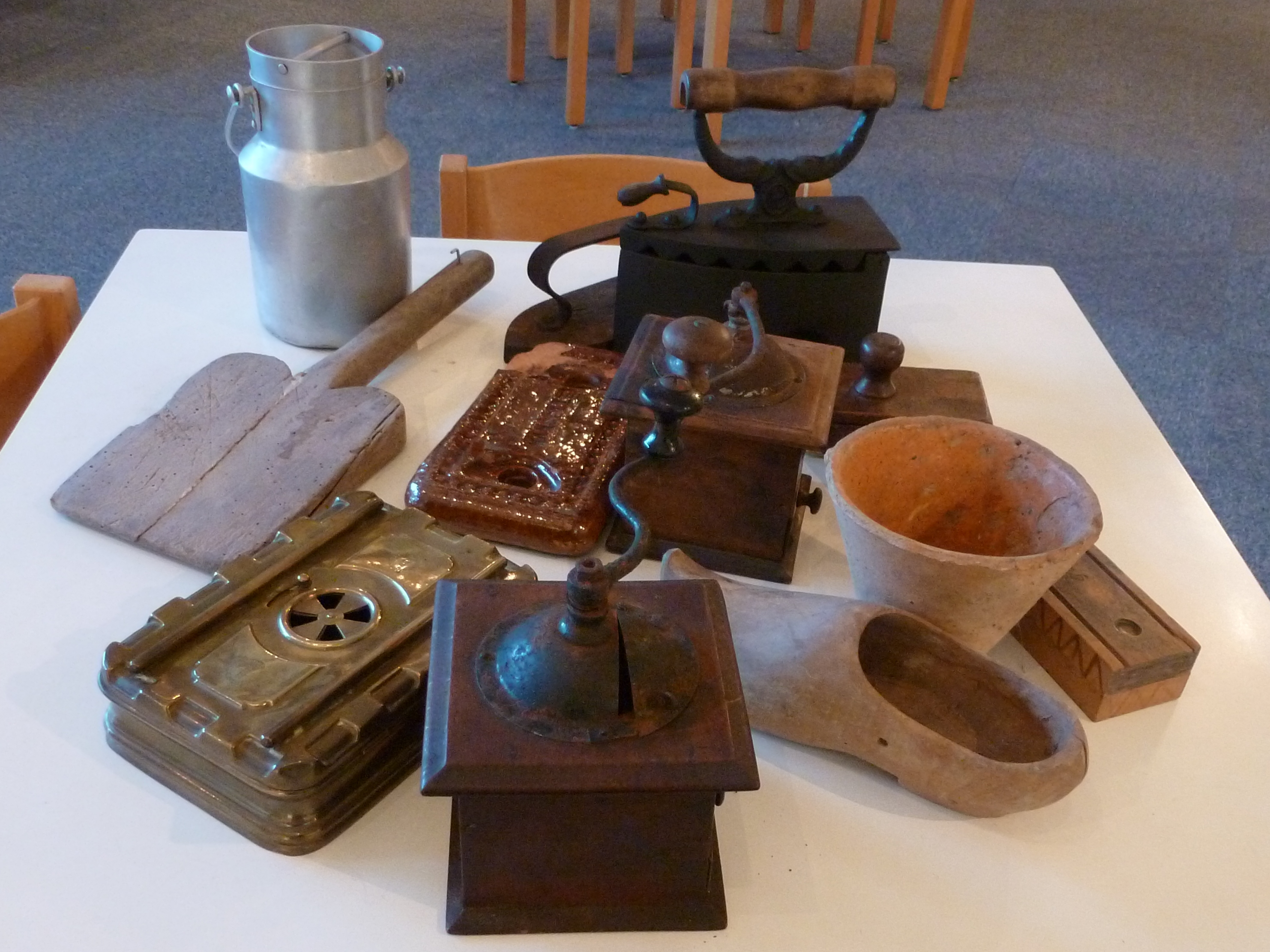
Des objets d'antan.
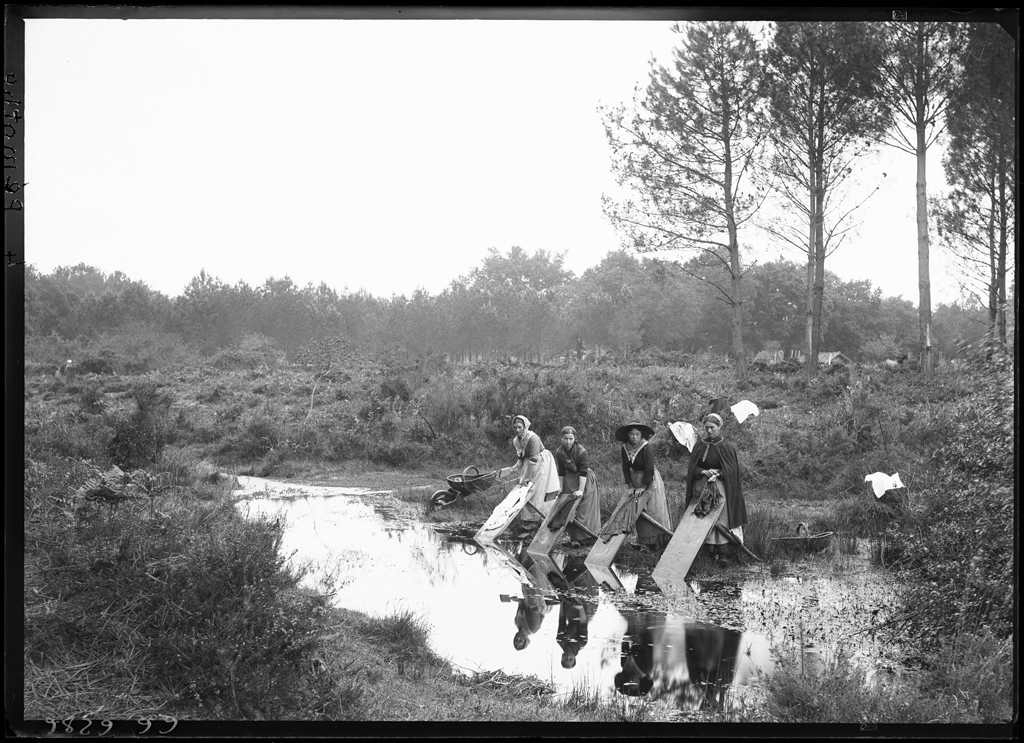
Les lavandières rinçant le linge au ruisseau (cliché Félix Arnaudin).
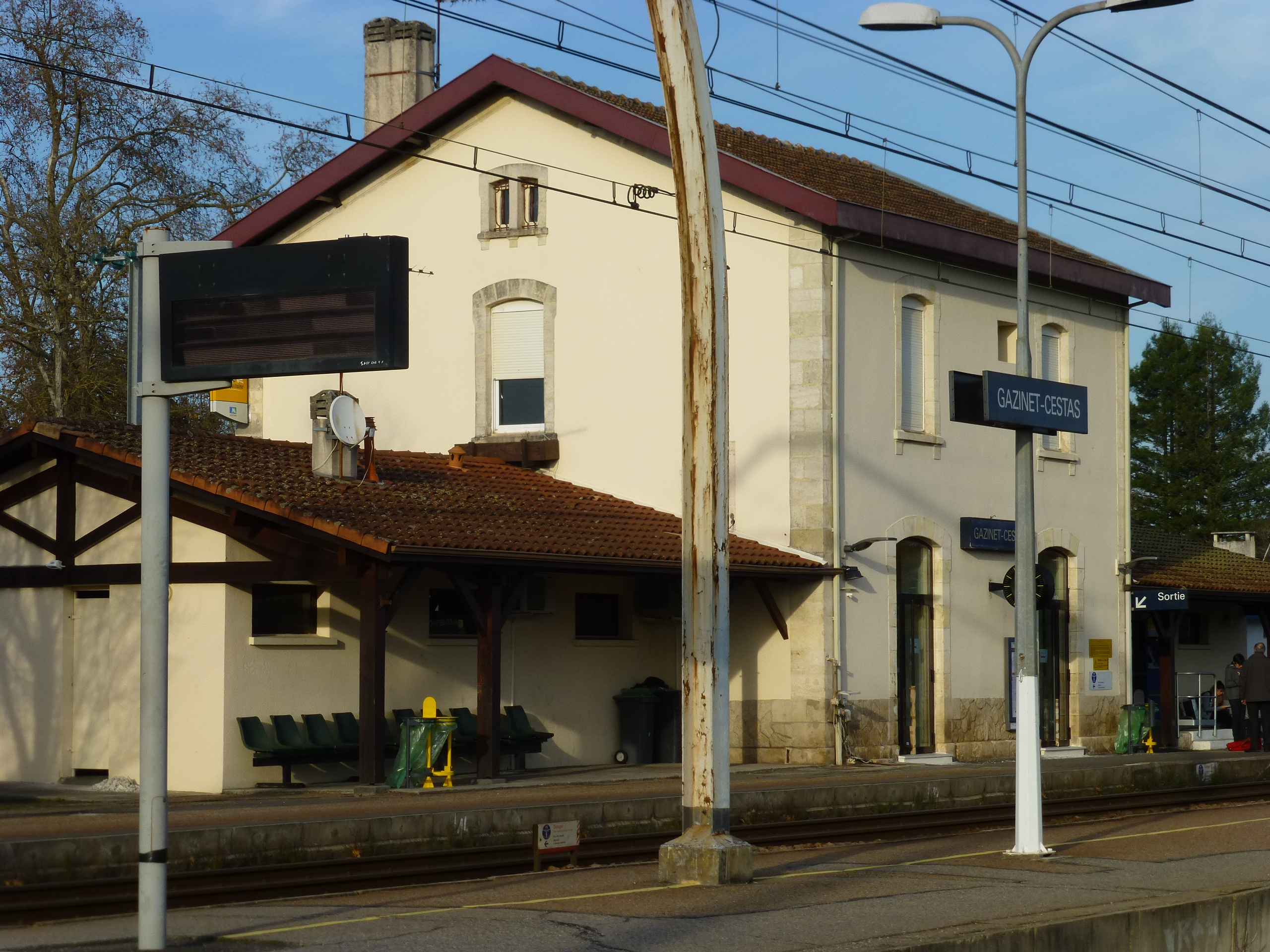
La gare de Gazinet-Cestas.
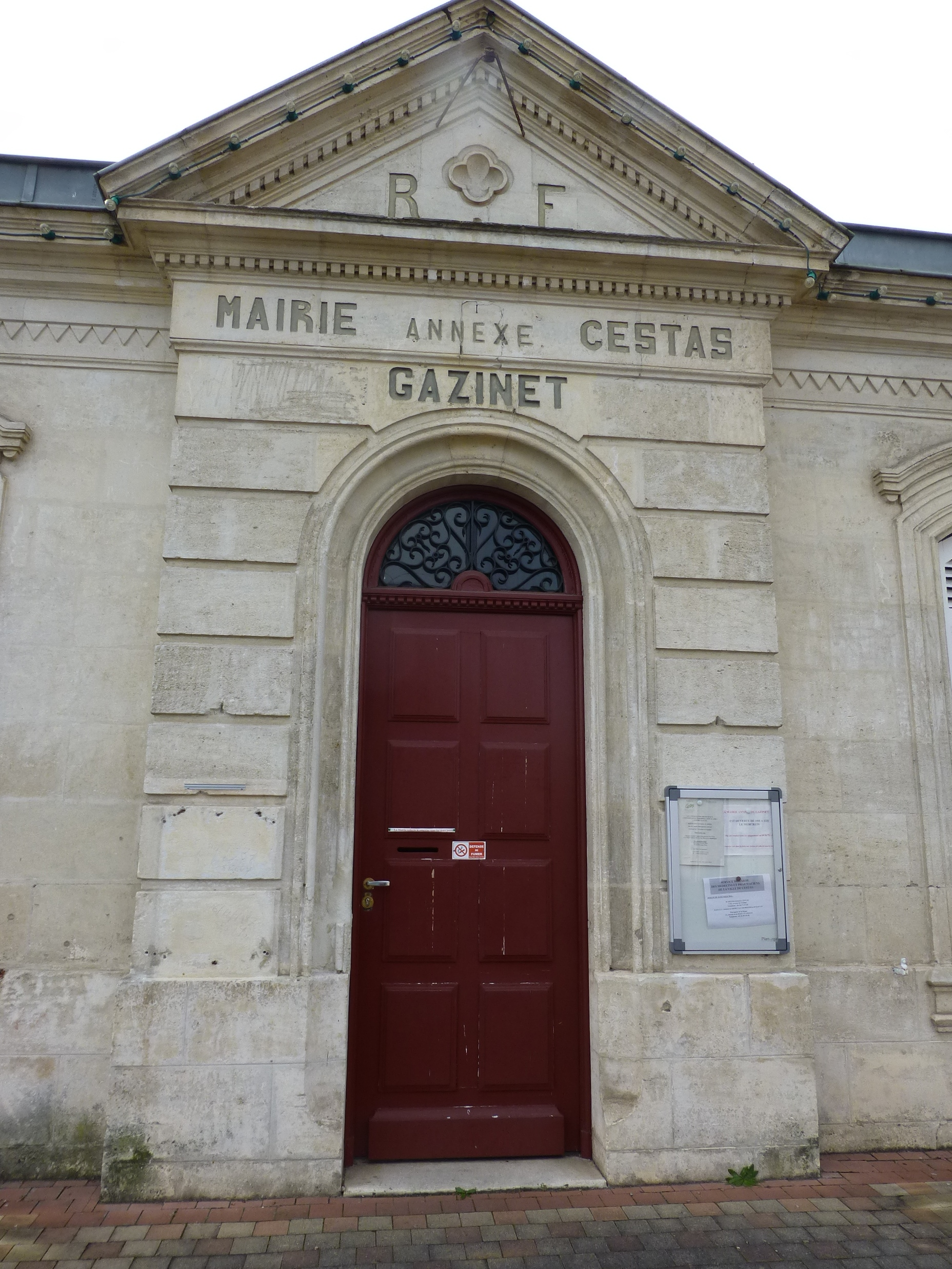
La mairie annexe de Gazinet.
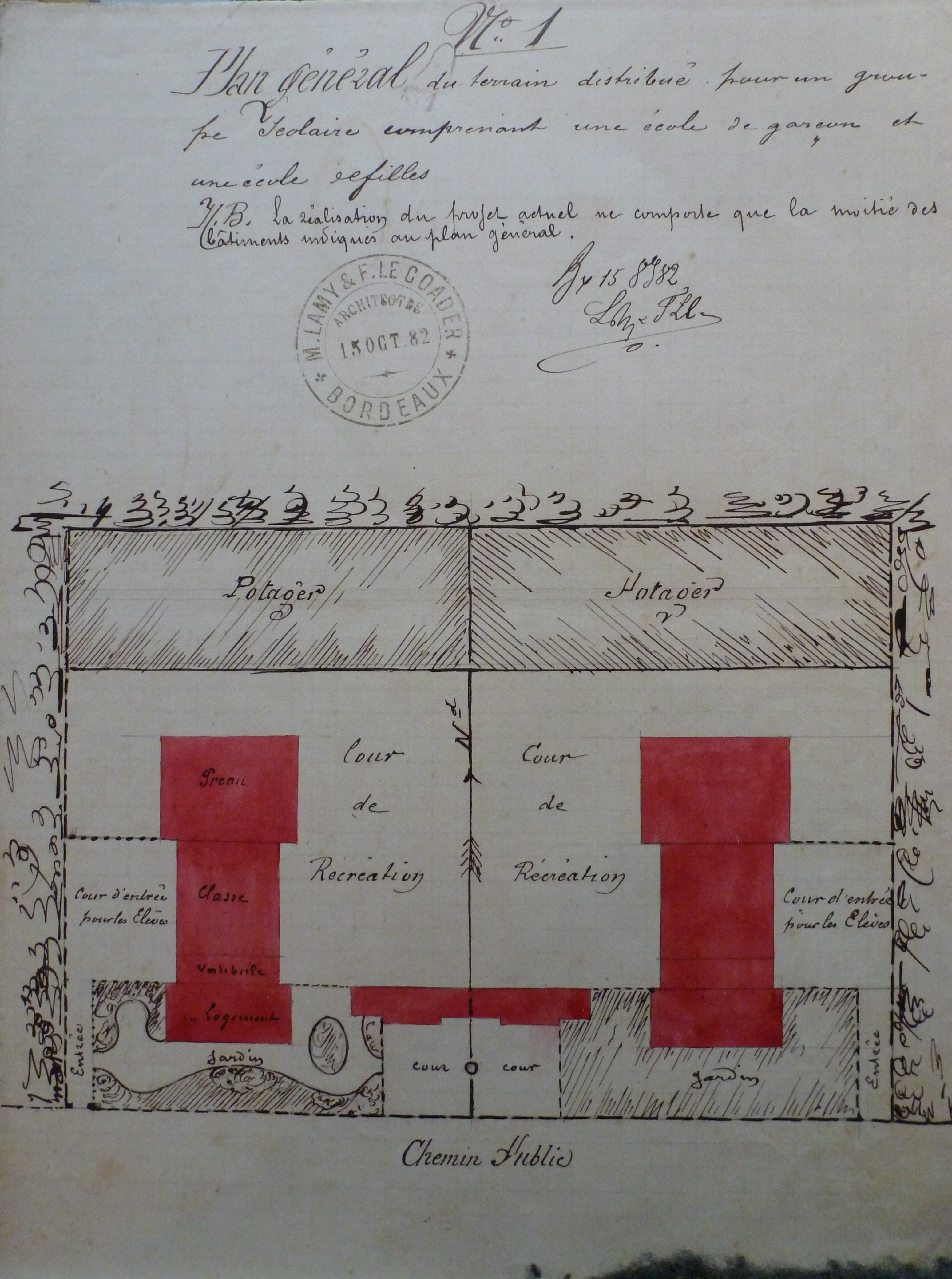
Le plan des écoles, 1882.

### XXesiècle
En 1829, L'Eau Bourde échappe de justesse à un achat par la ville de Bordeaux pour alimenter la fontaine de la place Dauphine en eau potable de qualité.
En été 1949, Cestas est ravagée par l'incendie de la forêt des Landes qui s’est étendu sur une grande partie de la Gironde. Le 20 août, 82 hommes sont tués, pompiers, militaires et habitants des communes touchées. Un monument leur est dédié.
En février 1969, Cestas connaît aussi la première prise d’otages médiatisée de France avec celui qu’on a nommé à l’époque le « forcené de Cestas ». Entre le 3 février et le 17 février 1969, un homme, André Fourquet, 38 ans, divorcé de sa femme, se barricade dans sa maison dans la ferme du Sayet à Gazinet avec ses deux enfants, Francis et Aline, âgés respectivement de 11 et 13 ans, Chantal l'aînée de 14 ans s'étant enfuie lorsque son père a prévenu qu'ils allaient tous mourir. L'homme refuse la décision de justice qui lui a retiré la garde des enfants en mai 1968, et les gendarmes sont déjà intervenus trois fois quand il a séquestré ses enfants. Alors que les forces de l'ordre encerclent la ferme, le gendarme mobile Jean-Lucien Carratala est tué d'une balle dans le cœur lorsqu'il se met à découvert. Les négociations se poursuivent néanmoins plusieurs jours. Finalement, quand les gendarmes donnent l'assaut avec deux half-tracks, Fourquet tue ses deux enfants d'une balle dans la tempe et se tire une balle dans la bouche. Lors des funérailles le 20 février, Micheline Berton ex-Fourquet, la mère des enfants, est prise à partie et manque être lynchée par une partie de la population qui la tient pour responsable du drame pour n'avoir pas voulu voir son ex-mari comme il le demandait lors du siège de la ferme du Sayet. Le film de Robert Enrico, Fait d'hiver, s’inspire directement de cette affaire. La fille ainée, Chantal Fourquet, seule survivante, a essayé de le faire interdire,.
En 1999 et 2009, Cestas est touchée par deux tempêtes : Lothar le 27 décembre 1999 et, dix ans plus tard, Klaus le 24 janvier 2009. Ces deux événements ont fait beaucoup de dégâts, heureusement non humains, mais beaucoup de pins tombèrent sur les routes, bloquant la circulation temporairement et provoquant de nombreuses coupures de courant.

## Politique et administration

### Découpage territorial
La commune se trouve dans l'arrondissement de Bordeaux du département de la  Gironde.

#### Commune et intercommunalités
La commune est membre de la communauté de communes Jalle Eau Bourde.

#### Circonscriptions administratives
La commune est rattachée au canton de Pessac-1.

#### Circonscriptions électorales
Pour l'élection des députés, la commune fait partie de la septième circonscription de la Gironde.

### Élections municipales et communautaires

#### Élections municipales de 2020
- Maire sortant : Pierre Ducout (PS)
- 33 sièges à pourvoir au conseil municipal (population légale 2017 : 16 922 habitants)
- 14 sièges à pourvoir au conseil communautaire (CC Jalle Eau Bourde)

|                                         | Pierre Ducout            | DVG                      | 4 463  | 74,29 | 29 | 12 |  |  |
| Liste d'Union et de Progrès pour Cestas |                          |                          | 4 463  | 74,29 | 29 | 12 |  |  |
|                                         | Frédéric Zgainski        | UC                       | 1 544  | 25,70 | 4  | 2  |  |  |
| Demain Cestas                           |                          |                          | 1 544  | 25,70 | 4  | 2  |  |  |
|                                         |                          |                          |        |       |    |    |  |  |
| Votes valides                           | Votes valides            | Votes valides            | 6 007  | 97,37 |    |    |  |  |
| Votes blancs                            | Votes blancs             | Votes blancs             | 94     | 1,52  |    |    |  |  |
| Votes nuls                              | Votes nuls               | Votes nuls               | 68     | 1,10  |    |    |  |  |
| Total                                   | Total                    | Total                    | 6 169  | 100   | 33 | 14 |  |  |
| Abstention                              | Abstention               | Abstention               | 7 911  | 56,19 |    |    |  |  |
| Inscrits / participation                | Inscrits / participation | Inscrits / participation | 14 080 | 43,81 |    |    |  |  |

### Jumelages
En 1982, Cestas et Reinheim, ont signé le serment de jumelage.
Quelque temps plus tard, fut créé le comité de jumelage qui assure depuis de nombreux échanges linguistiques et culturels chaque année entre les deux villes. Cependant, les échanges scolaires du collège Cantelande ont cessé dans les années 1990 car les écoles de Reinheim recevaient très peu de demandes d'apprentissage du français. Les échanges se firent alors avec Groß-Bieberau, ville voisine, jusqu'à l'automne 2006 où le nombre d'élèves a permis d'échanger à nouveau avec Reinheim.
En 2003, Cestas a fêté les 20 ans du jumelage avec Reinheim et, à cette occasion, à signer une charte d'amitié avec les trois autres villes jumelées à Reinheim :
- Fürstenwalde (Allemagne)
- Sanok (Pologne) depuis 2003
- Licata (Italie) depuis 2007

En octobre 2005, une conférence européenne a été organisée par le comité de jumelage de Cestas avec la participation des villes de Reinheim, Fürstenwalde, Sanok et Licata ainsi que Canéjan (la ville voisine de Cestas) et sa ville jumelle Poggio Mirteto (Italie).
| Ville | Ville     | Pays | Pays      | Période                    |
| ----- | --------- | ---- | --------- | -------------------------- |
|       | Licata    |      | Italie    | depuis 2007                |
|       | Reinheim, |      | Allemagne | depuis le 1er octobre 1982 |
|       | Sanok,    |      | Pologne   | depuis le 27 juin 2003     |

## Équipements et services publics

### Eau et déchets
Trois décharges à ciel ouvert ont, par le passé, été utilisées puis abandonnées : la ville s'est pourvue d'un centre de tri.

### Enseignement
La commune est située dans l'académie de Bordeaux et dépend, pour les vacances scolaires, de la zone A.
La commune administre cinq écoles maternelles et cinq écoles élémentaires situées à Réjouit, Bourg, Pierrettes, Maguiche et Parc et accueillant environ 1 300 élèves, et le collège Cantelande accueillant un peu plus de 800 élèves en demi-pension.
Ensuite, les lycéens vont soit au lycée des Graves à Gradignan, soit au lycée du Pape Clément à Pessac distants de plus ou moins dix kilomètres.

### Culture
La commune dispose : d'un cinéma disposant de deux salles le Cinéma Rex construit, dans les années 1980, par la municipalité et mis à disposition d'un exploitant ; de la halle du centre culturel ; de la halle polyvalente du Bouzet ; de la salle des fêtes de Réjouit ; de la salle des fêtes de Gazinet et d'une médiathèque.

## Population et société

### Démographie
Les habitants sont appelés les Cestadais.

#### Évolution démographique
L'évolution du nombre d'habitants est connue à travers les recensements de la population effectués dans la commune depuis 1793. Pour les communes de plus de 10 000 habitants les recensements ont lieu chaque année à la suite d'une enquête par sondage auprès d'un échantillon d'adresses représentant 8 % de leurs logements, contrairement aux autres communes qui ont un recensement réel tous les cinq ans,.

En 2022, la commune comptait 16 757 habitants, en évolution de −0,14 % par rapport à 2016 (Gironde : +6,91 %, France hors Mayotte : +2,11 %).
| 1793 | 1800 | 1806 | 1821 | 1831 | 1836 | 1841 | 1846 | 1851 |
| ---- | ---- | ---- | ---- | ---- | ---- | ---- | ---- | ---- |
| 700  | 529  | 437  | 739  | 865  | 815  | 935  | 959  | 965  |

| 1856  | 1861  | 1866  | 1872  | 1876  | 1881  | 1886  | 1891  | 1896  |
| ----- | ----- | ----- | ----- | ----- | ----- | ----- | ----- | ----- |
| 1 080 | 1 102 | 1 221 | 1 237 | 1 431 | 1 460 | 1 561 | 1 734 | 1 710 |

| 1901  | 1906  | 1911  | 1921  | 1926  | 1931  | 1936  | 1946  | 1954  |
| ----- | ----- | ----- | ----- | ----- | ----- | ----- | ----- | ----- |
| 1 762 | 1 872 | 1 916 | 1 974 | 1 842 | 2 021 | 1 920 | 1 915 | 2 302 |

| 1962  | 1968  | 1975  | 1982   | 1990   | 1999   | 2006   | 2011   | 2016   |
| ----- | ----- | ----- | ------ | ------ | ------ | ------ | ------ | ------ |
| 2 960 | 3 548 | 6 445 | 13 730 | 16 768 | 16 927 | 16 674 | 16 417 | 16 781 |

| 2021   | 2022   | - | - | - | - | - | - | - |
| ------ | ------ | - | - | - | - | - | - | - |
| 16 789 | 16 757 | - | - | - | - | - | - | - |

| selon la population municipale des années : | 1968 | 1975 | 1982 | 1990 | 1999 | 2006 | 2009 | 2013 |
| Rang de la commune dans le département      | 32   | 21   | 16   | 15   | 15   | 16   | 16   | 18   |
| Nombre de communes du département           | 548  | 543  | 543  | 542  | 542  | 542  | 542  | 542  |

### Sports et loisirs
C'est sur Gazinet que les premières activités sportives se sont structurées. En 1926, une équipe de football s'est montée, la Jeunesse sportive de Gazinet ; quatre ans plus tard les ouvriers de la scierie Duthil lancent un club de boule lyonnaise et Monsieur Arix crée le Sport Athlétique Gazinet (dit SAG) avec la section patin à roulettes et rink hockey dont l'équipe fut championne de France de première division en 1936, en 1947, en 1951 et en 1953. La piste d'entraînement, construite sur un terrain donné par le grand-père de Sophie Davant, était à ciel ouvert. En 1933, une équipe de tir à la carabine rejoint le SAG.
La deuxième section du SAG est le basket-ball : le second grand-père de Sophie Davant, Monsieur Subrenat, nommé en 1956 directeur de l'école de garçons de Gazinet, apporte dans ses bagages un panier de basket et l'accroche à un acacia dans la cour de l'école à la bonne hauteur pour des enfants de 13-14 ans : il est le précurseur du mini-basket en France.
La troisième section importante est celle du judo, créée en 1968 : elle s'entraîne dans la chapelle de Gazinet, qui ne servait plus au culte depuis 1964.
Le 26 novembre 1969, sous l'impulsion de Messieurs Vallée et Subrenat, le SAG devient SAGC, c'est-à-dire Sport athlétique Gazinet-Cestas. La commune se dote, tout près du collège, d'un grand complexe sportif, celui du Bouzet, qui héberge l'association : il y a une piscine (25 m), plusieurs terrains de football (naturel et synthétique), des terrains de rugby, un dojo, plusieurs terrains de basket-ball, une salle d'escalade, des salles de tennis de table (SAGCTT) et des terrains de tennis.
Le déplacement à vélo pour des raisons utilitaires ou de loisirs est encouragé par la présence de nombreuses pistes cyclables, entre le centre de Gazinet et le collège, et entre le centre du bourg et le collège notamment.

## Économie

### Revenus de la population et fiscalité
En 2010, le revenu fiscal médian par ménage était de 41 489 €, ce qui plaçait Cestas au 1 848e rang parmi les 31 525 communes de plus de 39 ménages en métropole.

### Agriculture

#### Agriculture traditionnelle jusqu'au partage de la lande
L'organisation du territoire se caractérise pendant plusieurs siècles, comme dans la plupart des villages landais, par la coexistence de vastes terres de parcours sans arbre inondées l'hiver et de plateaux drainés, cultivés ou boisés. L'économie locale repose dans cette zone connue sous le nom des Landes de Bourdeaux sur un système polycultural adapté à l'environnement naturel, les surplus (agneaux, bois, cire) sont apportés à la ville à pied ou avec des attelages.

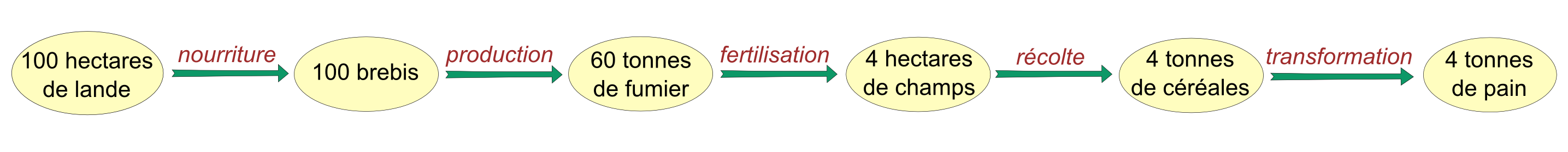
Schéma illustrant l'agro-pastoralisme landais

La technique de l'écobuage permettait l'exploitation de la lande que les pasteurs incendiaient au printemps, enrichissant ainsi le sol de cendres. L'élevage extensif des moutons occupait tous les plateaux. Dans les vallées, le long des nombreux ruisseaux, des prairies naturelles portant le nom de peloues leur offraient de l'herbe tendre et appétissante.
Le seigle et le millet, servant à faire le pain, étaient les seules cultures pratiquées mais les rendements étaient médiocres. Le millet sera remplacé par le maïs dans la deuxième moitié du XVIIIe siècle.
Sur les terres graveleuses, des vignes avaient été plantées : Cestas est classée paroisse vinicole sur une carte de 1714 et dix vignerons sont recensés comme propriétaires en 1758.
Sur la carte de Cassini de nombreux bois sont également cartographiés : il s'agit en majorité de chêne tauzin dont les branches liées en fagots sont vendues, très cher, à Bordeaux comme bois de chauffage, ainsi que de quelques pignadas entourés de fossés de drainage : en 1785, 650 journaux de landes sont affiévés à Jean-Baptiste Lamothe comprenant terres labourables et pignadas.

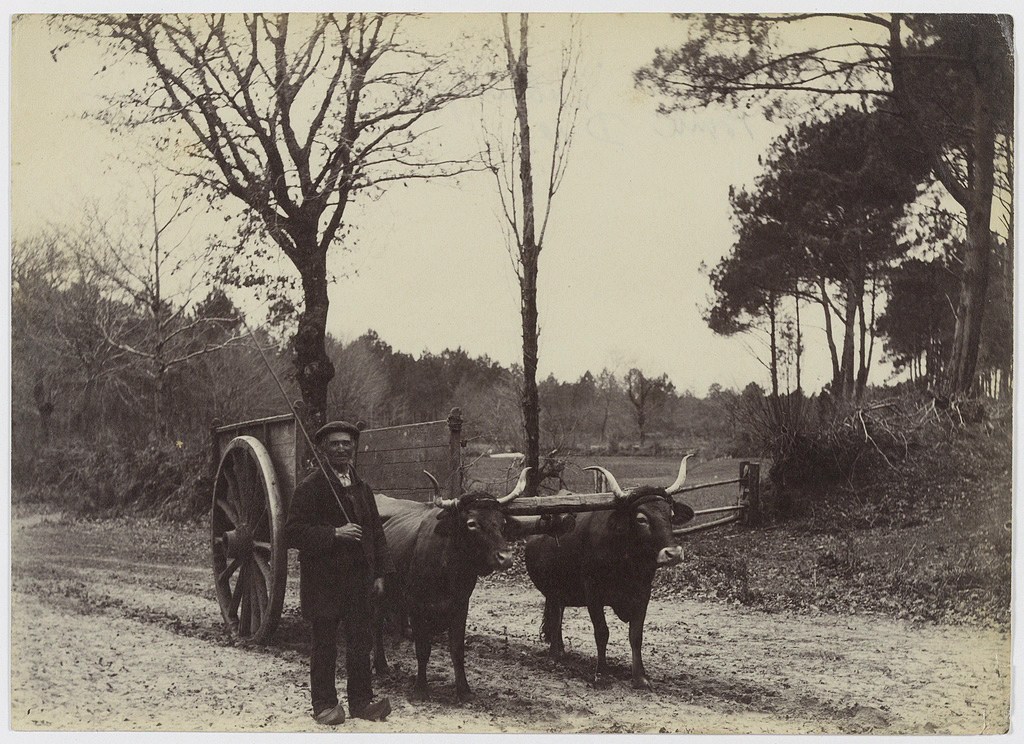
Un attelage traditionnel (Cliché Félix Arnaudin).
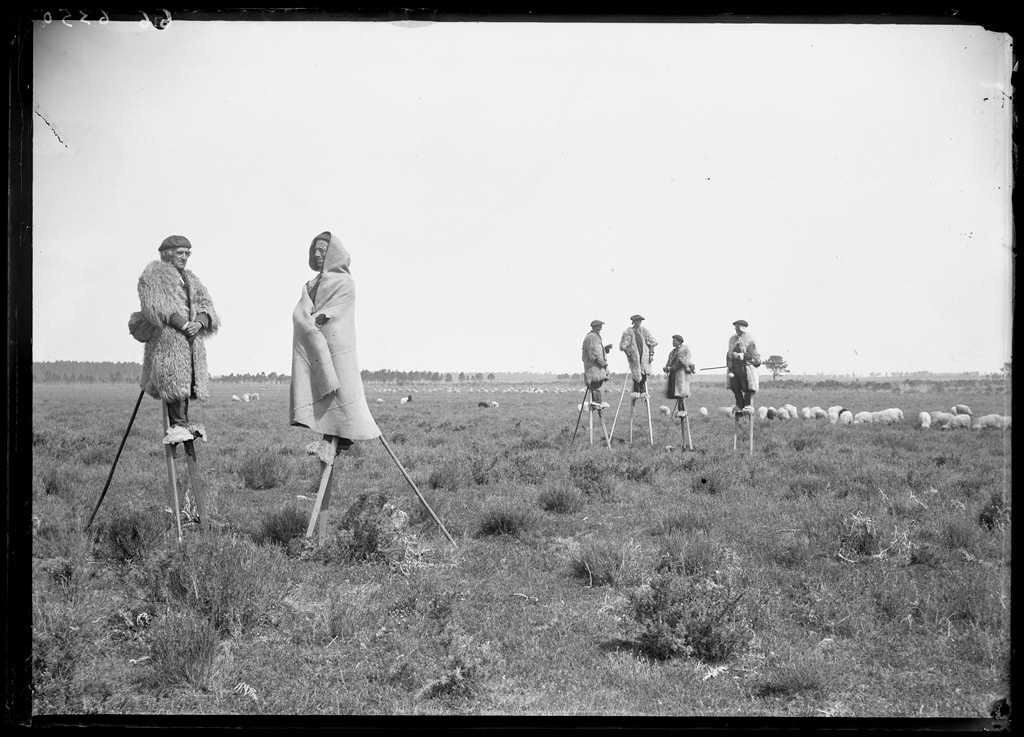
Des bergers dans la lande (Cliché Félix Arnaudin).

### Une révolution, le partage de la lande

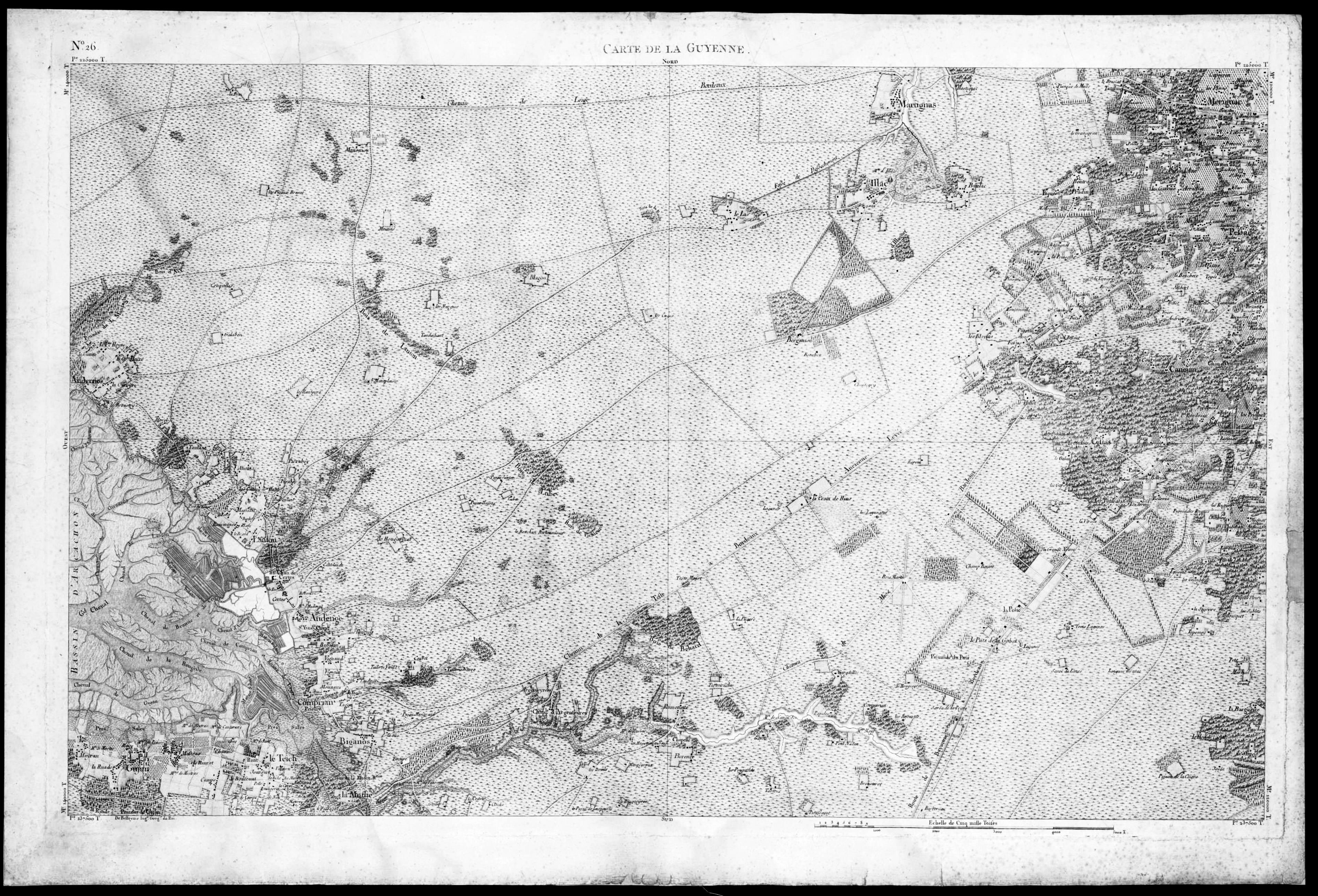
Cestas sur la carte de Belleyme en 1785.

En vingt ans, la quasi-totalité de la lande cestadaise est aliénée au profit de propriétaires bordelais comme en témoigne la carte de Belleyme. Les concessions pour ensemencement sont numérotées de 1 à 33 dans les registres de la Jurade.
À la suite de la déclaration royale du 13 août 1766, les terres incultes défrichées furent exemptées de taille et de dîme pendant 15 ans. Comme les accensements offraient plus de bénéfice que les redevances de pacage, les Seigneurs d'Ornon aliénèrent de plus en plus leurs vacants. Mais les bienfaits agricoles de ces accensements se firent au détriment des ressources des habitants, fournies jusque-là par les vacants.
Après la Nuit du 4 août 1789...
Les premières statistiques du relevé cadastral de 1810 indiquent pour les terres labourables une superficie de 371 ha 76 a (soit environ 4 % de la superficie totale) ainsi que 15 ha de jardins.
Un siècle plus tard, Cestas est devenue une commune forestière : la surface utilisée pour les pins est passée de 965 ha en 1851 à 1 842 ha en 1926. La population liée à cette activité a doublé : 77 résiniers sont actifs en 1926 mais il n'y a plus ni vigneron ni pasteur. De nombreux étrangers sont employés, pour moitié des espagnols. Les produits résineux se vendent bien au point que l'on parle de l'arbre d'or, le bois a de nombreux débouchés : poteaux de mines ou de lignes télégraphiques, échalas pour les vignes ou caisses pour les bouteilles de vin et les primeurs, et naturellement bois d’œuvre.

### Économie contemporaine
La proximité de l'autoroute A63 (Bordeaux-Hendaye) est un atout pour l'économie de la ville. La commune est desservie par les accès no 25, dit de Cestas centre, et no 24, dit de Toctoucau / Le Barp. Les centrales d'achat de E.Leclerc, et la société Antalis s'y sont déjà installées depuis longtemps, et Carrefour, Décathlon et Cdiscount ont rejoint la commune avec trois hangars immenses pour un total de 100 000 m2. Solectron y fut présente (rachetée et fermée en 2007 par Flextronics). Un centre de tri du courrier de La Poste a également été installé en 2008, très mécanisé.
Les principales zones d'activités économiques sont distribuées le long de la voie-ferrée Bordeaux-Arcachon et de l'autoroute : le cadre de vie local reste ainsi préservé, à distance de ces grandes infrastructures fournissant de l'emploi local ; les axes servent de desserte, régulièrement saturée, aux travailleurs extérieurs matin et soir.
Il y a en 2015, 900 entreprises réparties sur cinq zones d'activité :  
1. La zone industrielle de Marticot (nouvelles technologies, activités de pointe (Bordeaux Productic, Strycker, Lectra...))
2. Les zones d'activité Auguste I, II, III, IV, V et zone d'activité de Toctoucau (Scaso, Sucre d'Aquitaine, Agri33...)
3. Dans le cadre des compétences de la communauté de communes : zones d'activité Jarry, la Briquetterie, le Courneau et Pot au Pin.

En 1974, l'ancienne unité béglaise de l'Alsacienne[réf. nécessaire] créée en 1880 s'installe à Gazinet sous le nom de LU[pas clair] : elle compte pour 30 % dans la production de Céraliment.

## Culture locale et patrimoine

### Lieux et monuments

#### Monument historique
- Le château Haussmann. Le baron Haussmann, grand architecte réputé pour la création des avenues de Paris et de Bordeaux avait une propriété à Cestas. Celle-ci est située à moins d'un kilomètre du bourg. Il venait s'y reposer et chasser. Ce château appartenait en réalité à sa femme, Mlle de la Harpe. Il était moderne puisqu'en 1860, il y avait déjà l'eau courante. Ce château est maintenant privé et n'est pas visitable (mis à part quelques scolaires). Il a été inscrit au titre des monuments historiques en 1975 et 1989[96].

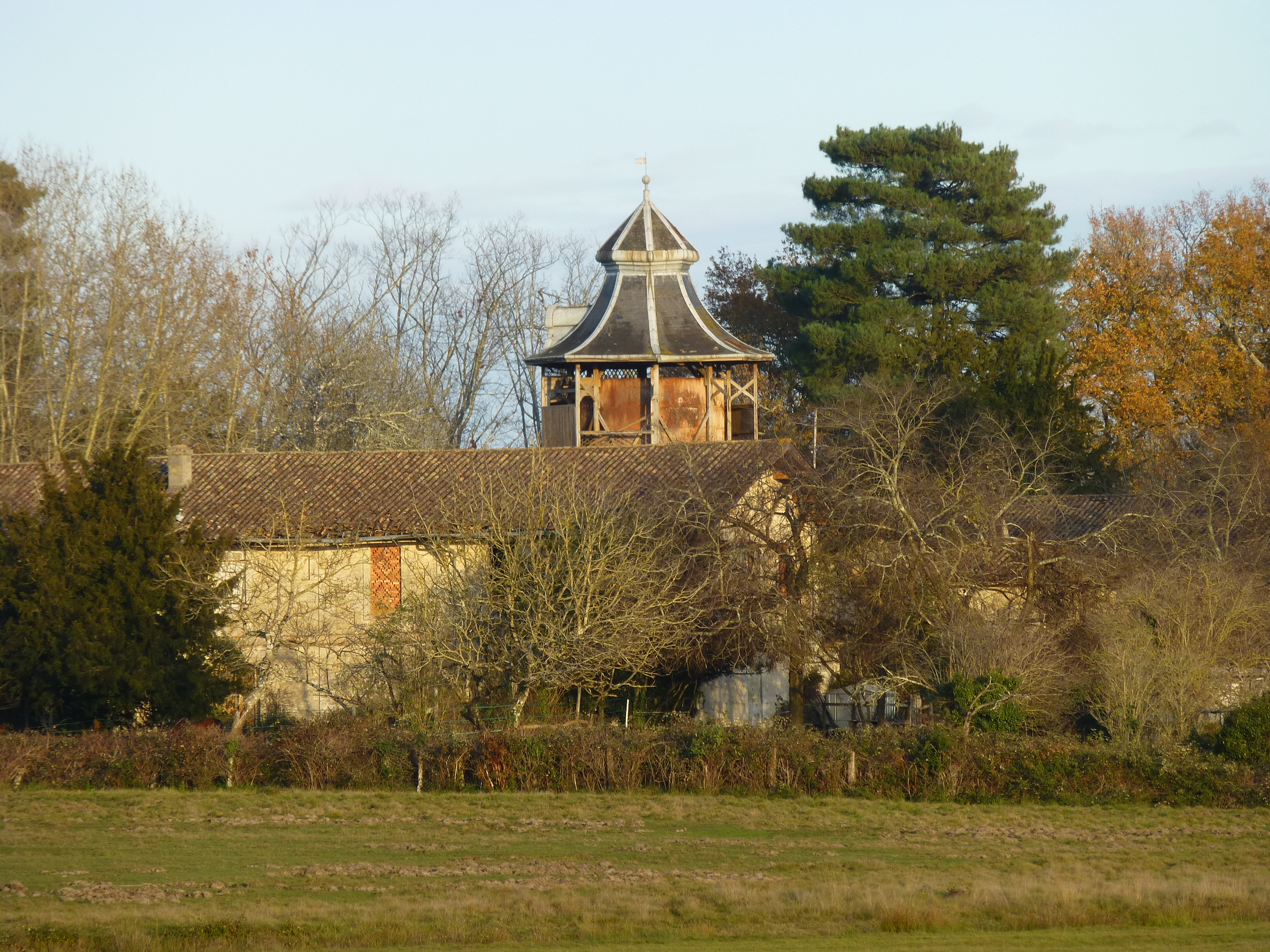
Les bâtiments visibles depuis la route.
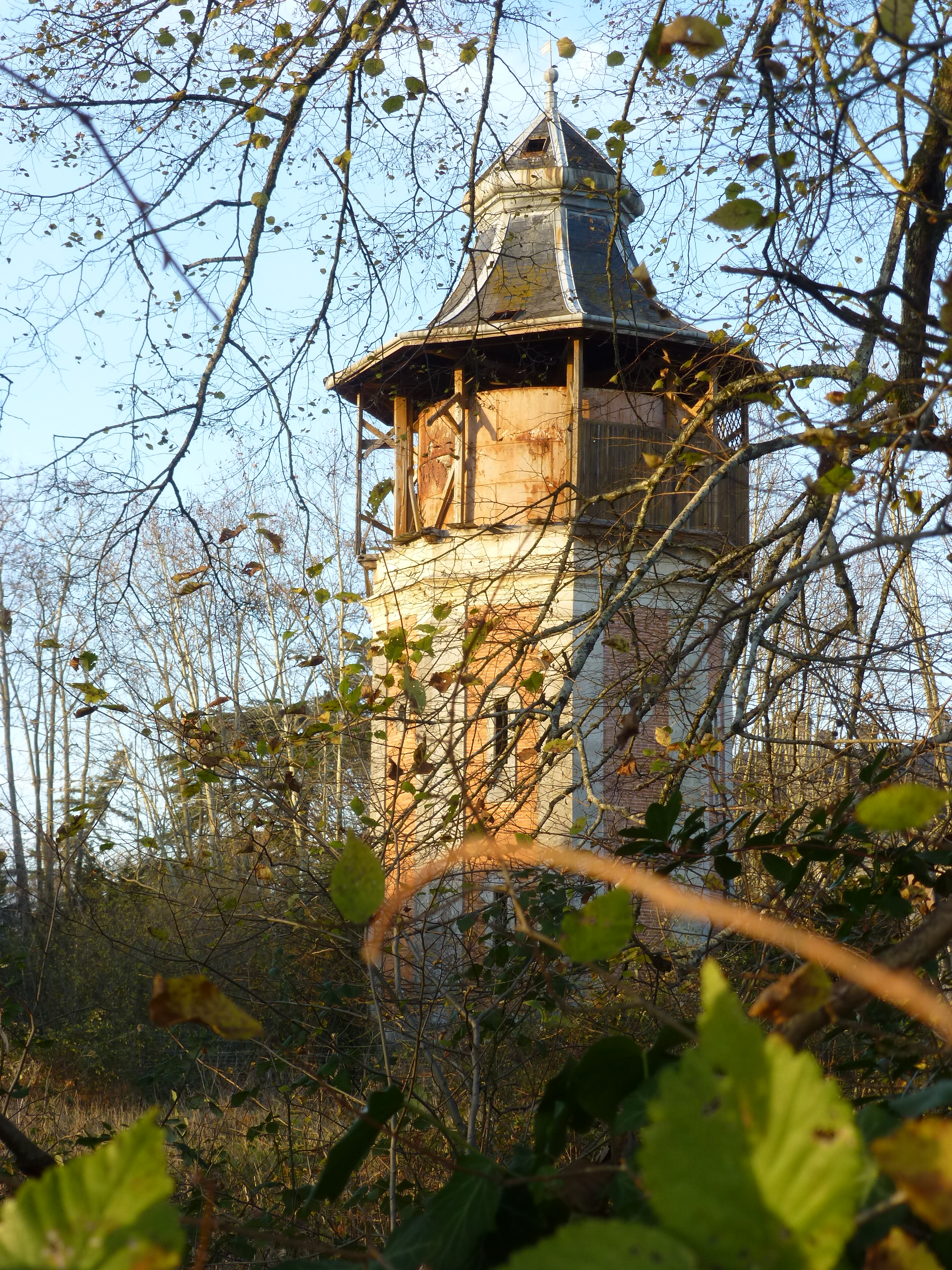
Le château d'eau, en ruines.

#### Autres lieux et monuments
- L'église Saint-André de Cestas

De l’église romane primitive, il reste un dessin daté de 1744 montrant une implantation surplombant le ruisseau de l’Eau Bourde, une description de l'abbé Jaubert dans sa Dissertation sur un temple octogone et sur plusieurs bas-reliefs trouvés à Sestos et un plan de 1871 dressé avant sa démolition. La surface au sol était de 177 m2. Cinq bas-reliefs encadrant le porche ont été conservés et enchâssés dans le mur extérieur de l’abside de l’église actuelle.
À la suite des grandes épidémies de peste, l’église fut dédiée à saint André. Une confrérie s’étant alors constituée, une statue de saint Roch fut donnée à l’église au XVIIe siècle en remerciement par les Cestadais lors d’une épidémie de peste ovine (statue restaurée en 1995 et actuellement dans l'église).
En 1871, l'édifice, jugé trop petit, n'est pas agrandi, mais démoli. La construction de l'église nouvelle (1873) est adjugée au rabais au sieur Goyetes ; elle est achevée en 1875-76.
En 1911, un incendie détruit une partie de l’intérieur et les objets du culte. L’église est remise en état en 1912.
En 1982, le Père Étienne Damoran étant curé, la mairie et la paroisse décident de restaurer les trois nefs et d’agrandir l’église. Cet agrandissement, résolument moderne, sera ajouté à la nef gauche de l’église. Les vieilles portes en bois du portail sont supprimées et remplacées par des portes en verre. Christian Lacrampe est chargé par le maire du suivi des travaux avec l’architecte Michel Sadirac.
La décoration intérieure n’utilise que le bois et le bronze. Les sculptures sont de François Caldéron et Gérard Auliac. Les personnages des vitraux originels de la partie gauche de l’église, du XIXe siècle, sont intégrés après restauration dans les vitraux modernes assemblés au plomb à l’ancienne. Jacques Fonmarty a signé ces vitraux aux frais de la paroisse. En 1989, l’orgue, à bout de souffle, est remplacé par un instrument réalisé par Yves Sévère et inauguré en 1990.

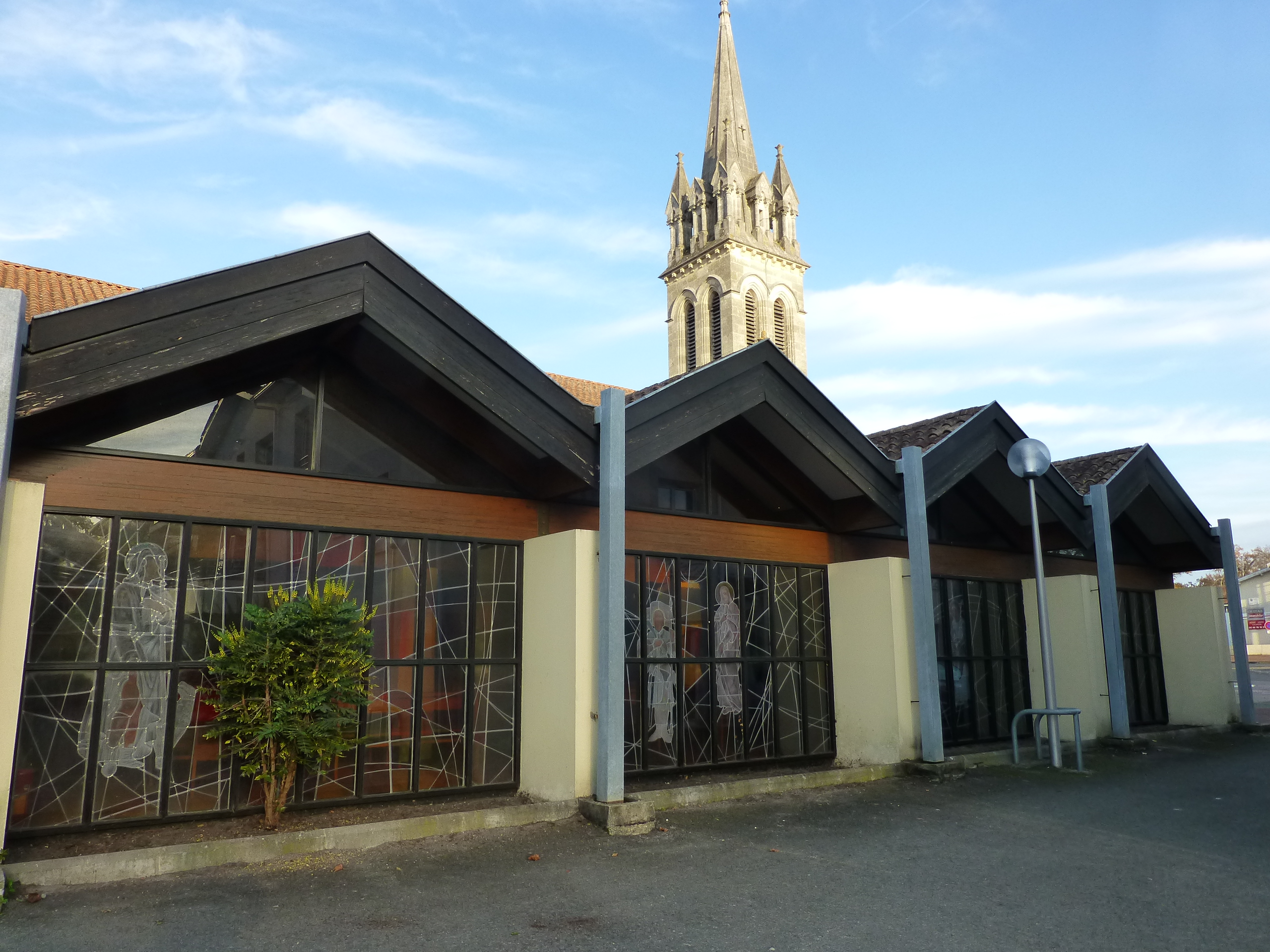
L'aile sud moderne.
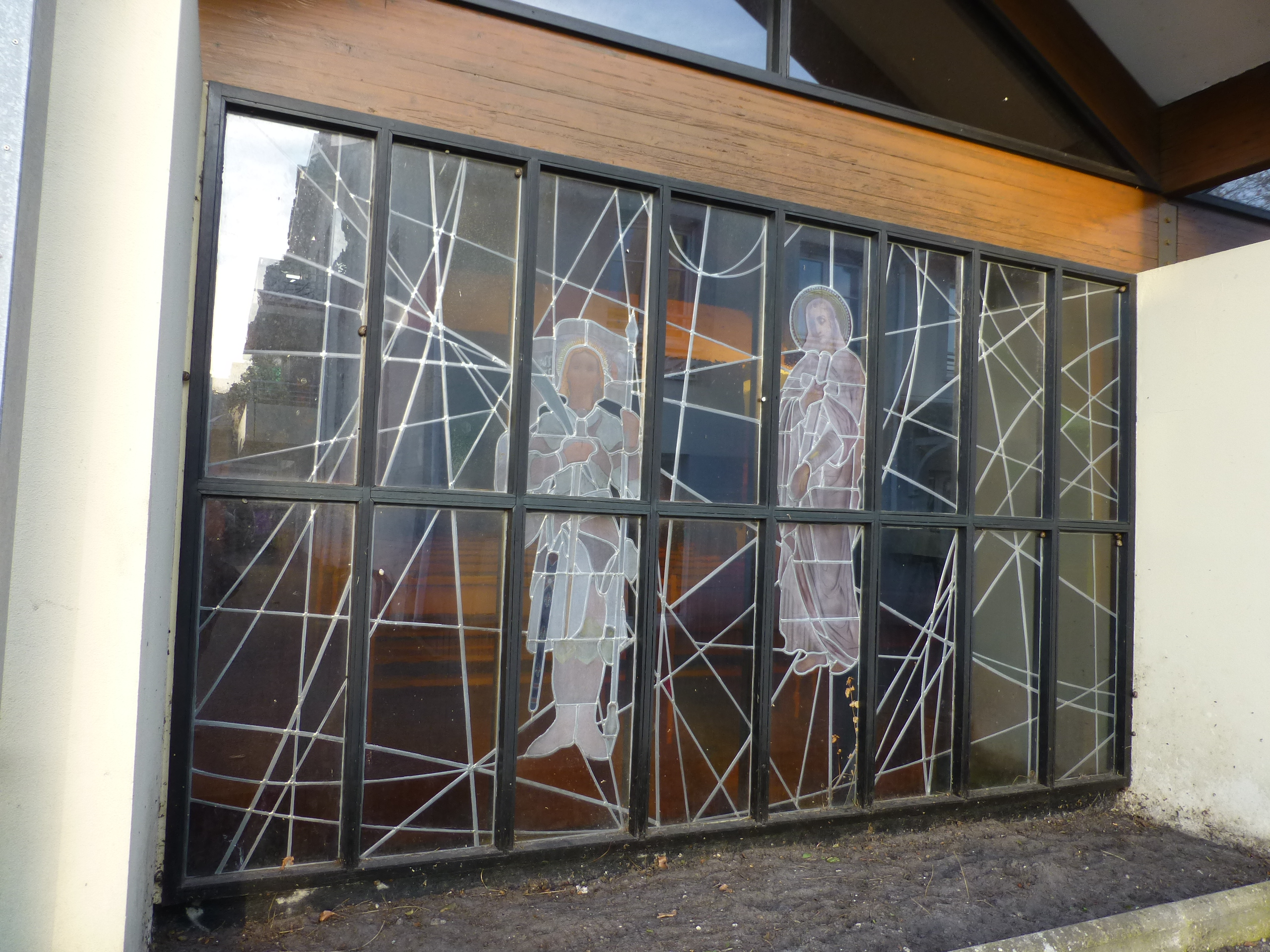
Le vitrail moderne avec insertion de deux anciens.
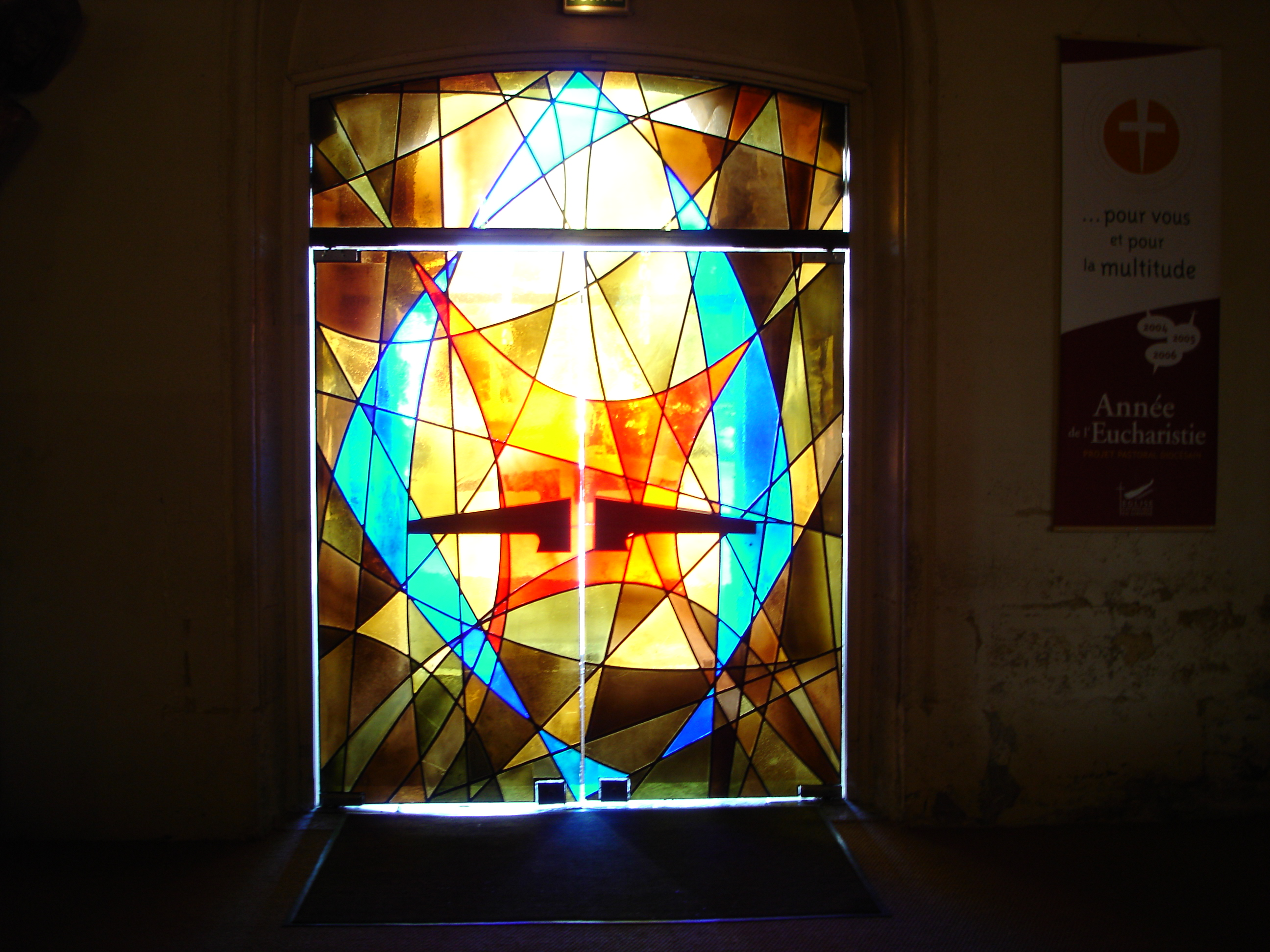
Les vitraux de la porte d'entrée.
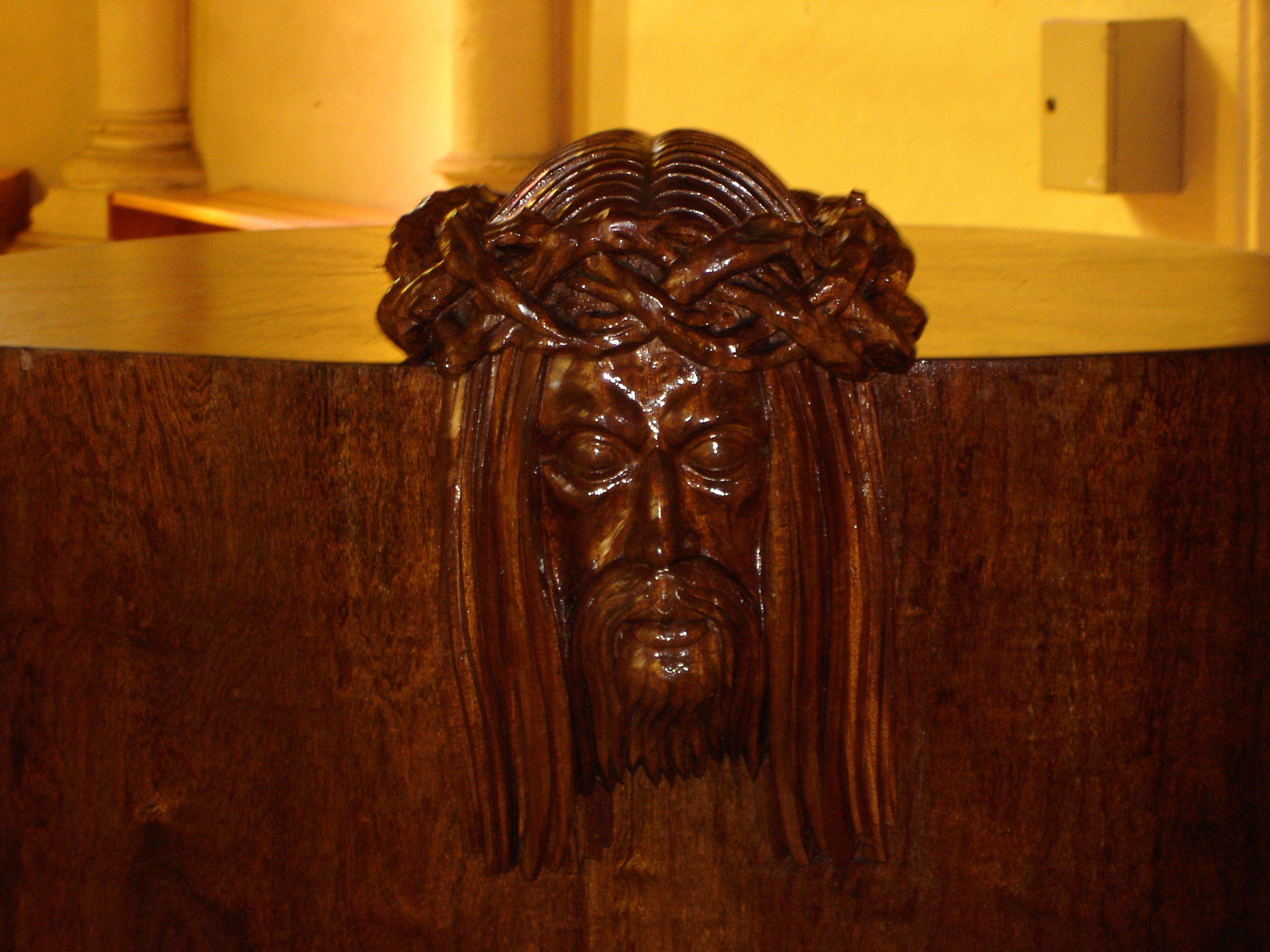
Le détail de l'autel.
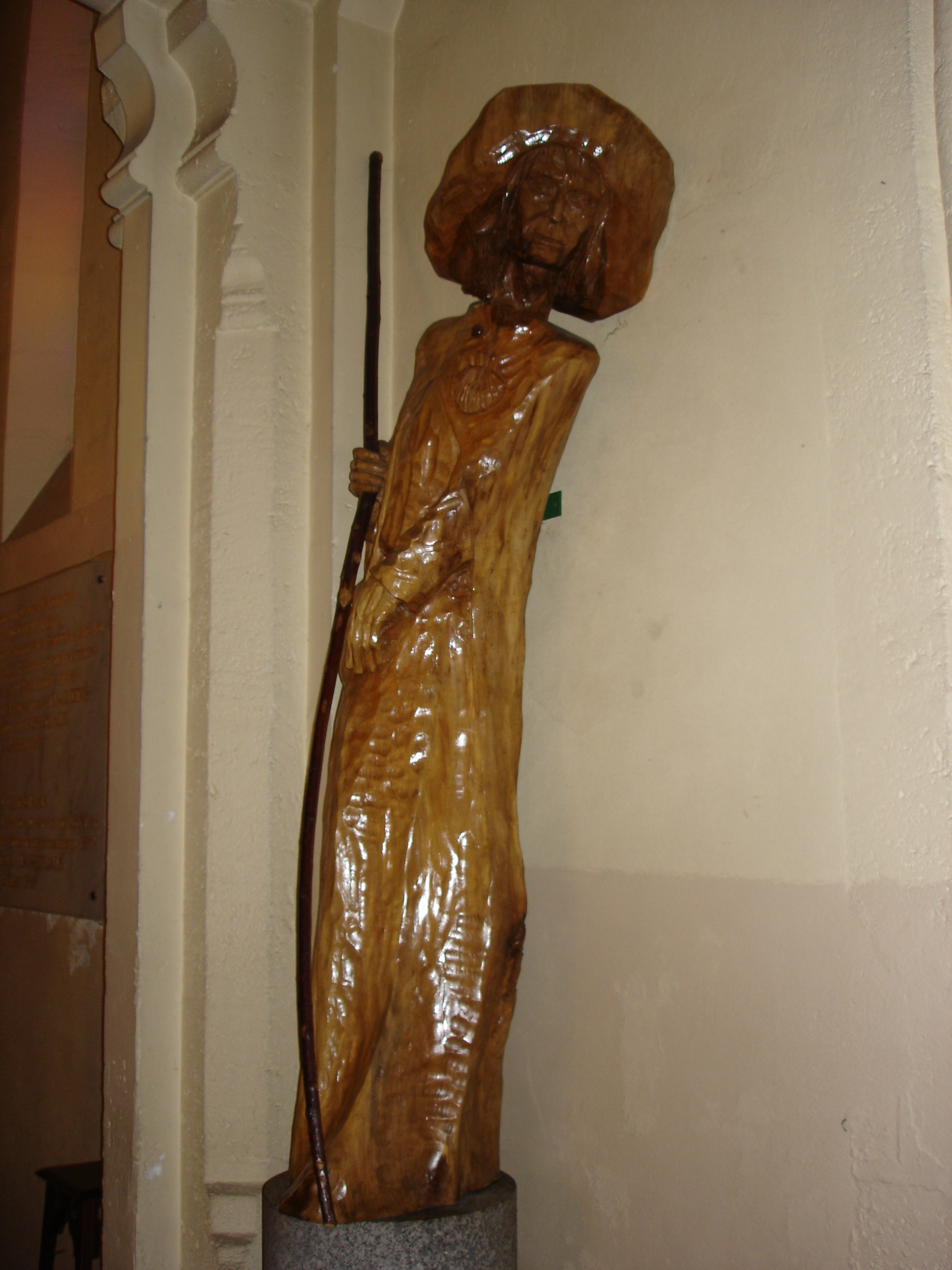
Une sculpture de l'église.
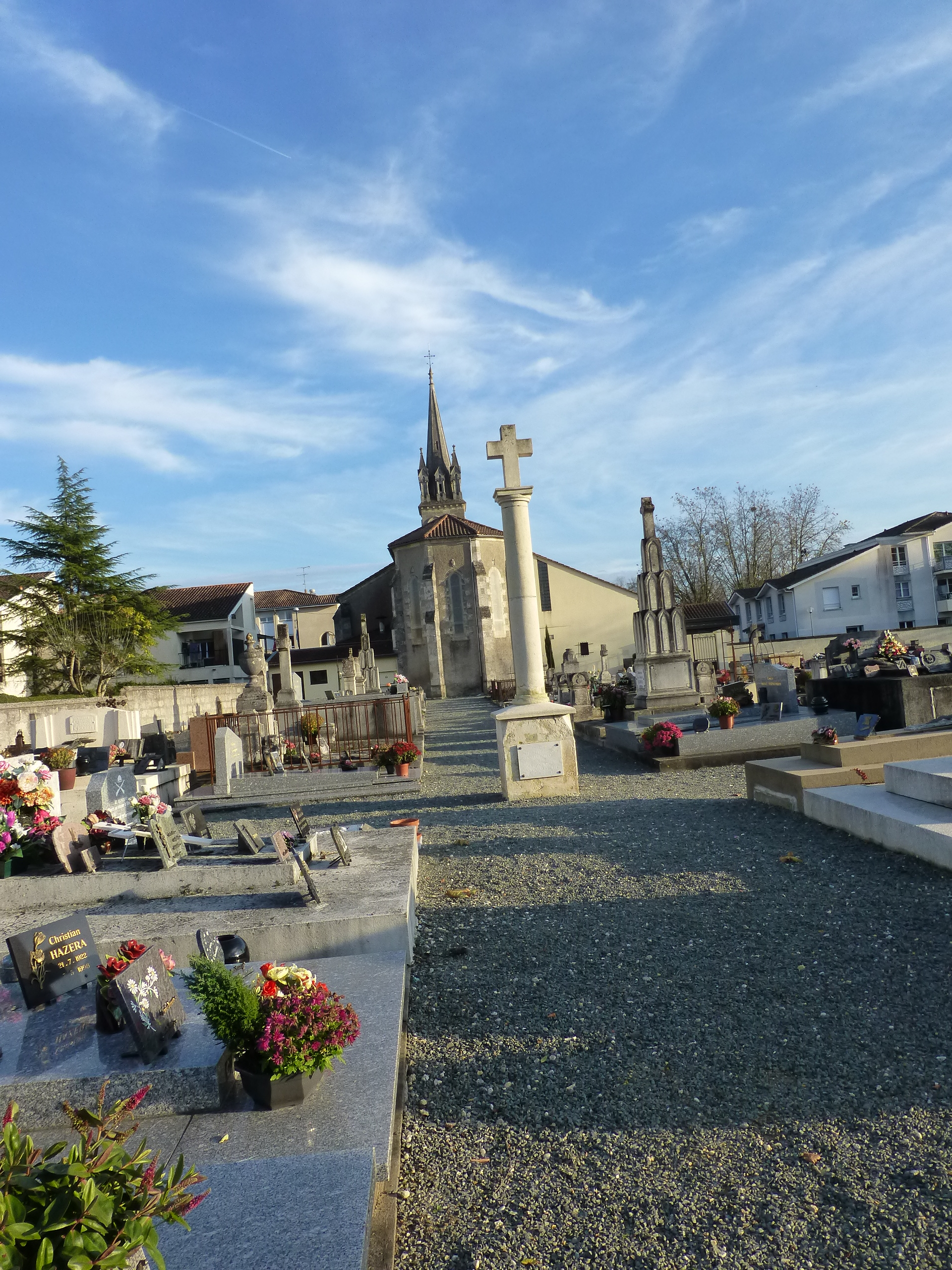
L'église et la croix du cimetière.

- La chapelle de Gazinet

Une chapelle existe à Gazinet : elle a servi au culte jusqu'en 1964 puis a été désacralisée. Elle a ensuite servi de salle d'entraînement au judo et d'atelier de peinture municipal. En 1991, Pierre Ducout, alors maire de Cestas, décide de faire restaurer ce monument. La chapelle est consolidée, réparée et dotée de nouveaux vitraux (Marcel Couture). Elle sert actuellement de lieu de représentation et d'exposition et est utilisée une fois par an pour le culte.

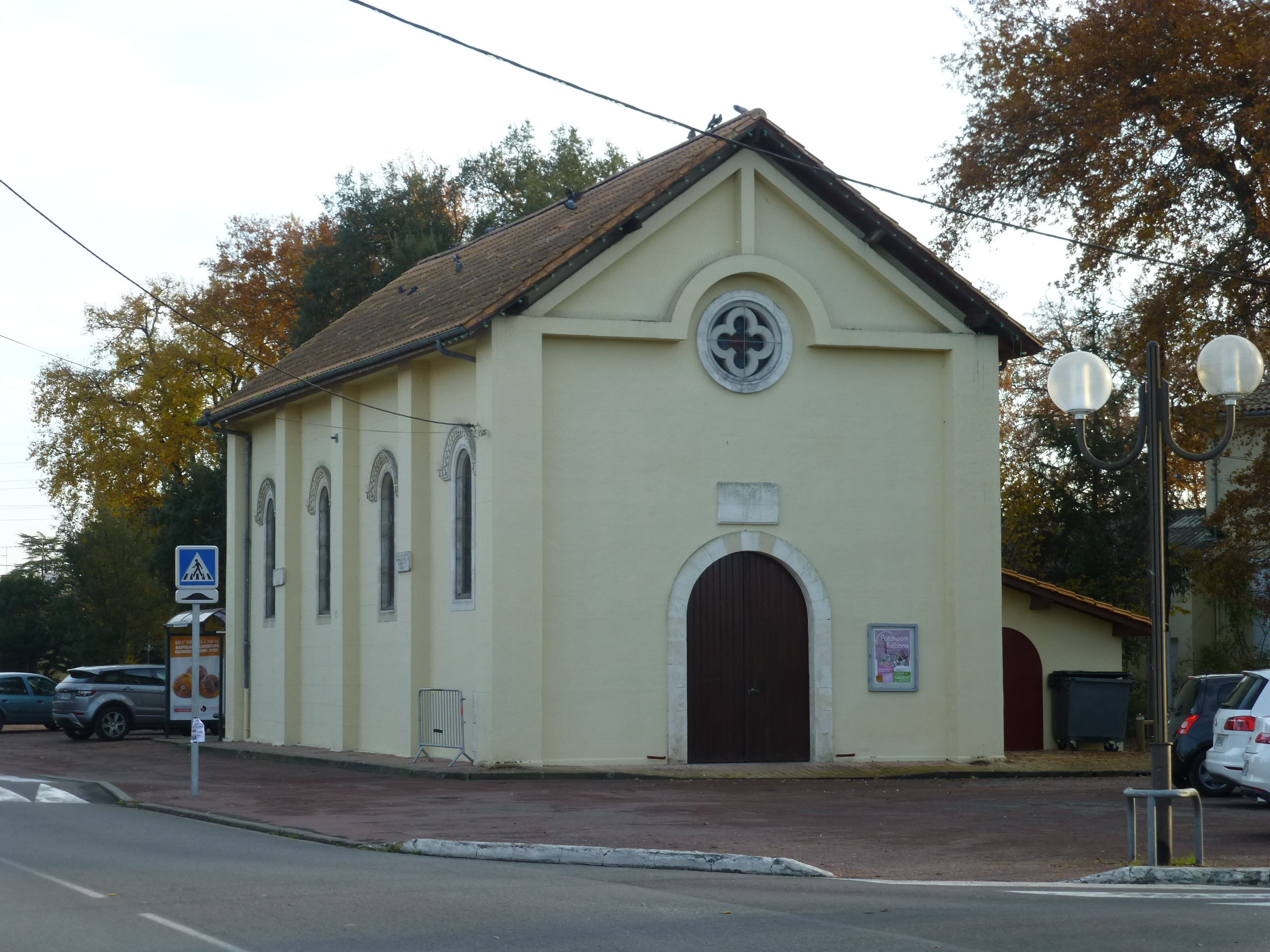
La chapelle vue depuis la voie ferrée.
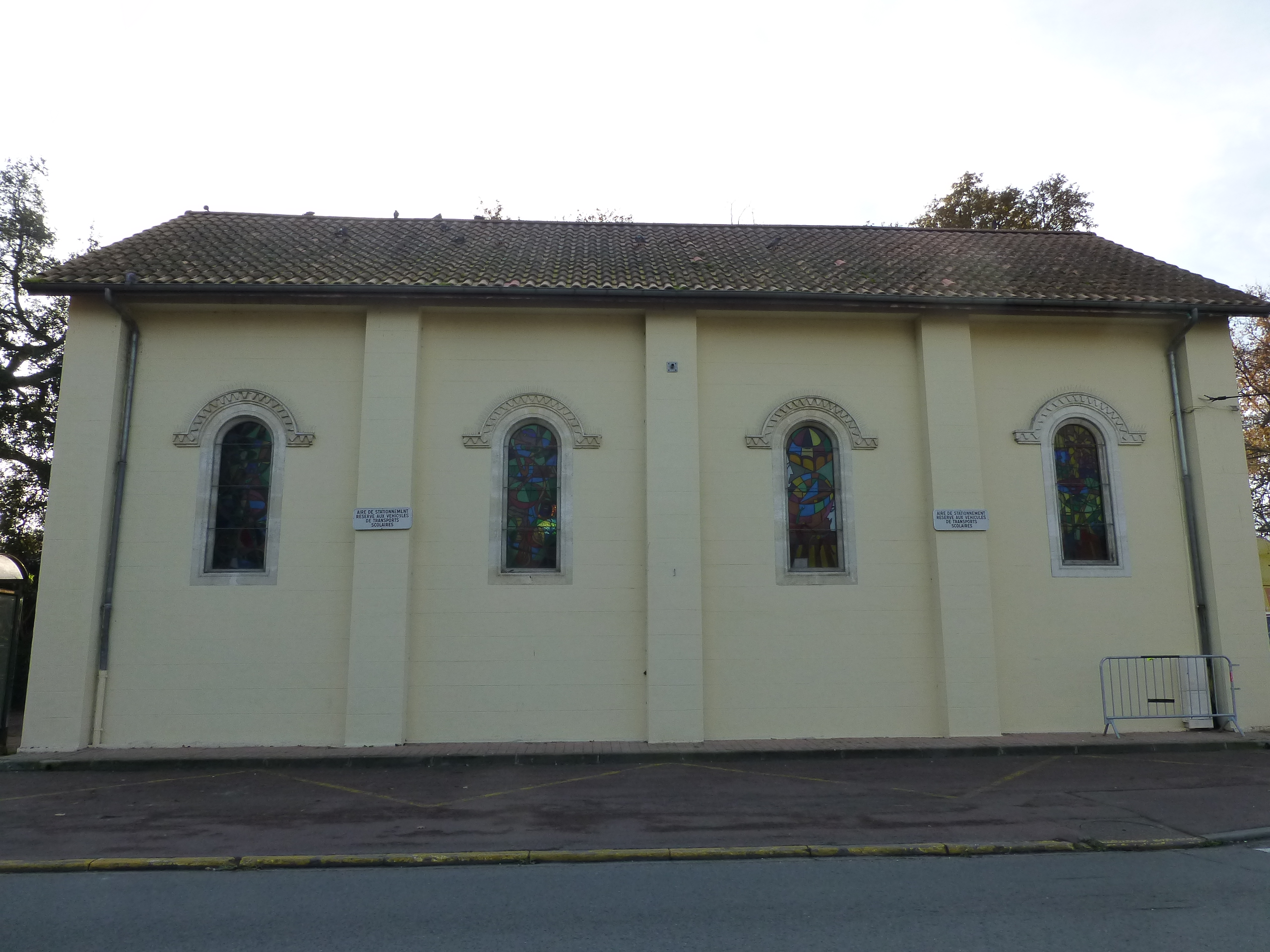
La façade est avec quatre vitraux modernes de M. Couture.
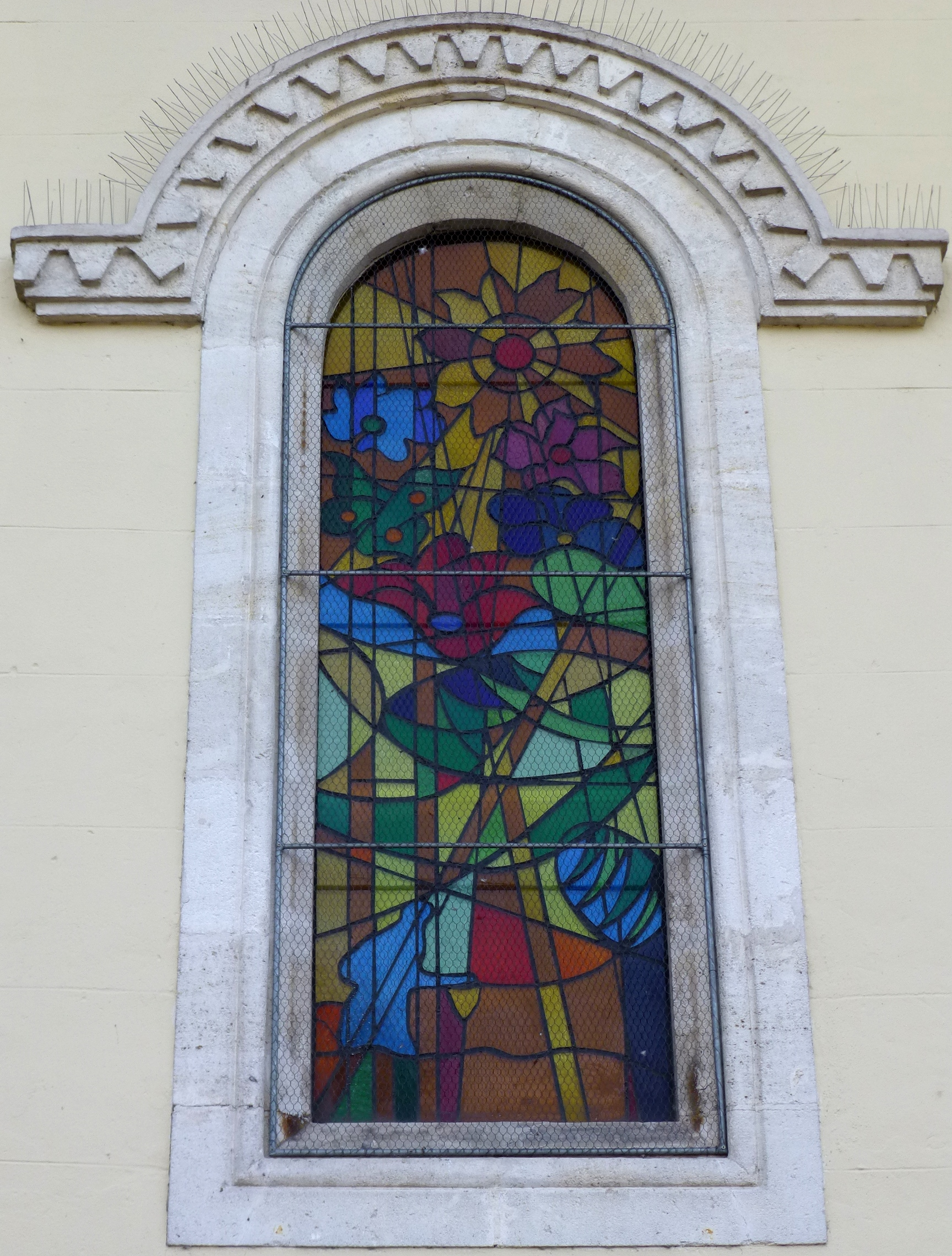
Le vitrail des fleurs.
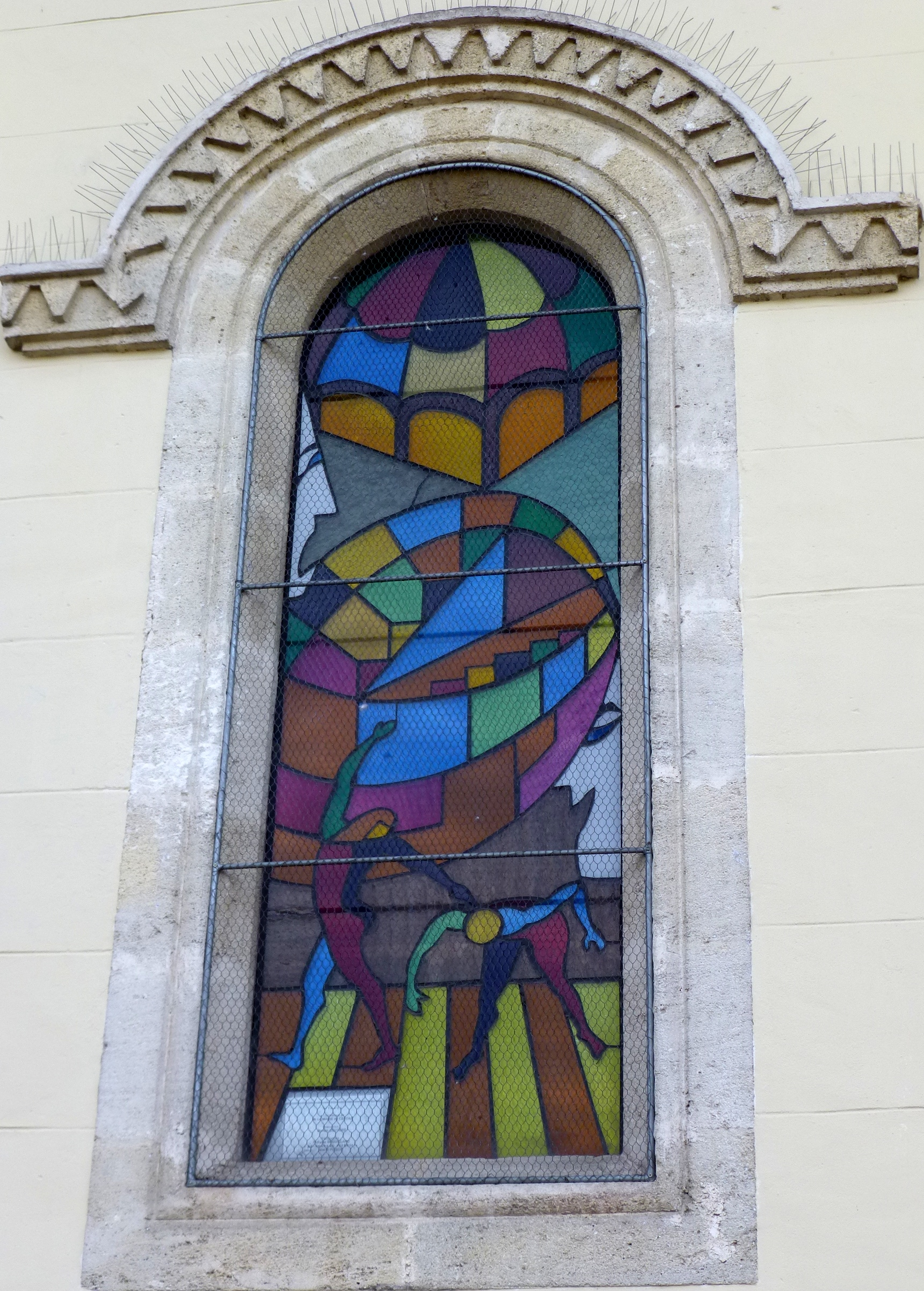
Le vitrail de la danse.
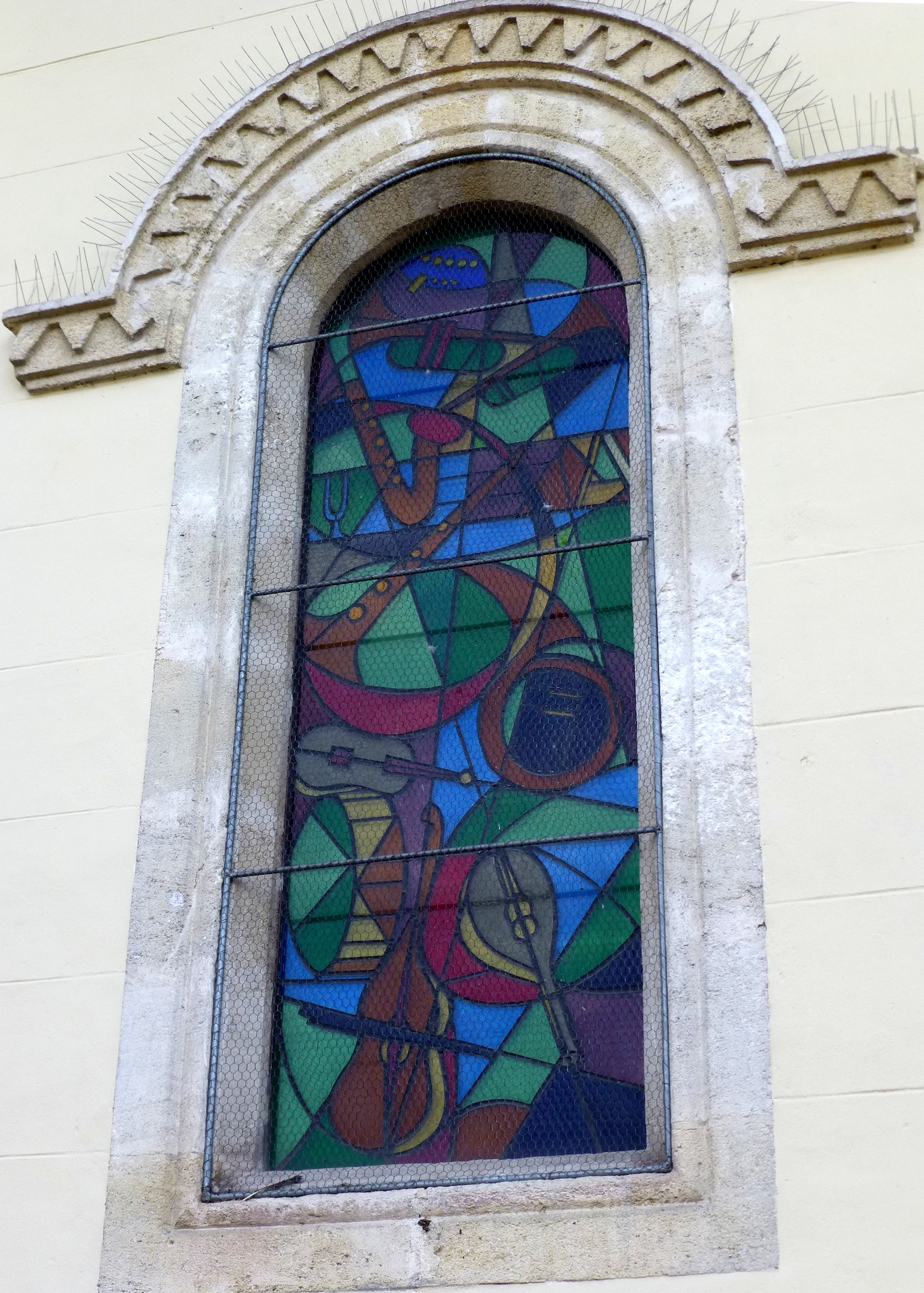
Le vitrail de la musique.
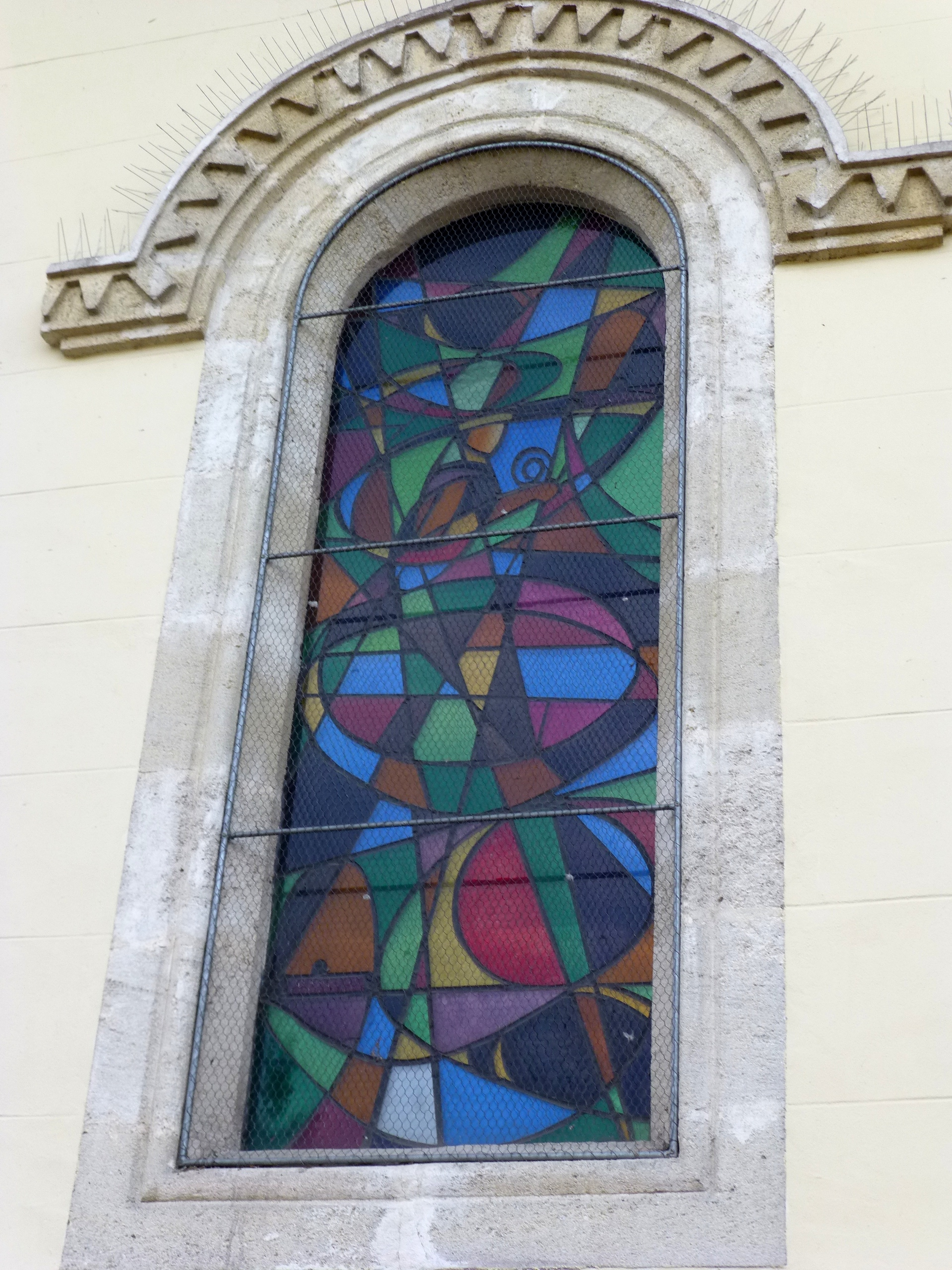
Le vitrail du pèlerin.

- Le monument aux morts[97].

Le monument aux morts de la ville de Cestas se trouve devant l'église. À l'origine, il se trouvait sur une place en face de l'ancienne mairie. Cette place a été transformée totalement. On y trouve maintenant le centre culturel de Cestas ainsi que le cinéma et une salle des fêtes.
Un mémorial a été édifié à la mémoire de Lucien Nouaux, dit Marc, et ses compagnons de résistance devant le cimetière de Gazinet.

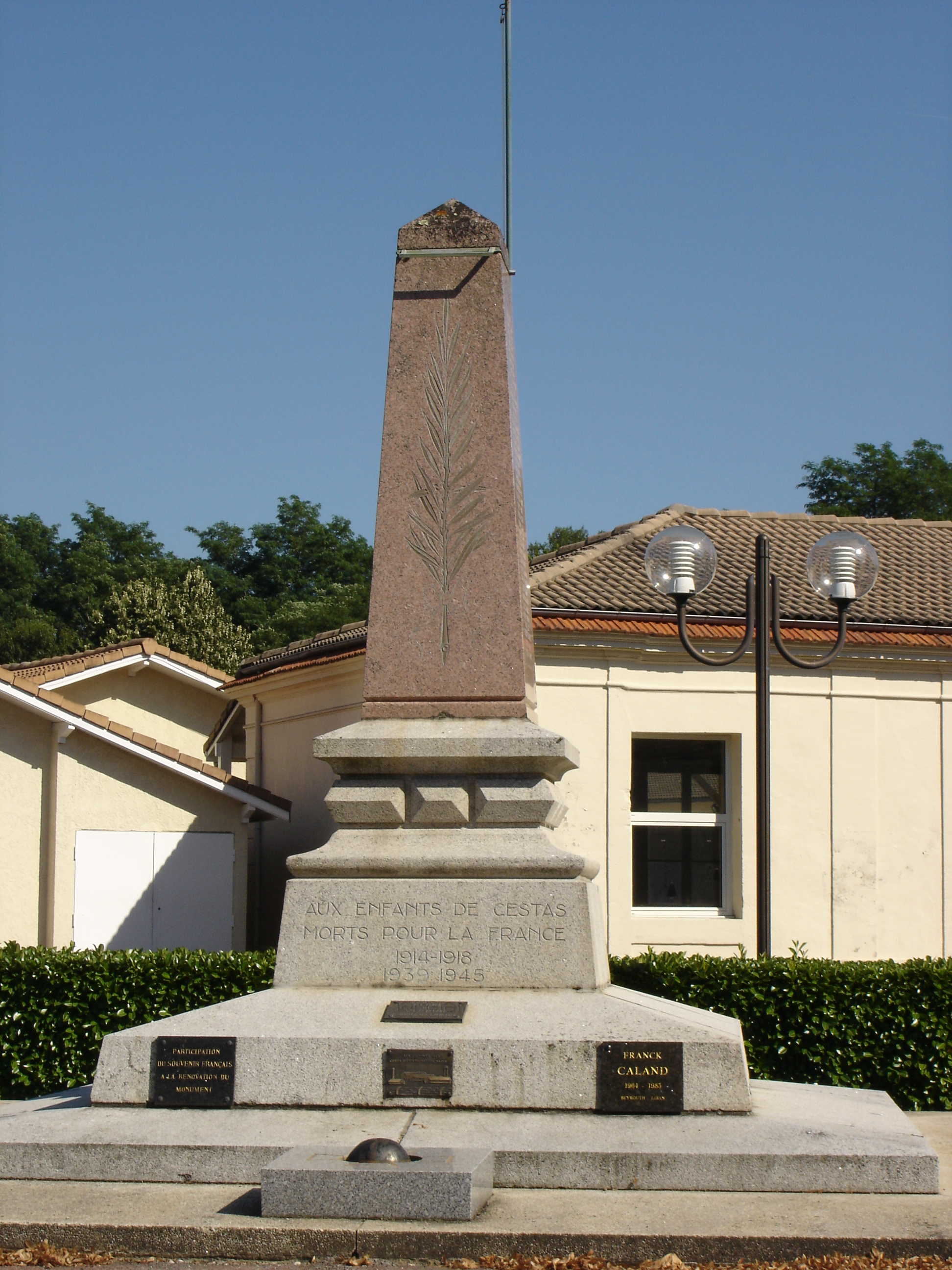
Monument aux morts
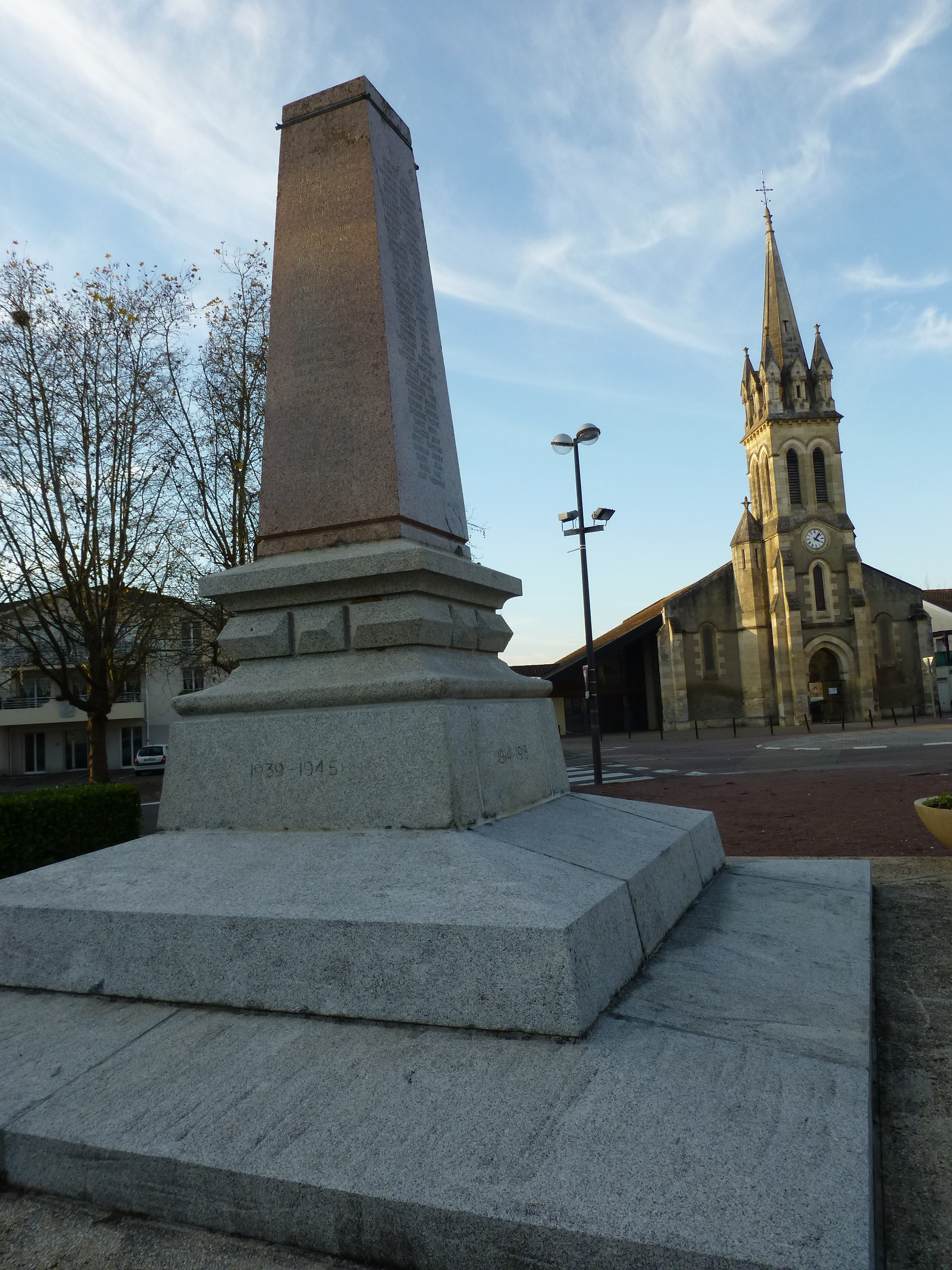
Vu depuis la mairie.
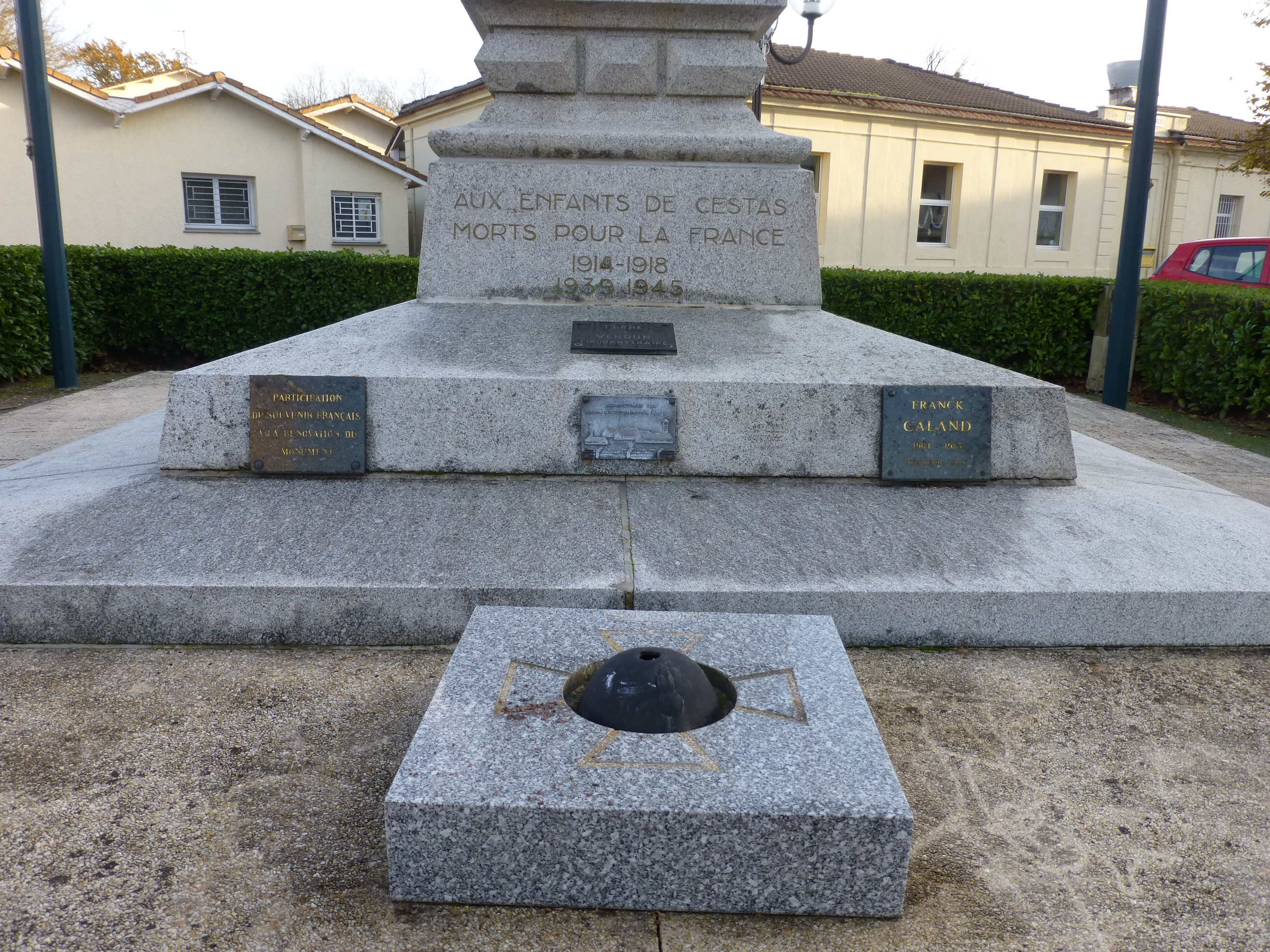
Les inscriptions sur la face ouest.
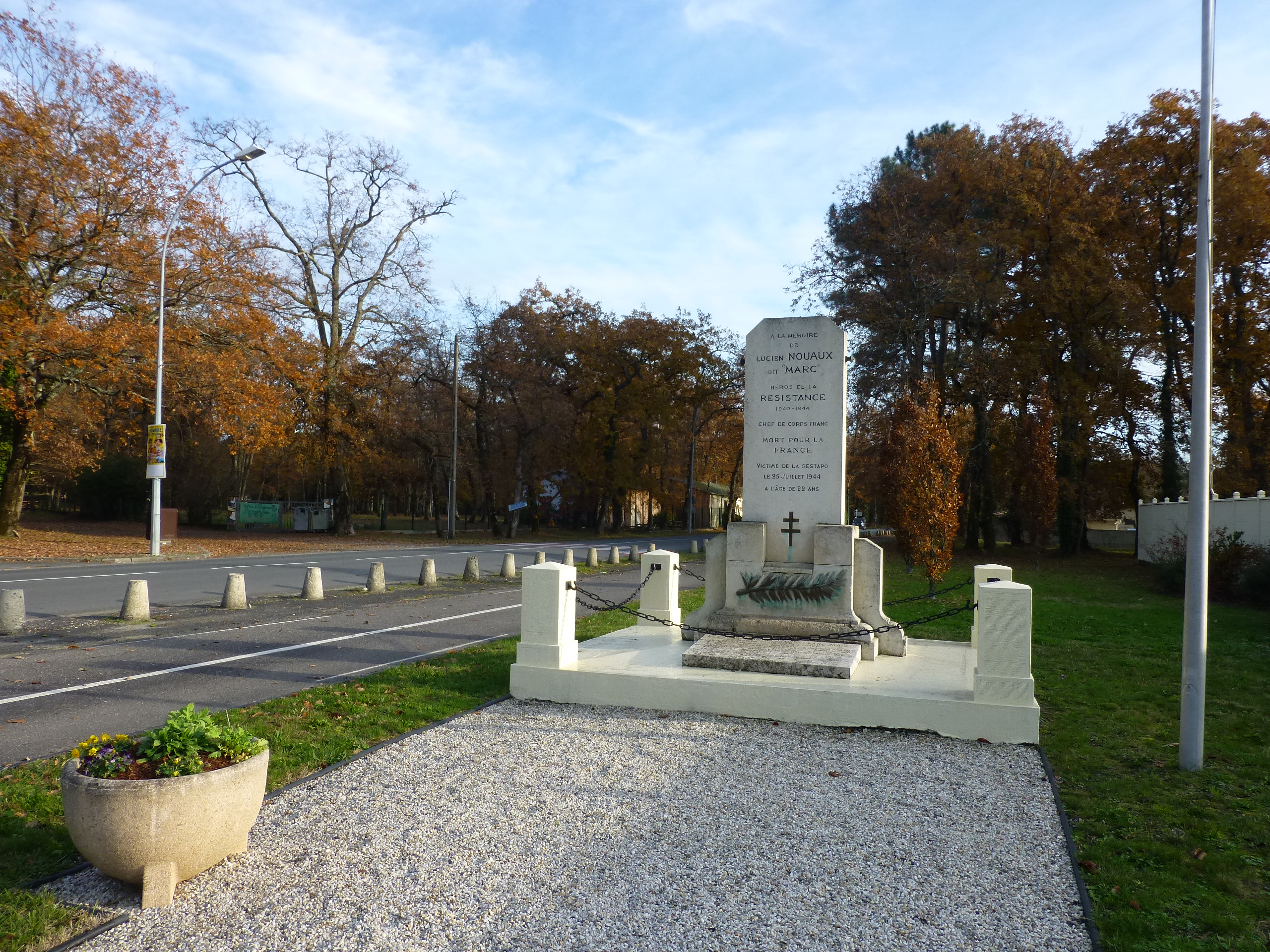
Le mémorial du groupe de résistants.
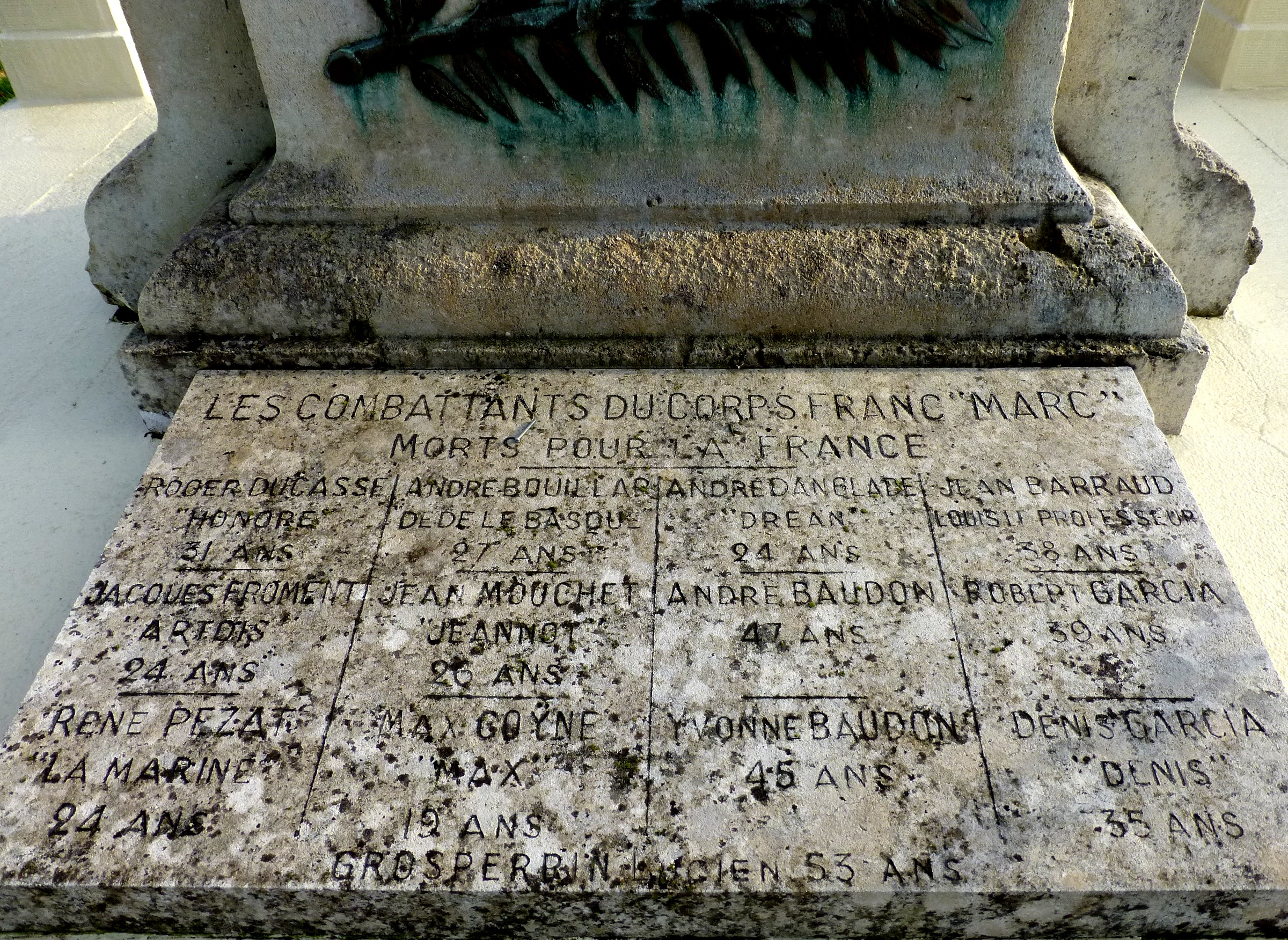
Les noms des résistants du groupe de Marc.

- L'ancienne mairie.

L'ancienne mairie se situe au centre-ville à côté du centre culturel. Sa façade porte une balise IGN indiquant l'altitude de 47 mètres de hauteur. Elle abrite aujourd'hui en particulier la salle de billard.
- Le vieux Cestas.

Du vieux Cestas, il ne reste presque plus rien de nos jours. Le vieux centre-ville a disparu lors de sa modernisation. Dans la rue qui mène de la mairie à l'église, se trouvaient la poste, la salle des fêtes, le château d'eau et la place du marché ainsi que des habitations. Tous les bâtiments de cette rue ont disparu entre la fin des années 1980, et le début des années 1990. N'en subsiste aujourd'hui qu'une devanture de magasin insérée dans un nouveau bâtiment face au centre culturel.
- Le vieux four à pain. Il subsiste à Cestas un vieux four à pain restauré dans les années 1980-1990. On peut le visiter et chaque année une fête du pain y est organisée par la mairie.
- Les sources.

Une source ferrugineuse très froide se trouve dans la forêt de Cestas, près de la maison dite « des abeilles ». Celle-ci se déverse dans l'Eau Bourde tout en laissant des traces de fer. Napoléon Ier s'y est arrêté avec ses troupes, pour une nuit, lors de sa descente vers l'Espagne. Autrefois, les Bordelais venaient s'y reposer et danser.
C'est maintenant un lieu de promenade des Cestadais qui a été aménagé : bancs, parking et salle des fêtes avec barbecue.

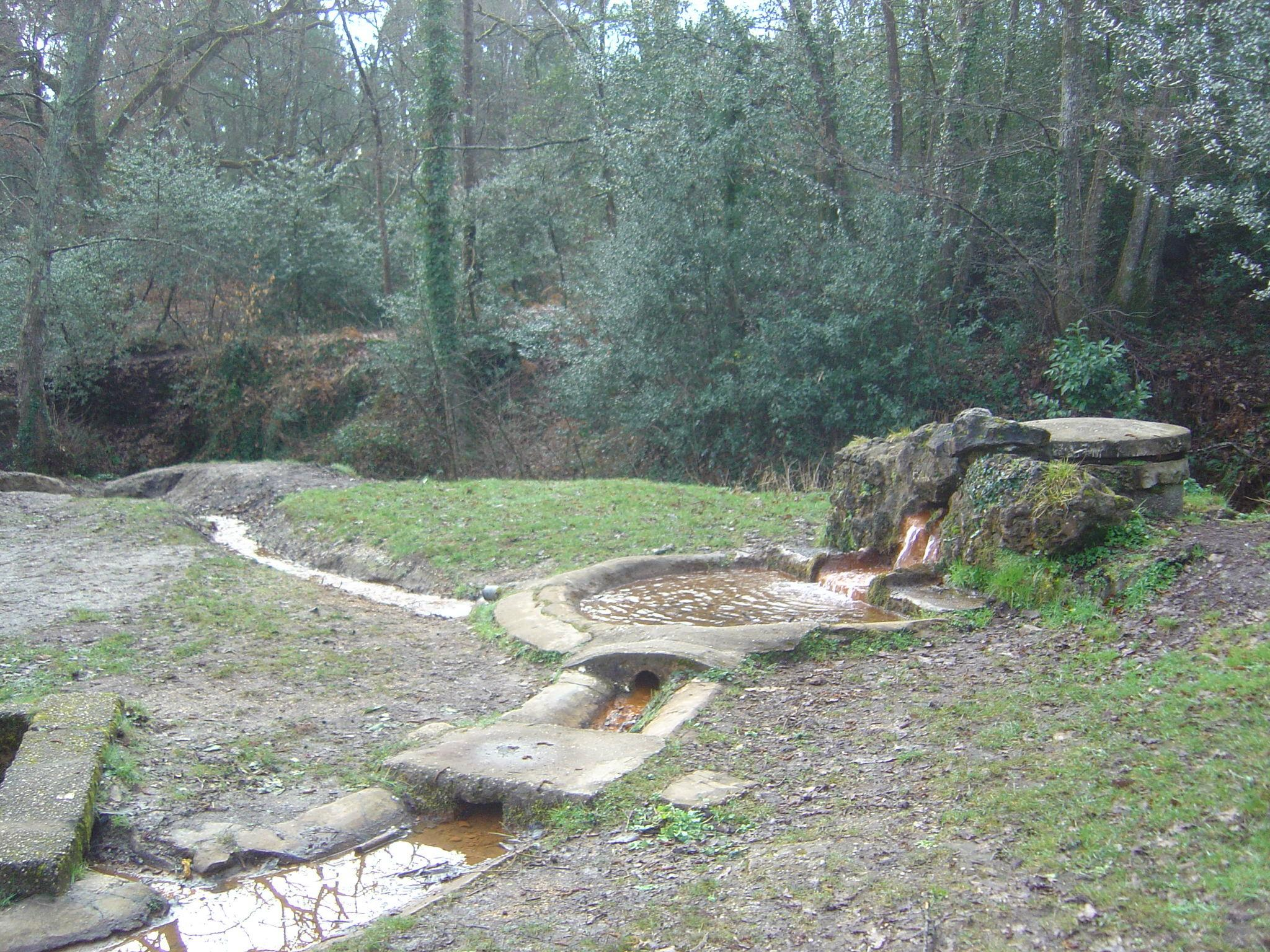
Les sources.
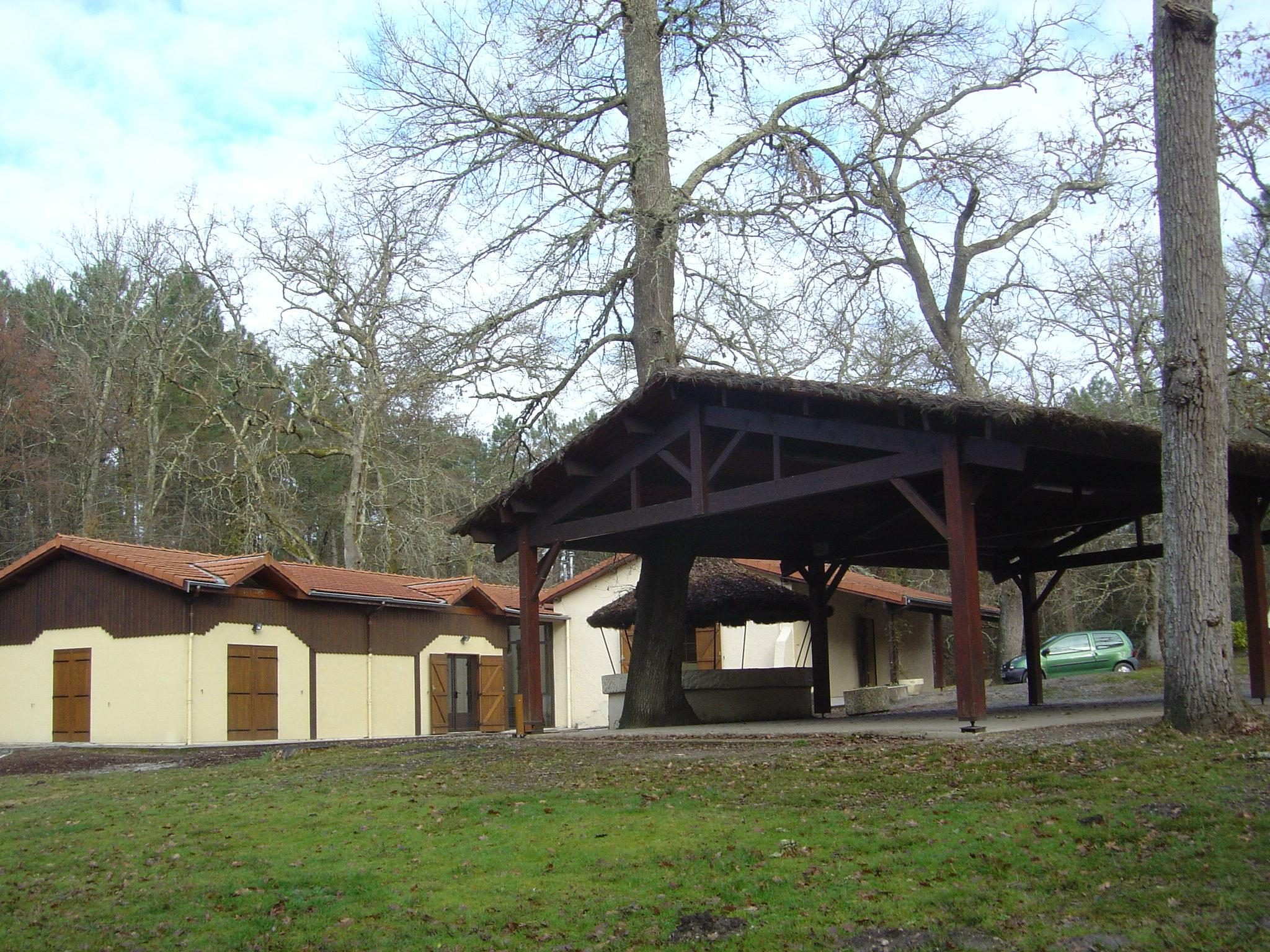
La « Guinguette des sources ».

- Les étangs de Montsalut. Situés à Gazinet, les étangs sont artificiels. Le sol très argileux a été longtemps exploité pour fabriquer des tuiles puis des briques.

Une tuilerie médiévale (Peymartin) était située aux Sources ; on peut y voir d'anciens fours.
À Monsalut, plusieurs espaces d'extraction se sont remplis d'eau. On peut encore voir également aux Étangs les ruines des supports de rails des wagonnets (voie Decauville) servant à l'alimentation de la briqueterie du XIXe siècle, qui a été en activité jusque dans les années 1960 et a fait vivre le quartier, y compris ses écoles. C'est devenu un lieu de promenade et de pêche.

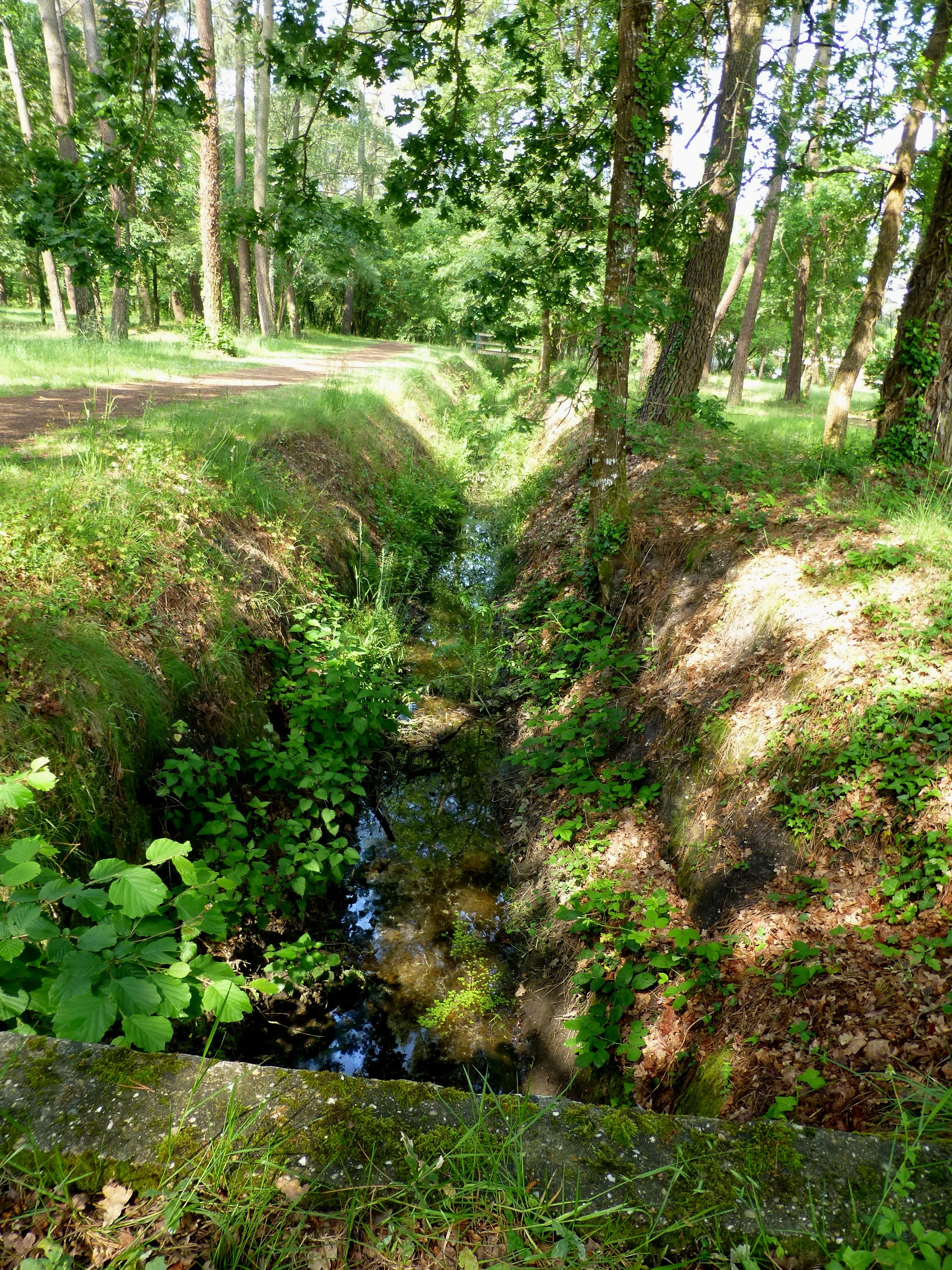
Le fossé de drainage.
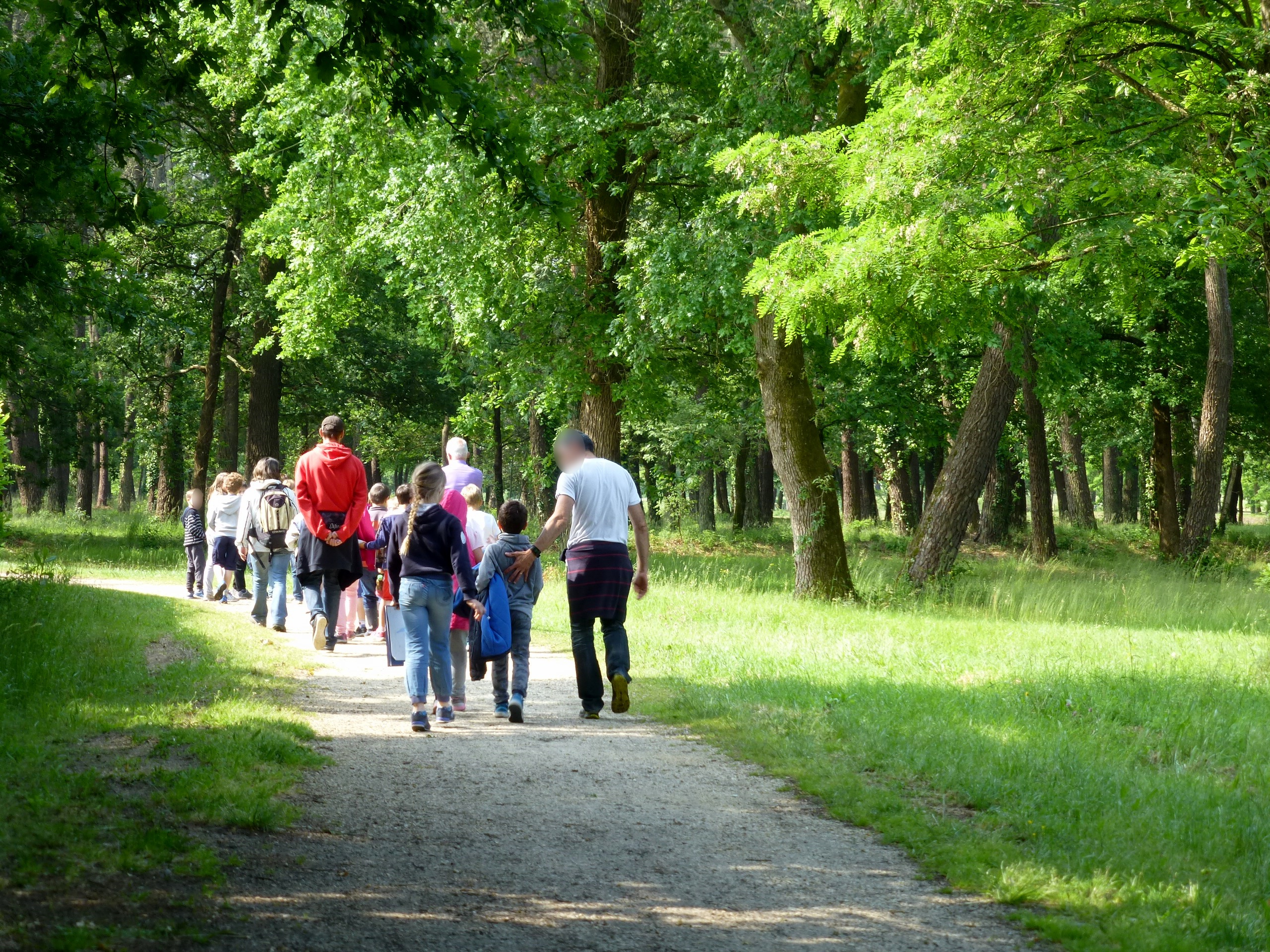
La rando-découverte scolaire.
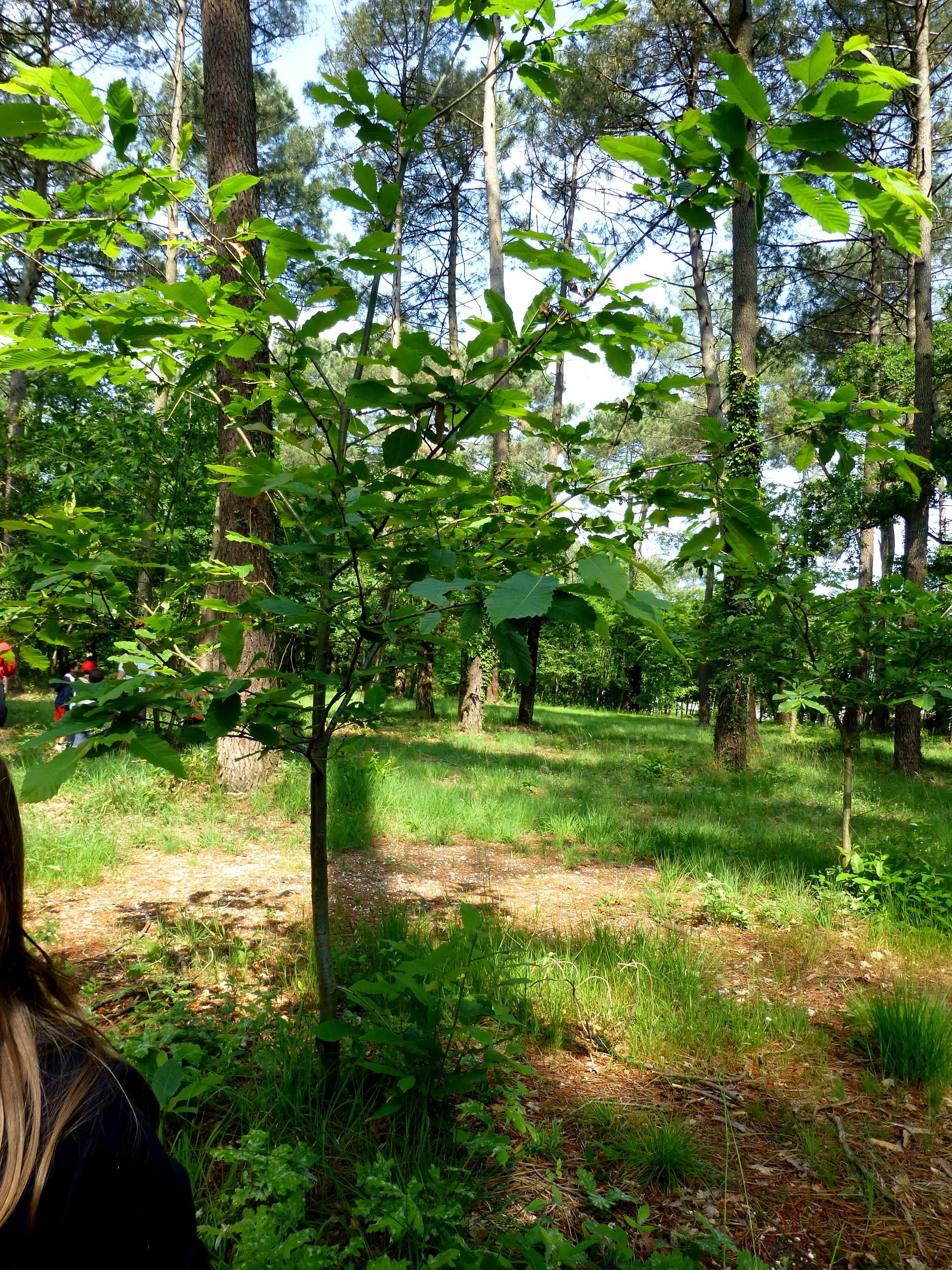
Des noisetiers.
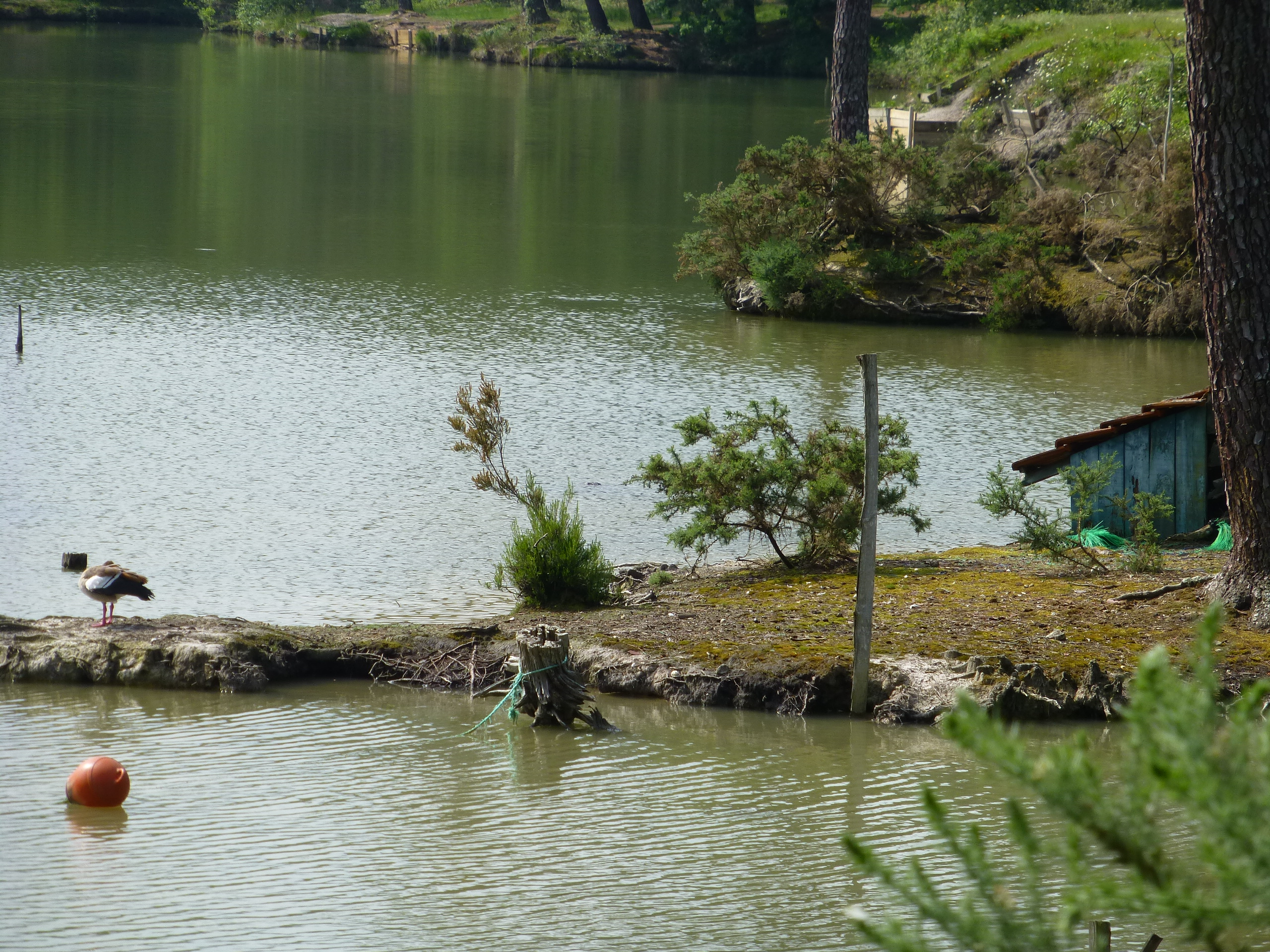
La rive du grand étang, dernière carrière.
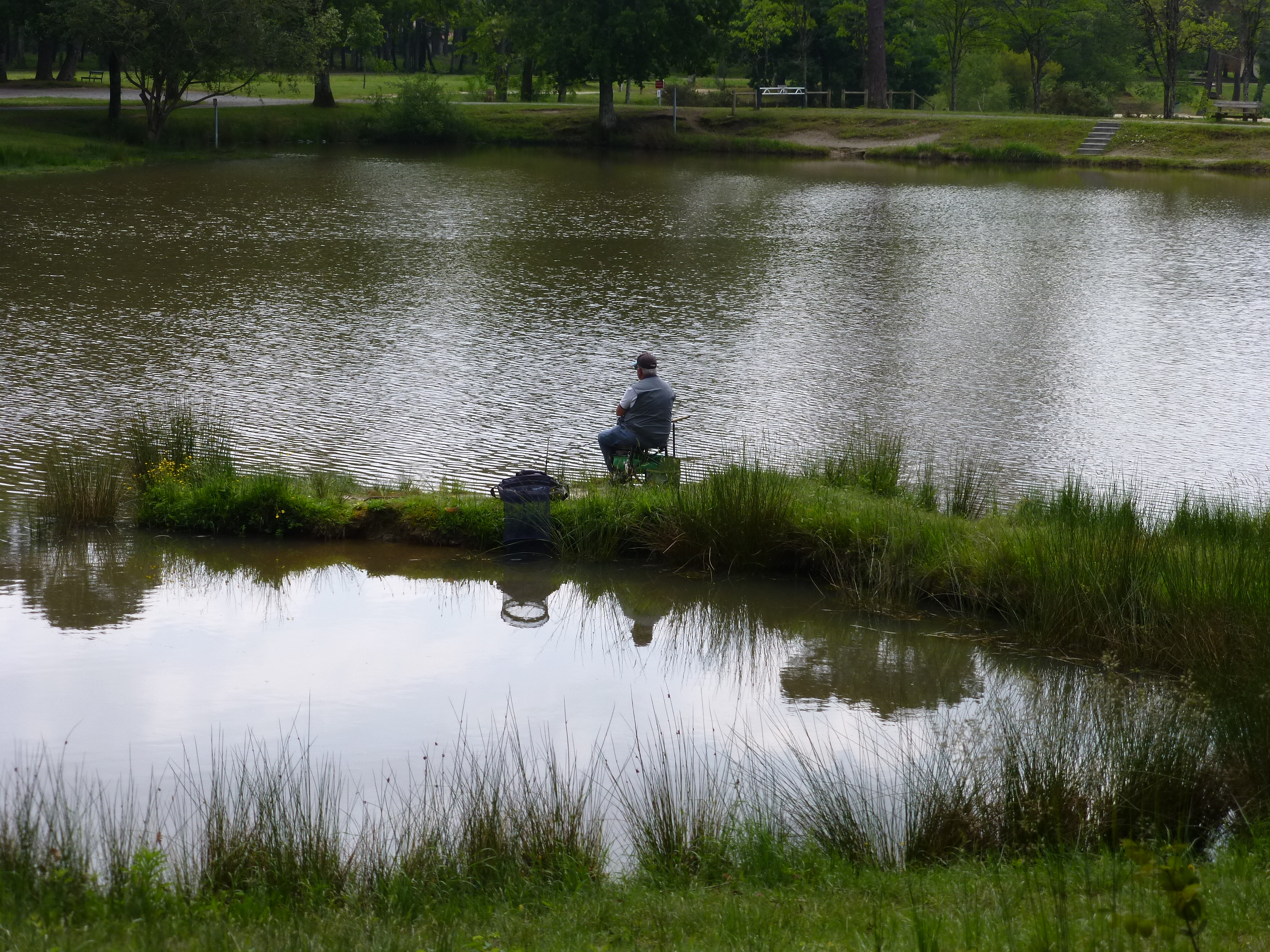
La pêche dans le petit étang.
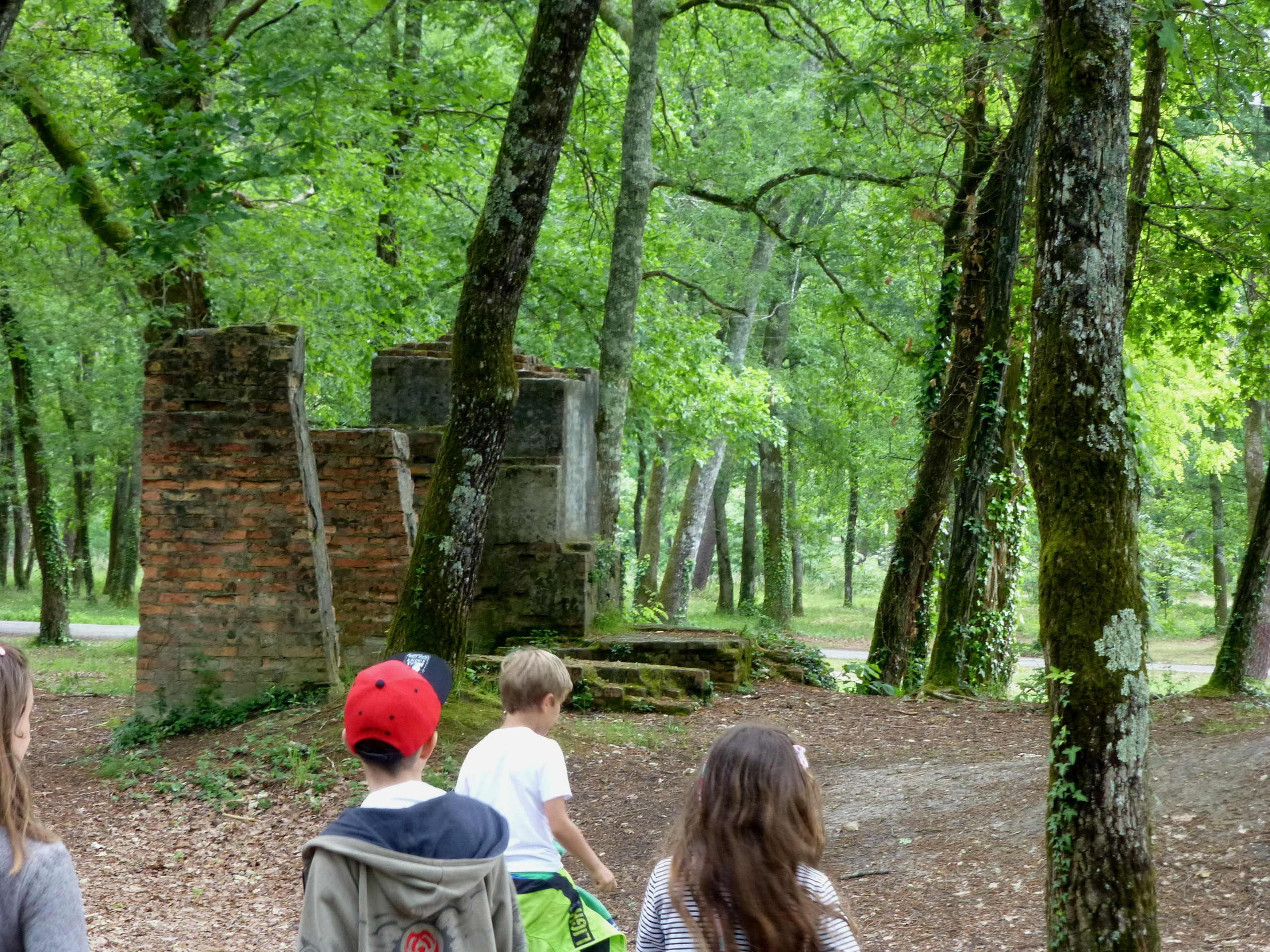
Les piliers servant de support aux rails pour le transport de l'argile.
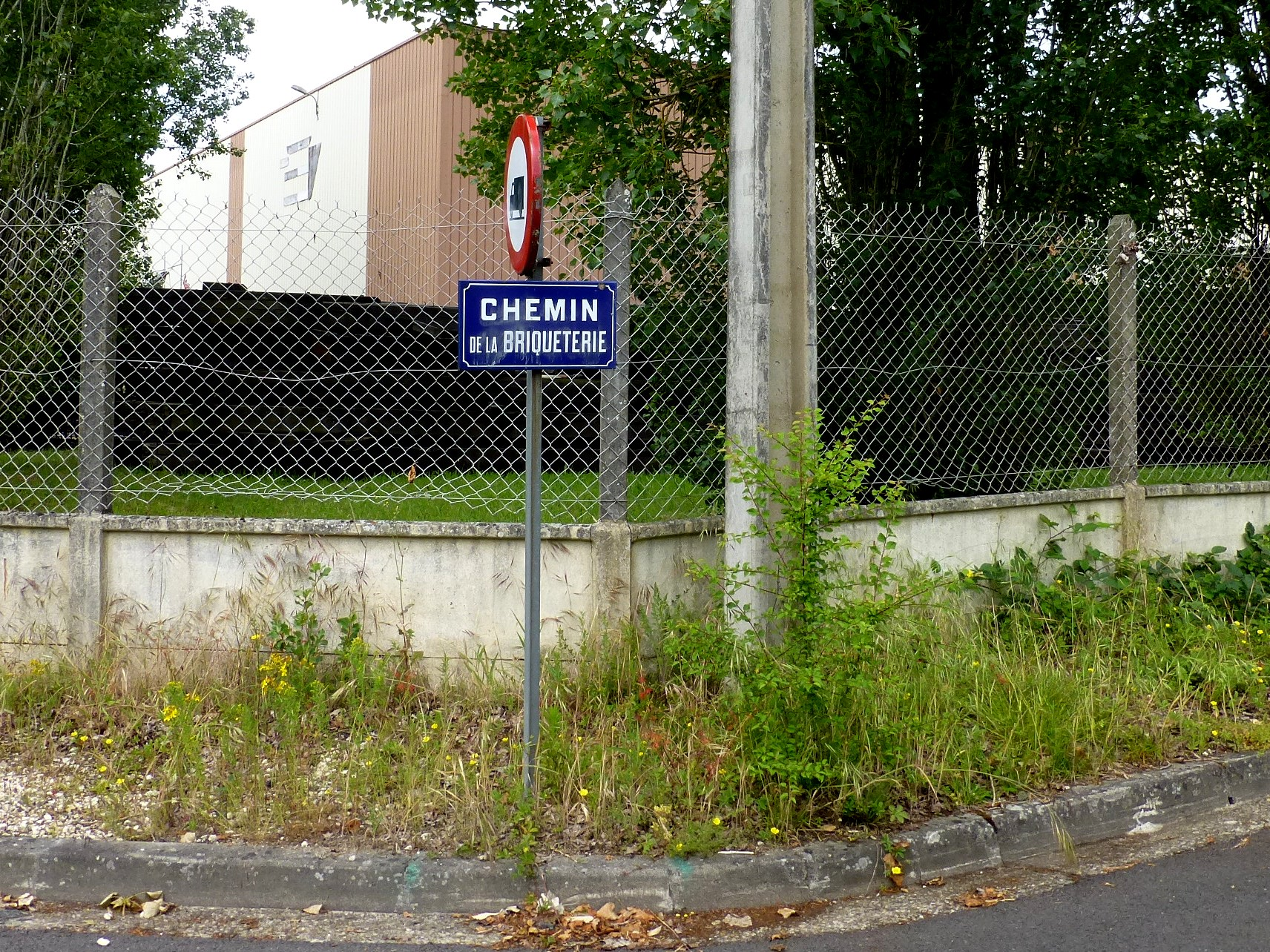
La signalisation de l'ancienne usine.

- Le monuments des victimes de l'incendie.

Au milieu du XXe siècle, la forêt des Landes a été victime d'un nombre important d'incendies réduisant presque de moitié la surface boisée. Le plus gros incendie fut celui du mois d'août 1949 (Incendie de la forêt des Landes de 1949), entre Bordeaux et Arcachon.
Situés sur la RN 10, au lieu-dit Le Puch, au sud de Cestas, les monuments aux victimes ont été construits pour rendre hommage aux hommes morts lors de ce gigantesque incendie.
82 hommes de Cestas et des communes environnantes sont morts brûlés ou asphyxiés en combattant le feu. Cet incendie est accidentel et l'on dit que c'était un été très chaud, que la forêt était sèche et que le sous-bois n'avait pas été entretenu pendant les années de guerre. Deux ouvriers avaient allumé un feu pour réchauffer leur repas, le feu s'est propagé très vite créant un incendie.
Depuis, pour éviter qu'une telle catastrophe ne se reproduise, des pare-feux ont été mis en place (large chemin délimitant des parcelles de pins) ainsi qu'une caserne de pompiers et des tours de surveillance.

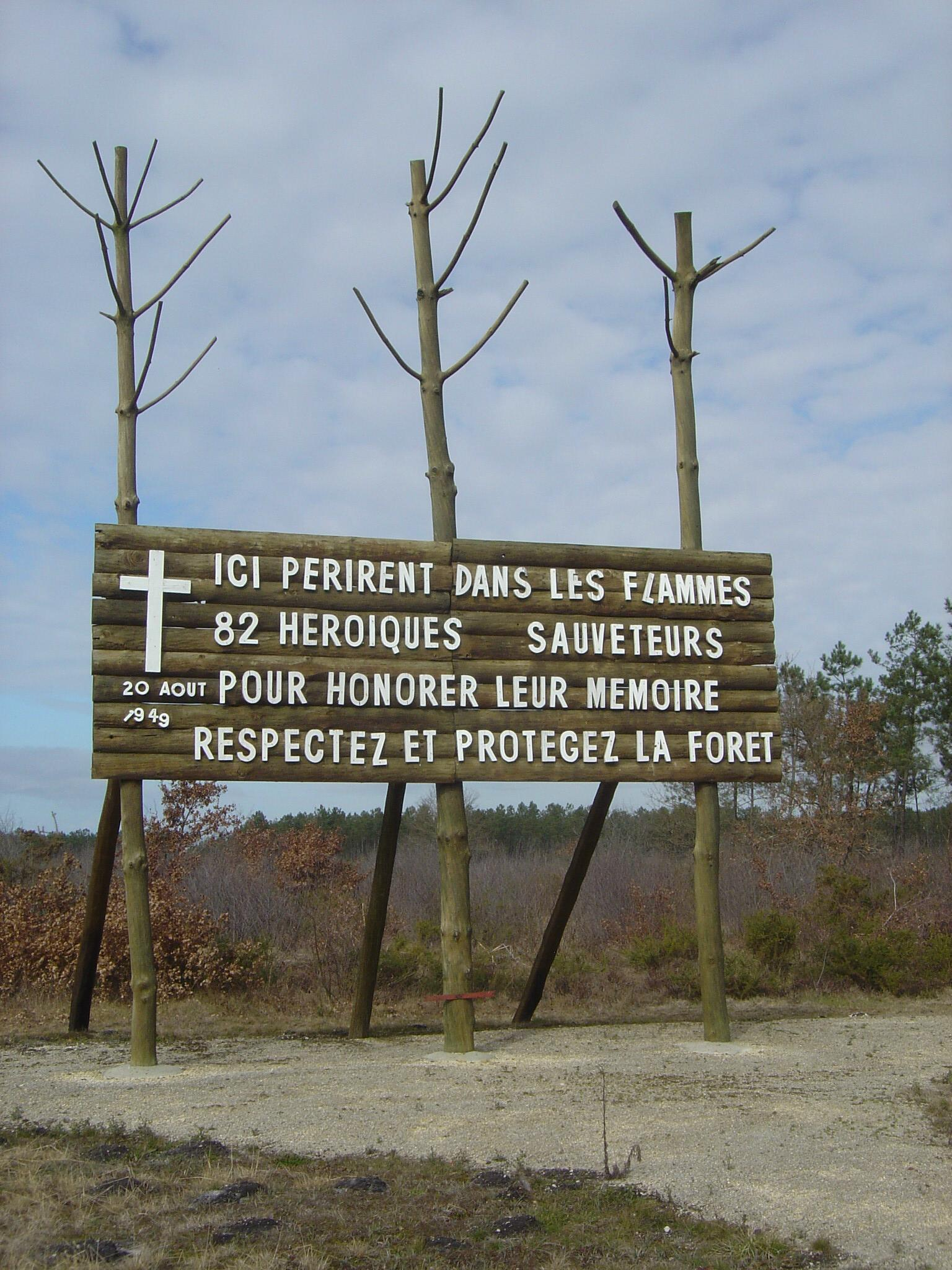
L'ancien monument.
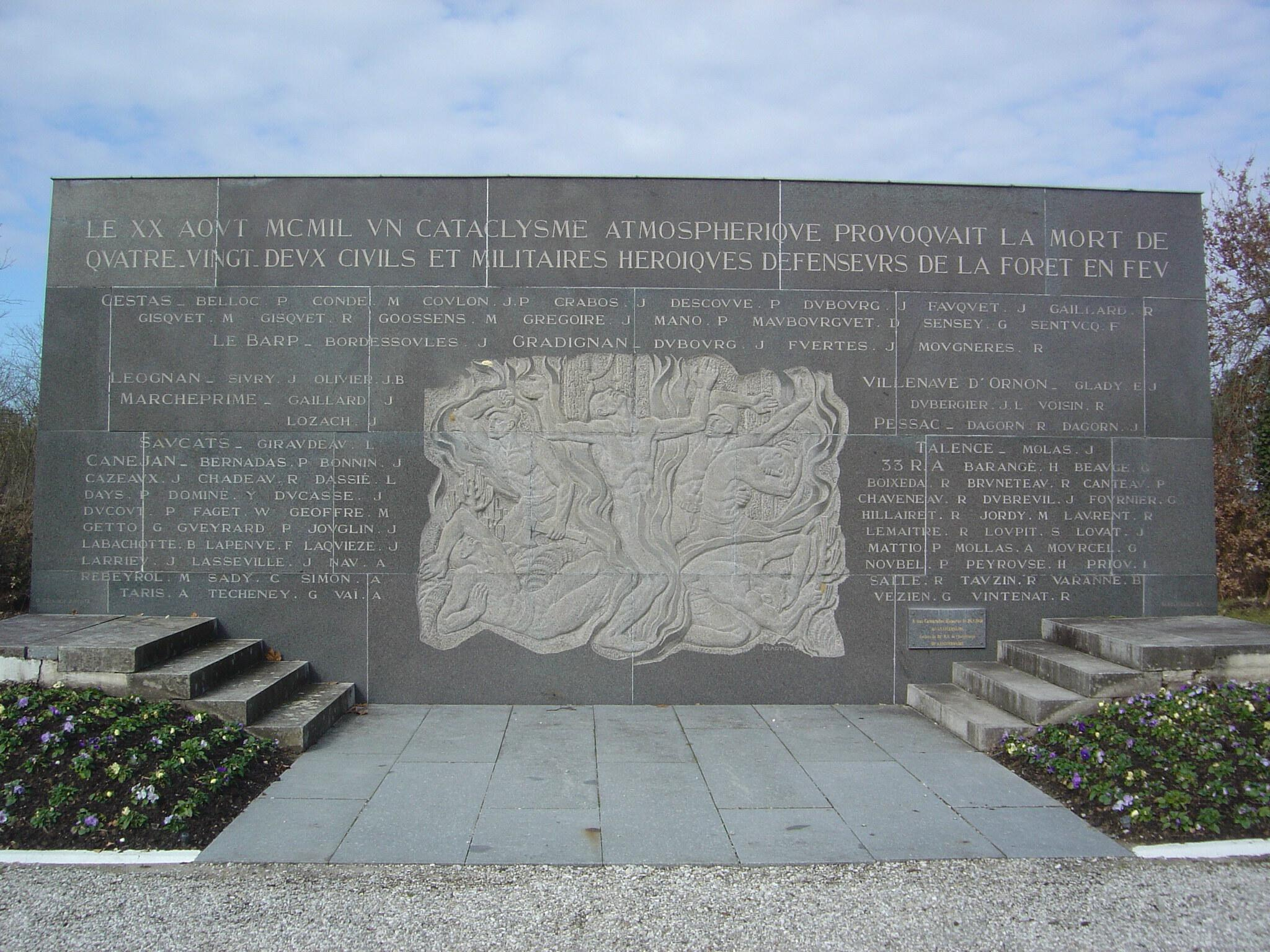
Le nouveau monument.
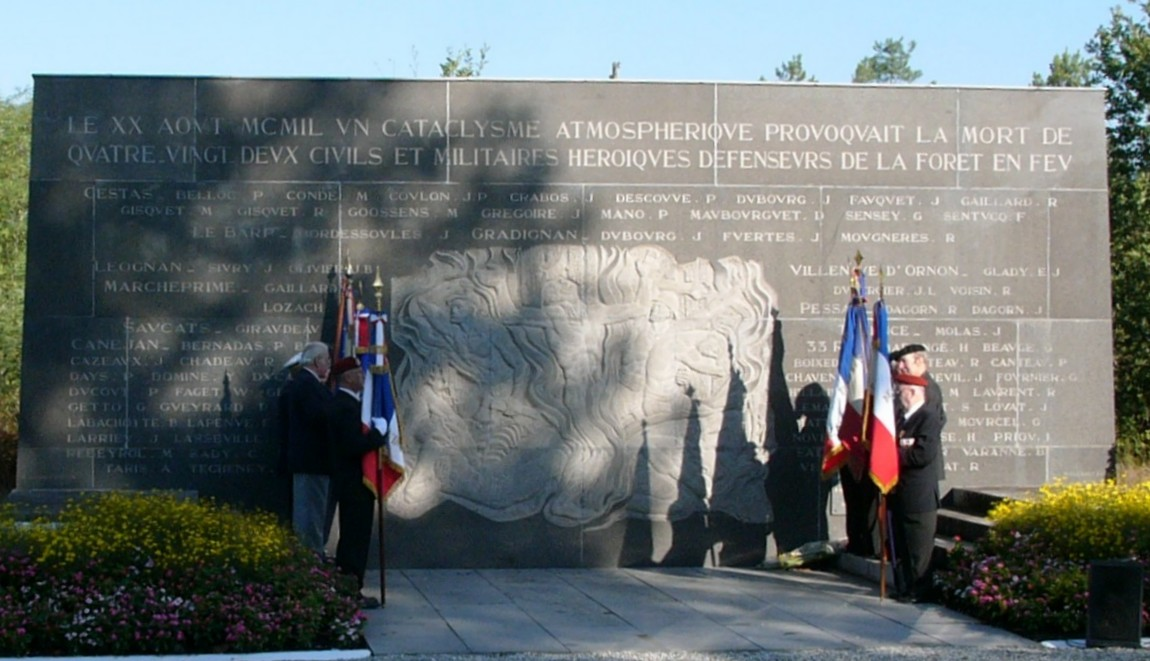
Le monument lors d'une cérémonie.

- La gare de Gazinet. Elle est ouverte le 7 mai 1841 par la Compagnie du chemin de fer de Bordeaux à La Teste pour transporter les troncs de pins exploités aux alentours. Elle est ensuite transformée en gare de tourisme pour les voyageurs bordelais qui venaient passer une journée à la campagne ou se rendaient à Arcachon. C'est grâce à la gare que des commerces se sont créés et que le quartier de Gazinet s'est développé.

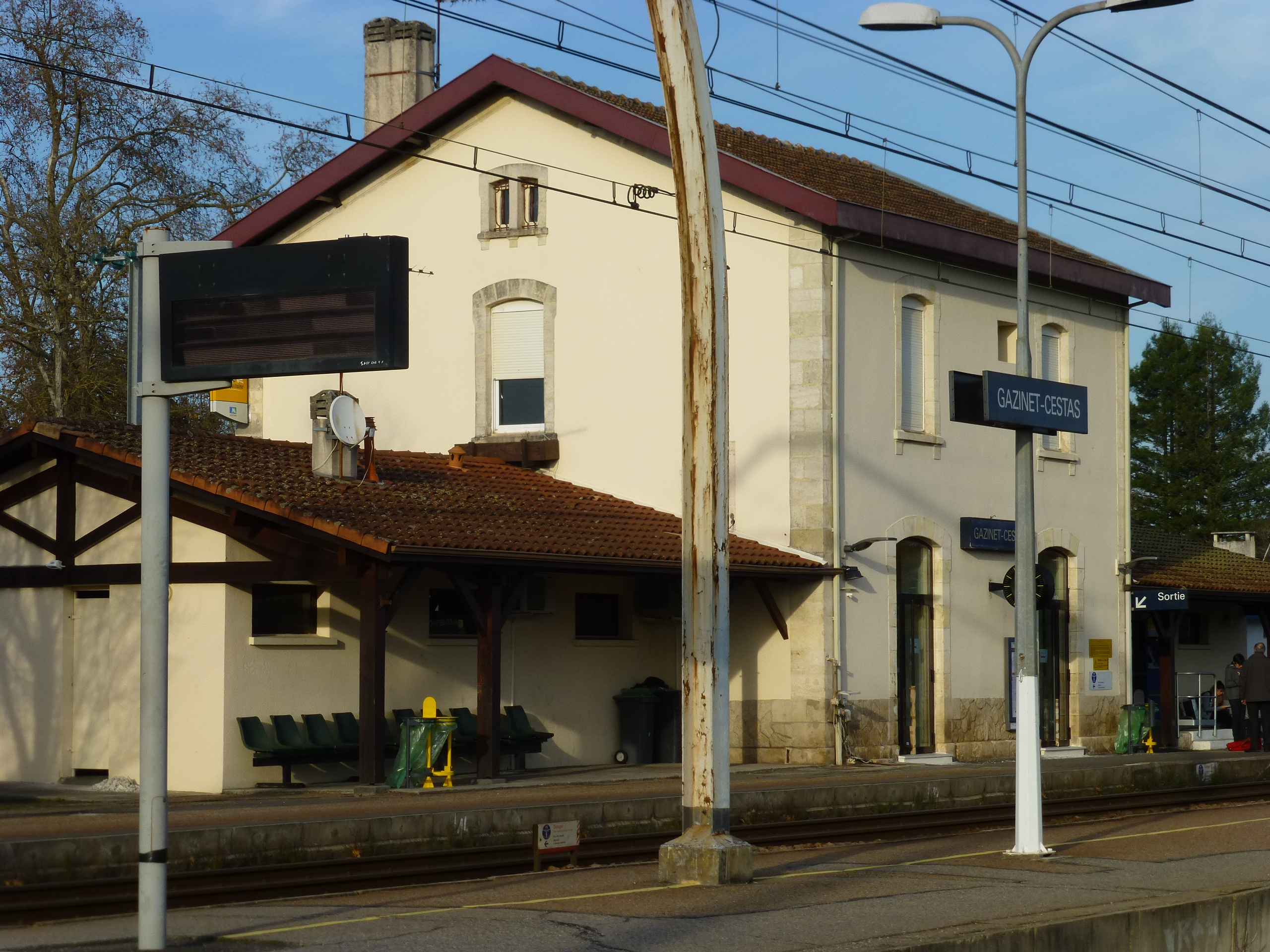
La gare de Gazinet-Cestas.
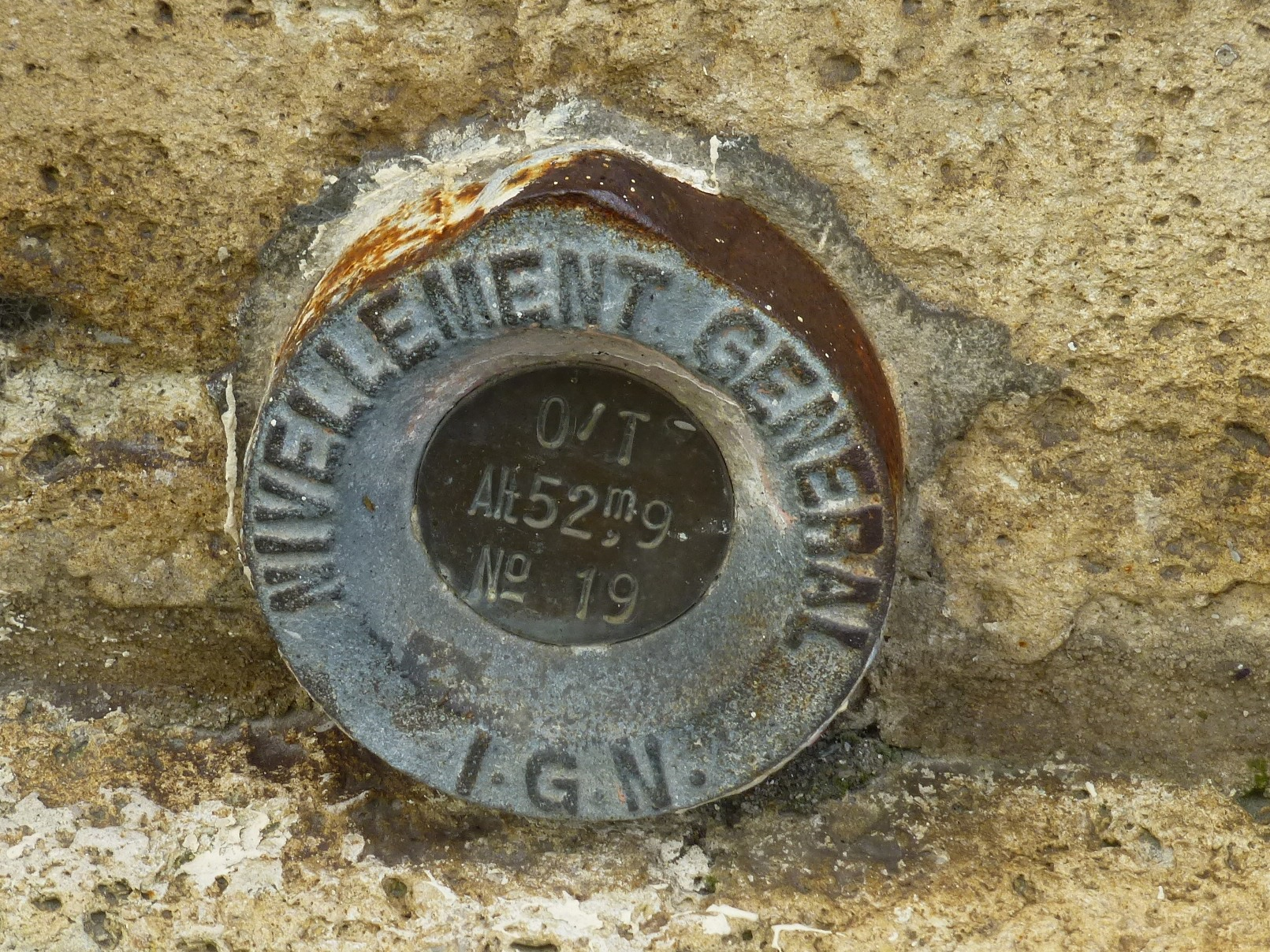
L'ancienne borne IGN du nivellement général de la France.
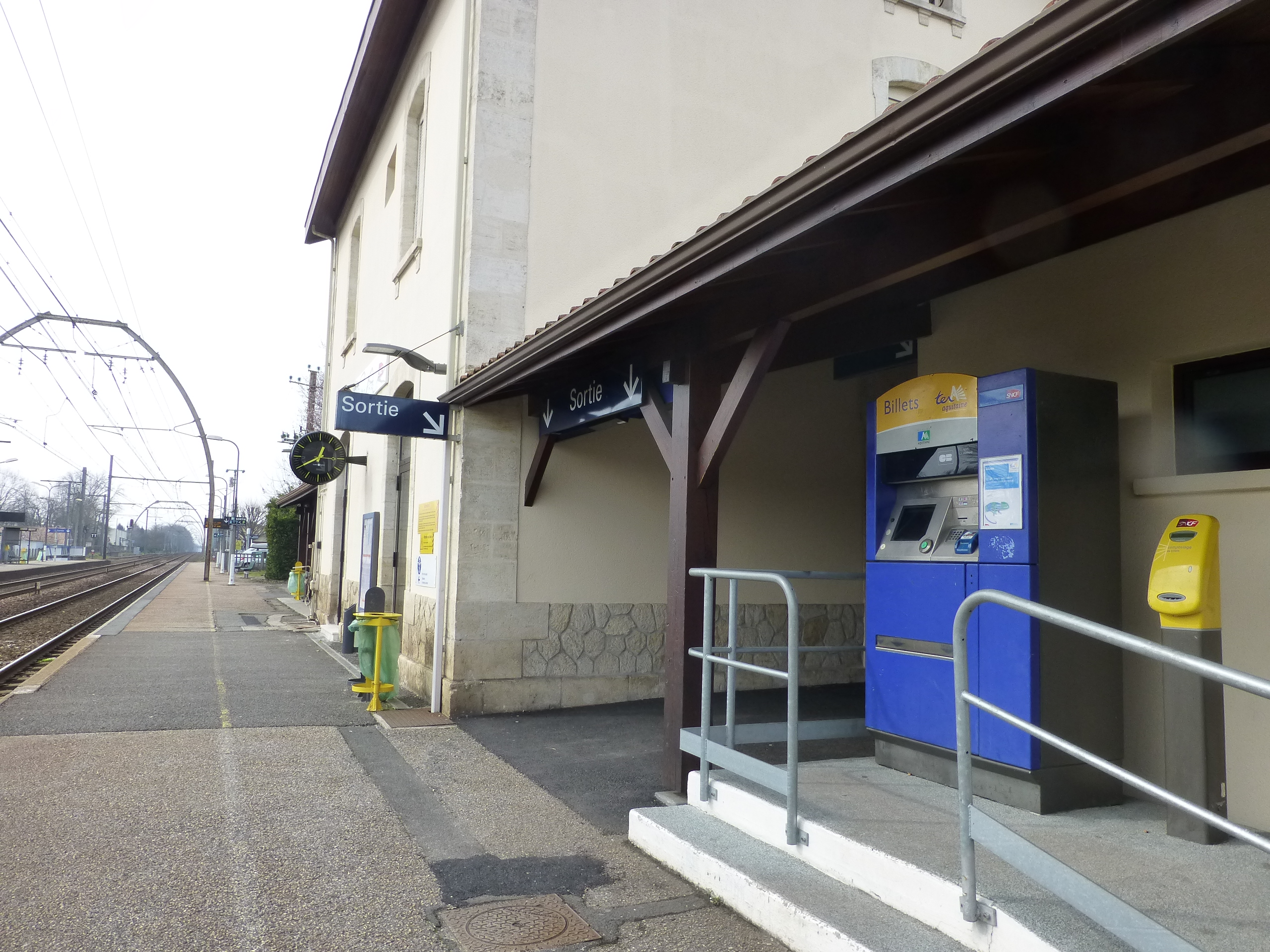
Les passages pour accéder au quai direction Bordeaux et automates.

### Personnalités liées à la commune
- Pierre Jaubert (1715-1780), écrivain, curé de la paroisse.
- Georges Eugène Haussmann (1809-1891), bonapartiste convaincu, réaménageur de Paris : il épouse Mlle de Laharpe en 1838 et prend sa retraite à Cestas pour y écrire ses Mémoires.
- Jules Chambrelent (1817-1893), ingénieur des Ponts et Chaussées, « père » de la forêt landaise et « initiateur » de la loi relative à l'assainissement et de mise en culture des Landes de Gascogne de 1857, propriétaire dans la commune, un obélisque lui rend hommage à Cestas-Pierroton.
- Lucien Nouaux, dit « Marc » (1921-1944), chevalier de la Légion d'honneur, Compagnon de la Libération, Croix de guerre 1939-1945 avec palme, inhumé dans la commune.
- Pierre Bernard (1932-2014), footballeur international, mort à Cestas.
- Pierre Ducout (1942-), député de la 7e circonscription de la Gironde, maire de la commune depuis 1972.
- Gérard Leroux[98], peintre et sculpteur, a vécu à Cestas-Gazinet durant quinze ans.
- Frédéric Zgainski (1972-), député de la 7e circonscription de la Gironde, conseiller municipal de la commune depuis 2014.
- Kévin Menaldo (1992-), athlète spécialisé dans le saut à la perche (bronze aux championnats d'Europe de 2014) a passé sa jeunesse dans la commune.
- Nicolas Bridet (1976-) comédien, a passé sa jeunesse à Cestas Gazinet.[réf. nécessaire]
- Sophie Davant 1963-), petite-fille d'une famille cestadaise, animatrice sur France 2, a grandi dans la commune.

### Héraldique
| Armes | Les armes de Cestas se blasonnent ainsi : Écartelé d'or à la hure de sanglier arrachée au naturel et de sinople à la ruche d'or ouverte de sable, à Saint Roch auréolé d'argent tenant un bourdon du même brochant sur la partition. |